# Terrorisme d'Estat a l'Argentina en les dècades de 1970 i 1980
El terrorisme d'Estat a l'Argentina en les dècades de 1970 i 1980 va ser un període de terrorisme d'Estat dut a terme a l'Argentina que va culminar amb l'última dictadura cívic-militar autodenominada «Procés de Reorganització Nacional», que va governar des del 24 de març de 1976 fins a la restauració de la democràcia el 1983, com a part de l'Operació Còndor. Durant aquest temps, l'Estat va realitzar un règim de repressió il·legal, violència indiscriminada, persecucions, tortura sistematitzada, desaparició forçada de persones, manipulació de la informació i altres formes de terrorisme d'Estat per instal·lar un pla de política econòmica neoliberal. S'estima que durant aquest període, les forces repressores del govern de facto van fer desaparèixer a aproximadament 30.000 persones.
La denominació també utilitzada de «guerra bruta» al·ludeix al caràcter informal i no reglamentat de l'enfrontament entre el poder militar (deslligat de l'autoritat civil), contra la mateixa població civil i les organitzacions guerrilleres, que no va obtenir en cap moment la consideració explícita de guerra civil. L'ús sistemàtic de la violència i la seva extensió contra objectius civils en el marc de la presa del poder polític i burocràtic per les Forces Armades va determinar la immediata suspensió dels drets i garanties constitucionals i va propiciar l'aplicació de tàctiques i procediments bèl·lics irregulars a tota la població.
Sota la tutela de la CIA, les dictadures de l'Amèrica Llatina en la dècada del 1970 van unir els seus serveis d'intel·ligència per a la persecució il·legal d'activistes i opositors.

## Conceptes
D'acord amb la pàgina web oficial del Ministeri d'Educació i Esports de l'Argentina, les notes distintives del terrorisme d'Estat són:
1. L'ús de la violència per eliminar els adversaris polítics i per acovardir a tota la població amb diversos mecanismes repressius, com ara empresonament, exilis forçats, prohibicions, censura i vigilància, i fonamentalment, l'ús de centres clandestins de detenció (ccd).
2. La utilització del terror amb la finalitat del disciplinament social i polític en forma constant, no de manera aïllada o excepcional. La violència des de l'Estat constitueix la «regla» de dominació política i social, o sigui, una política de terror sistemàtic.
3. La realització de totes aquestes accions contra els que fossin considerats enemics del règim, realitzada de manera clandestina, fora de tot marc legal o sota una ficció legal justificativa.
4. La deshumanització de l'«enemic polític», la desaparició sistemàtica de persones, l'esborrat de tota petjada de la seva història (i fins i tot de la seva mort) que pogués significar un llegat que es caracteritzés com a «perillós»; la forma més extrema va ser la sostracció de nadons.
5. L'ús per assassinats massius dels recursos tècnics de l'Estat.
6. El trencament dels llaços socials mitjançant la internalització del terror, la categorització com a activitats «sospitoses» enfront de l'Estat (ser jove, obrer, estudiant, representar a un grup) comportant una exacerbació de l'individualisme els efectes dels quals van ser més enllà del 10 de desembre de 1983.[2]

El jurista espanyol Ernesto Garzón diu que el terrorisme d'Estat és:
| « | Un sistema polític la regla de reconeixement del qual permet i / o imposa l'aplicació clandestina, impredictible i difusa, també a persones manifestament innocents, de mesures coactives prohibides per l'ordenament jurídic proclamat, obstaculitza o anul·la l'activitat judicial i converteix el govern en agent actiu de la lluita pel poder. | » |

També s'ha expressat:
| « | Quan l'Estat a través dels seus governants reprimeix a la població, la fustiga, la persegueix, de manera sistemàtica, per poder arribar a dominar-la a través de la por, evitant qualsevol acte de resistència a l'opressió, aquesta manera d'actuar rep el nom de terrorisme d'Estat, que és un abús del seu poder coactiu, on els civils són segrestats, torturats o assassinats, sense judici previ, o sense les garanties del degut procés. | » |

L'Enciclopèdia Encarta defineix el terrorisme d'Estat com el:
| « | Ús sistemàtic, per part del govern d'un Estat, d'amenaces i represàlies, considerades sovint il·legals dins fins i tot de la seva pròpia legislació, per tal d'imposar obediència i una col·laboració activa a la població. | » |

## Evolució

### De 1955 a 1966

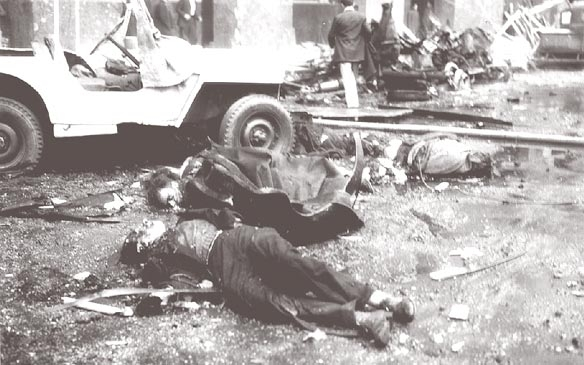
Bombardeig de la Plaça de Mayo, 16 de juny de 1955

Pocs mesos abans de l'enderrocament de Juan Domingo Perón, al juny de 1955, aviadors militars de l'Armada van bombardejar la Plaça de Mayo, causant més de 300 morts civils, i marcant un tràgic precedent d'una força armada que ataca a la seva pròpia població. El 1956, ja produït el cop cívic-militar, una revolta peronista va ser reprimida amb l'afusellament del general Juan José Valle i altres participants, incloent un episodi d'afusellaments clandestins a la localitat de José León Suárez de Buenos Aires.
El 1959 es va produir la revolució cubana, que tindria una forta influència, sobretot entre els joves i mitjançant la figura del Che Guevara, en la promoció de la guerrilla urbana a Amèrica Llatina, també anomenada en aquells dies «la via armada». A mitjans d'aquest mateix any va aparèixer la primera força guerrillera, amb el nom d'Uturuncos a la província de Tucumán.
El 14 de març de 1960, el president Arturo Frondizi va ordenar executar el Pla CONINTES (Decret 9880/58), militaritzant les vagues i la protesta social, i detenint centenars d'opositors sota jurisdicció militar i amb els seus drets constitucionals restringits.
En 1963 va ser segrestat i fet desaparèixer, l'activista sindical Felipe Vallese, pertanyent a la Unió Obrera Metal·lúrgica (UOM-CGT) a qui es considera generalment el primer desaparegut de la història argentina contemporània, encara que alguns autors han assenyalat l'existència d'altres activistes desapareguts amb anterioritat. Van ser jutjats i condemnats per aquest fet els comissaris Félix Monzón i Francisco Lozón, i els seus ajudants Luis Tixie, Fortunato DeSimone, Arturo Lleonart i Santos Barrera. Segons Osvaldo Bayer, hauria ocorregut un altre cas de desaparició forçada en perjudici dels militants anarquistes Miguel Arcàngel Roscigna, Andrés Vázquez Paredes i Fernando Malvicini a l'any 1937.
El 1964 es va produir al Brasil el primer d'una sèrie de cops d'estat de nou tipus que tenien com a fi establir dictadures militars permanents, categoritzades pel politòleg Guillermo O'Donnell com a Estat burocràtic-autoritari (EBA). El model s'estendria pel Con Sud, promogut des de l'Escola de les Amèriques dels Estats Units d'Amèrica al Panamà, sota l'anomenada doctrina de seguretat nacional en el marc de la Guerra Freda.

### La dictadura autoanomenada«Revolució argentina»(1966-1973)

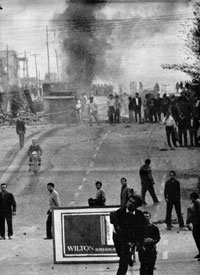
El Cordobazo, 29 de maig de 1969

El 1966 es va instal·lar la primera dictadura cívic-militar de tipus permanent a l'Argentina, autoanomenada «Revolució argentina», recolzada per Estats Units d'Amèrica en el marc de la Guerra Freda contra la Unió Soviètica.
Durant el seu curs es van dissoldre els partits polítics i va augmentar la violència política. A les manifestacions de carrer es va començar a assassinar manifestants, els noms dels quals (Santiago Pampillón, Juan José Cabral, Máximo Mena, Adolfo Ramón Bello, Luis Norberto Blanco, Hilda Guerrero de Molina, etc...) van ser enarborats sota lemes com «la sang vessada no serà negociada». Van esclatar fets insurreccionals urbans massius que van adoptar noms com Cordobazo, Rosariazo, Mendozazo, Correntinazo, Tucumanazo, Choconazo, Rocazo, Viborazo, Trelewazo. Es van formar organitzacions guerrilleres com les FAR, FAP, Montoneros i ERP, que van realitzar operacions, segrestos, atemptats i assassinats d'alt impacte. Van començar a succeir-se un seguit d'assassinats de líders sindicals, militars, polítics i empresarials de primer nivell, d'alt impacte en l'opinió pública (Augusto Timoteo Vandor, Pedro Eugenio Aramburu, José Alonso, Oberdan Sallustro, Juan Carlos Sánchez, Roberto Mario Uzal, Emilio Rodolfo Berisso) realitzats per grups guerrillers que, entre 1971 i 1972 van assassinar 95 policies i alguns militars.
El segrest i desaparició de Mirta Misetich el 1971 va ser el primer en què es va utilitzar la metodologia de desaparició forçada (incloent zona alliberada) que s'utilitzaria sistemàticament a partir del cop d'estat de l'any 1976.
El 22 d'agost de 1972, un grup de guerrillers detinguts van ser afusellats clandestinament en una base militar de Trelew. Aquest fet en particular també ha estat considerat com la primera acció concreta del terrorisme d'Estat a l'Argentina.

### 1973
L'alt nivell del conflicte social i les accions de les organitzacions guerrilleres va obligar al govern militar a convocar eleccions en les quals l'11 de març de 1973 es va triar a Hèctor Cámpora president amb gairebé el 50% dels vots, el candidat elegit per Perón donada la seva proscripció.
El govern democràtic va assumir el 25 de maig. Una de les seves primeres mesures va ser anunciar un augment salarial d'emergència i indultar i alliberar uns 600 presos polítics, mesura que es va completar l'endemà amb una àmplia amnistia sancionada pel Congrés Nacional en nom de la reconciliació nacional.
El 20 de juny, en ocasió del retorn definitiu de Perón al país, i davant una mobilització de milions de persones mai vista en la història de l'Argentina, es va produir una emboscada coneguda com la Massacre d'Ezeiza, organitzada per la dreta del peronisme, contra les columnes del peronisme revolucionari, en la qual almenys 13 persones van ser assassinades i 365 van resultar ferides.
El setembre del 1973 es van realitzar noves eleccions però sense proscripció, en què va triomfar la fórmula Juan Domingo Perón-María Estela Martínez de Perón, amb el 62% dels vots. Després de les eleccions, l'organització guerrillera ERP va romandre militarment activa, mentre que Montoneros va declarar que suspenia les seves operacions militars.
A l'octubre de 1973 va començar a operar un grup parapolicial conegut com a Triple A (Aliança Anticomunista Argentina), assassinant a militants d'esquerra, peronistes i no-peronistes. El grup estava finançat pel govern i dirigit pel Ministre de Benestar Social José López Rega. En els dos anys següents assassinaria a 683 persones. El coneixement de Perón sobre les activitats de la Triple A és matèria de debat entre els investigadors.
El 27 de juny, es va instal·lar una dictadura cívic-militar a l'Uruguai que romandria al poder fins al 1985, i l'11 de setembre de 1973 es va produir un sagnant cop d'Estat a Xile en el qual el general Augusto Pinochet prendria el poder fins al 1990. D'aquesta manera, l'Argentina quedava com l'únic país del Con Sud on persistien les institucions democràtiques.
Van existir connexions estretes entre les dictadures militars establertes en aquells anys en el Con Sud, que es van expressar en l'anomenat Pla Còndor i que el 1974 es van manifestar amb l'assassinat a Buenos Aires de l'exvicepresident de Xile i excomandant en cap de l'Exèrcit de Xile, el general d'exèrcit Carlos Prats, per haver estat col·laborador de l'enderrocat president Salvador Allende.

### 1974

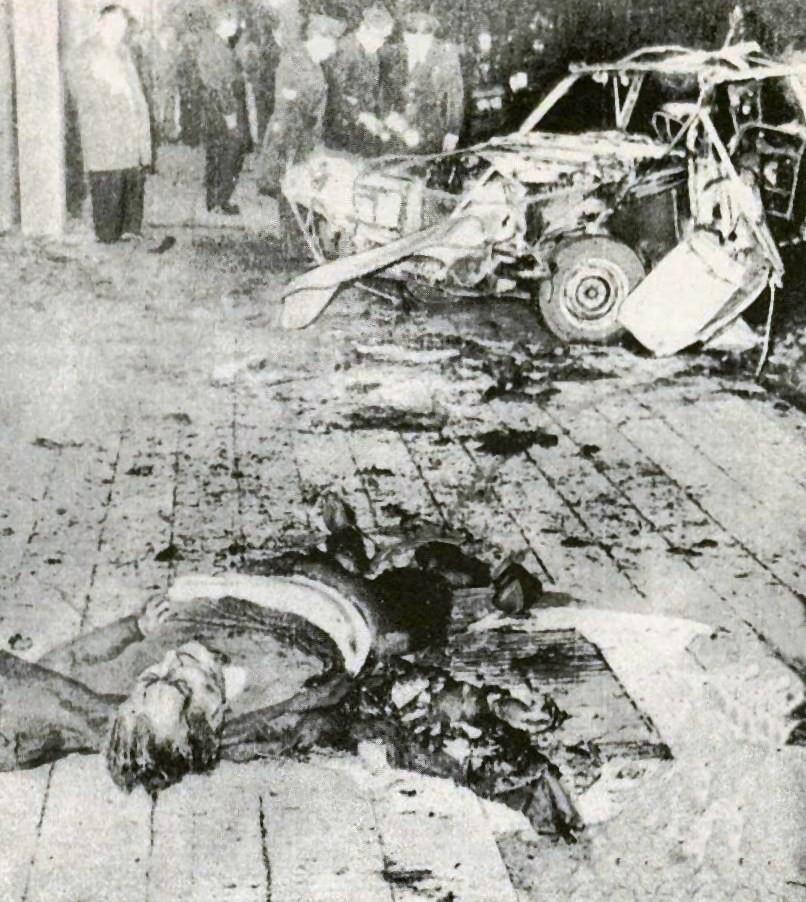
El cos de l'exgeneral Carlos Prats destrossat per l'explosió del cotxe bomba. Buenos Aires, 30 de setembre de 1974

El 19 de gener, el trotskista Exèrcit Revolucionari del Poble (ERP) va atacar la guarnició militar de la ciutat de Buenos Aires d'Azul, el que va motivar una dura resposta per part del llavors president constitucional Juan Domingo Perón, i va contribuir al fet que aquest tendís a recolzar cada vegada més sobre l'ala dreta del moviment justicialista durant els seus últims mesos de vida.
Organitzacions parapolicials d'extrema dreta (vinculades a la Triple A o a la seva «filial» cordobesa «Comando Libertadores d'Amèrica») van assassinar al dirigent sindical i exgovernador justicialista de Córdoba, Atilio López, a més dels advocats esquerrans Rodolfo Ortega Peña i Silvio Frondizi (germà de l'enderrocat expresident argentí Arturo Frondizi), qui s'havia exercit com a primer mandatari entre el 1r de maig de 1958 i el 29 de març de 1962. També el 1974 van ser assassinats el sacerdot tercermundista Carlos Mugica i desenes de militants polítics d'esquerra.
El 9 d'agost, un grup de joves guerrillers de l'anomenada Companyia del Mont «Ramón Rosa Jiménez» de l'ERP (la qual tenia el seu epicentre d'operacions a la província de Tucumán), sota el comandament d'Hugo Irurzun («Capità Santiago»), van iniciar una operació per assaltar el Regiment d'Infanteria Aerotransportat 17 de l'Armada Argentina a la capital catamarquenya de San Fernando, al mateix temps que un altre grup es preparava pel copament de la fàbrica militar de Vila María (a Córdoba). Setze guerrillers pertanyents al primer grup d'atac van ser sumàriament afusellats després de ser capturats abans de copar la unitat militar. Després de l'anomenada Massacre de Capella del Rosario en la qual 16 guerrillers van morir, l'ERP va anunciar que s'abatiria a 16 oficials de l'Exèrcit com a represàlia, la qual es va iniciar al setembre. Fins al 10 de desembre havien estat assassinats 10 oficials, però llavors la campanya es va suspendre a causa de la mort de la filla de tres anys del capità Humberto Viola, atrapada en el tiroteig durant l'assassinat del seu pare, a la ciutat de San Miguel de Tucumán el 1r de desembre anterior. El 6 de setembre, la direcció de Montoneros va decidir passar a la clandestinitat, i el 19 de setembre va realitzar el segrest dels germans Juan i Jorge Born, principals accionistes del poderós grup empresarial Bunge & Born. Com a resultat d'aquesta operació, aquesta organització politicomilitar va obtenir uns 60 milions de dòlars pel rescat.
El 30 de setembre de 1974, va ser assassinat amb una bomba a la ciutat de Buenos Aires el general retirat de l'Exèrcit de Xile Carlos Prats junt amb la seva esposa Sofia Cuthbert. L'autor material de l'atemptat va ser l'estatunidenc Michael Townley, agent de la DINA. Aquest assassinat ja es considera part de l'Operació Còndor que coordinava internacionalment l'acció repressiva clandestina, encara que el mateix recentment es formalitzaria l'any següent.

### 1975
Si bé en l'any 1975 va disminuir el nombre d'assassinats d'impacte públic (John Patrick Egan, cònsol dels Estats Units a Córdoba; el general Jorge Càceres Monié i la seva esposa), va augmentar en canvi el seu nombre fins a arribar al punt més alt de les últimes dues dècades. Entre elles s'inclou la massacre coneguda com la Massacre del cinc per un, en la qual van ser assassinats Jorge Enrique Videla i els seus fills Jordi Lisandro i Guillem, el 21 de març de 1975; 41 anys després, el 20 de desembre de 2016, el TOF 1 de Mar del Plata, va sentenciar com a autors a cadena perpètua, a Mario Ernesto Durquet, a l'exsuboficial de l'Exèrcit Fernando Alberto Otero i l'exfiscal Gustavo Demarchi, tots membres de l'organització parapolicial Concentració Nacional Universitària (CNU). Es tracta d'un dels pocs casos d'enjudiciament de crims de lesa humanitat comesos abans del 24 de març de 1976. La llista elaborada pel Grup Fahrenheit comptabilitza 336 persones detingudes-desaparegudes el 1975, enfront de 43 de l'any anterior. La CONADEP per la seva banda va estimar que 359 persones havien desaparegut el 1975.
El fet més important vinculat a aquest tema va ser l'Operatiu Independència, autoritzat per la presidenta María Estela Martínez de Perón en acord general de ministres mitjançant el Decret 261/75 del 5 de febrer, en el qual es va ordenar a l'Exèrcit intervenir i «aniquilar el funcionament d'elements subversius que actuen a la província de Tucumán» (art. 1), i més endavant en tot el país, quan ocupava provisionalment la presidència nacional, el president de la Cambra del Senat, Ítalo Luder, per llicència per malaltia de Martínez, mitjançant els Decrets (Decret 2770/75, Decret 2771/75, i Decret 2772/75 d'octubre de 1975). El 28 d'octubre mitjançant la Directiva del Comandant General de l'Exèrcit 404/75 (Lluita contra la subversió), es va disposar la zonificació militar del país en cinc zones, dividides a seu torn en subzones i àrees, amb els seus corresponents responsables militars. Anys després va haver-hi fortes discussions sobre el significat i abast del terme «aniquilar» en vinculació directa al concepte de terrorisme d'estat, ja que el resultat concret de l'ordre va ser l'anihilament personal dels insurgents i no de les seves estructures ni del seu funcionament. La intervenció militar a Tucumán va estar motivada en el control assolit per l'ERP en aquesta província, fet que va portar a Mario Santucho (líder de l'organització) a declarar una «zona alliberada», per demanar suport i reconeixement dels països socialistes com «exèrcit bel·ligerant». Els enfrontaments i accions repressives en aquesta província van causar la mort de militars i de guerrillers, així com de civils no combatents.
El 25 de novembre de 1975 va ser establert oficialment el Pla Còndor, en una reunió realitzada a Santiago de Xile entre Manuel Contreras (el cap de la DINA (policia secreta xilena)), i els líders dels serveis d'intel·ligència militar de l'Argentina (governada per Maria Martínez de Perón), Bolívia, Paraguai i Uruguai (aquests últims amb governs militars).

### 1976: després del 24 de març
En els primers mesos de 1976 va continuar l'alt nivell de violència política. Els tres Comandants en Cap van conformar un govern paral·lel de facto i havien intimat a renunciar a la presidenta Isabel Perón, qui es va negar a fer-ho per no convalidar el cop, ni la matança que causaria, com ja era visible per a tots els observadors.
A Tucumán l'Exèrcit Argentí va vèncer el 13 de febrer a la Força de Mont de Montoneros. El 22 de març l'ERP va assassinar al sindicalista de la FOTIA Atilio Santillán. El 23 de març, el diari La Opinión de Buenos Aires va titular: «Argentina inerme davant la matança». El 24 de març es va produir el cop d'estat, donant així inici a la dictadura que es va autodenominar «Procés de Reorganització Nacional».

### Després del 10 de desembre de 1983
Ha estat provat en els judicis, que després d'iniciat el govern constitucional de Raúl Alfonsín el 10 de desembre de 1983, almenys un centre clandestí de detenció va continuar en activitat a Mar del Plata, i que allí van ser mantingudes amb vida fins a l'any següent diverses persones desaparegudes, entre elles Cecilia Viñas Moreno. També s'ha revelat que el govern d'Alfonsín va rebre informació d'un país europeu sobre l'existència de persones desaparegudes vives en un centre de detenció clandestí a Chubut, però que quan les forces de seguretat (al comandament del ministre Antonio Tróccoli) van arribar al mateix per rescatar-los, no van trobar a ningú.

## La política represiva de la dictadura

### L'estructura institucional

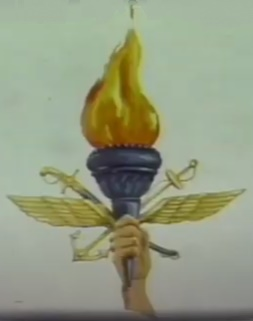
Logotip de la Junta Militar

El 24 de març de 1976 va assumir el poder, com «òrgan suprem de la Nació», la Junta Militar de Govern, integrada pels titulars de les tres Forces Armades: el tinent general Jorge Rafael Videla, l'almirall Emilio Eduardo Massera i el brigadier general Orlando Ramón Agosti. El primer al seu torn, va ser designat amb el títol de «President» amb la major part de les funcions dels poders executiu i legislatiu. «En exercici del poder constituent» la Junta va establir un estatut a què s'haurien de sotmetre totes les altres lleis, inclosa la Constitució.
El primer dia, la Junta Militar va dictar 31 comunicats. El comunicat #1 deia:
| « | Es comunica a la població que, a partir de la data, el país es troba sota el control operacional de la Junta de Comandants Generals de les Forces Armades. Es recomana a tots els habitants l'estricte acatament a les disposicions i directives que emanin de l'autoritat militar, de seguretat o policial, així com extremar la cura en evitar accions i actituds individuals o de grup que puguin exigir la intervenció dràstica de personal en operacions. | » |

El comunicat #19 va establir:
| « | Es comunica a la població que la Junta de Comandants Generals ha resolt que sigui reprimit amb la pena de reclusió per temps indeterminat el que per qualsevol mitjà difongués, divulgués o propagués comunicats o imatges provinents o atribuïdes a associacions il·lícites o persones o grups notòriament dedicats a activitats subversives o al terrorisme. Serà reprimit amb reclusió de fins a deu anys, el que per qualsevol mitjà difongués, divulgués o propagués notícies, comunicats o imatges, amb el propòsit de pertorbar, perjudicar o desprestigiar les activitats de les Forces Armades, de seguretat o Policials. | » |

Aquest mateix primer dia es va imposar la pena de mort i els consells de guerra (Llei 21.264):
| « | Art. 1 «El que públicament per qualsevol mitjà, inciti a la violència col·lectiva i / o alteri l'ordre públic, serà reprimit per sola incitació, amb reclusió fins a deu anys.» Art. 2 «El qui alteri en qualsevol forma contra els mitjans de transport, de comunicació, oficines, instal·lacions de gas o aigua corrent o altres serveis públics, serà reprimit amb reclusió per temps determinat o mort ...» Art. 5 «... el personal militar de les forces de seguretat i de les forces policials farà ús de les armes en cas que la persona incorri en algun dels delictes previstos de dos a quatre precedents ...» ... Art. 7 «Es crearan en tot el territori del país els Consells de Guerra Especials Estables ... que juntament amb els Consells de Guerra Permanent per al Personal Subaltern de les Tres Forces Armades, coneixeran al judici dels delictes que preveu aquesta llei.» ... Art 10. «La present llei serà aplicable a tota persona major de setze anys.» | » |

L'estat de setge, amb la suspensió de les garanties constitucionals, ja havia estat declarat durant el Govern de María Estela Martínez de Perón, per Decret 1368/1974. Pocs dies després, el govern militar va sancionar la Llei 21.275, suspenent el dret constitucional d'opció a sortir del país (Constitució Nacional, art 23).
La Junta Militar va dictar lleis i ordres discrecionals, entre elles disposant detencions o cessaments de càrrecs publics massius, en què no es considerava la raó dels actes (Llei 21.258, Llei 21.260, Llei 21.262, Llei 21.274, etc.). La llei 21.260 dictada el mateix 24 de març de 1976, per exemple, establia:
| « | Art. 1 «S'autoritza fins al 31 de desembre de 1976 a donar de baixa per raons de seguretat, al personal de planta permanent, transitori o contractat, que presti serveis a l'Administració Pública Nacional, al Congrés Nacional, organismes descentralitzats de qualsevol caràcter, autàrquics, empreses de l'Estat i de propietat de l'Estat, serveis de comptes especials, obres socials i qualsevol altra dependència del Poder Executiu, que de totes maneres es trobi «vinculat a activitats de caràcter subversiu o disociadores» .... Estaran compresos en la present disposició, aquells que en forma oberta, encoberta o solapada preconitzin o fomentin aquestes activitats.» | » |

### L'estructura clandestina
La dictadura va establir una estructura clandestina per a la repressió dels opositors, que incloïa «grups de tasques», segrestos i desaparicions forçades, centres de detenció i tortura clandestins, mecanismes il·legals per assassinar persones i disposar dels seus cadàvers, instal·lacions mèdiques secretes per atendre parts de detingudes-desaparegudes i suprimir les identitats dels nens nascuts en captivitat, desinformació a través dels mitjans de comunicació, coordinació amb les gerències de recursos humans de les grans empreses per a la delació d'opositors, etcètera.
Com a resposta a les denúncies per violacions de drets humans a la Comissió Interamericana de Drets Humans de l'OEA, la dictadura cívic-militar va intentar justificar les seves accions clandestines sostenint que era necessari vincular «el tema dels drets humans amb la necessitat de reprimir el terrorisme i la subversió com a mitjà per preservar la seguretat nacional».

Segons el tinent general Martín Balza, qui va ser cap de l'Exèrcit Argentí entre 1991 i 1999:
| « | La dictadura de 1976 va concebre una actitud descentralitzada per a l'execució. Van actuar com a senyors de la guerra, com veritables senyors feudals, instrumentant un pla sistemàtic per cometre crims de lesa humanitat. | » |

El 6 de maig de 1977, el general de brigada Ibérico Manuel Saint-Jean, governador militar de la província de Buenos Aires, va declarar al diari anglès The Guardian:
| « | Primer eliminarem als subversius; després als seus còmplices; després als seus simpatitzants; finalment, als indiferents i els tebis. | » |

A les ordres secretes del 17 de desembre de 1976 dictades pel cap de l'Estat Major de l'Exèrcit, general de divisió Roberto Viola, ja no es parla d'aniquilar «les accions» dels subversius, sinó d'aniquilar als individus:
| « | Aplicar el poder de combat amb la màxima violència per aniquilar als delinqüents subversius on es trobin. L'acció militar és sempre violenta i sagnant. El delinqüent subversiu que empunyi armes ha de ser aniquilat sense acceptar rendició. L'atac s'executarà mitjançant la ubicació i anihilament dels activistes subversius. Les ordres han d'aclarir si es vol detenir a tots o alguns, si en cas de resistència passiva se'ls aniquila o se'ls deté, si es destrueixen béns o es procura preservar-los. Els tiradors especials podran ser emprats per batre capitosts de torbes o multituds. | » |

En el telegrama intern AT 183 de l'ambaixada dels Estats Units a l'Argentina del 14 de maig de 1980 es relata:
| «        | Discutint el continu apegament a tàctiques extrajudicials contra Montoneros que són membres de TEA (Tropes Especials d'Agitació) i TEI (Tropes Especials d'Infanteria) Emboff va preguntar per què els militars no sentien que fos possible portar a aquesta gent davant jutjats formals, inclusivament jutjats militars. El nostre informant va donar dues raons. Primer, les forces de seguretat ni confien ni saben com utilitzar les solucions legals. Els mètodes actuals són més fàcils i familiars. Segon, no hi ha cap militar important que «tingui el coratge» per assumir la responsabilitat formal per la condemna i execució d'un montonero. Sota les regles actuals «ningú» és responsable en els registres per les execucions. | » |
| — Castro | |   |

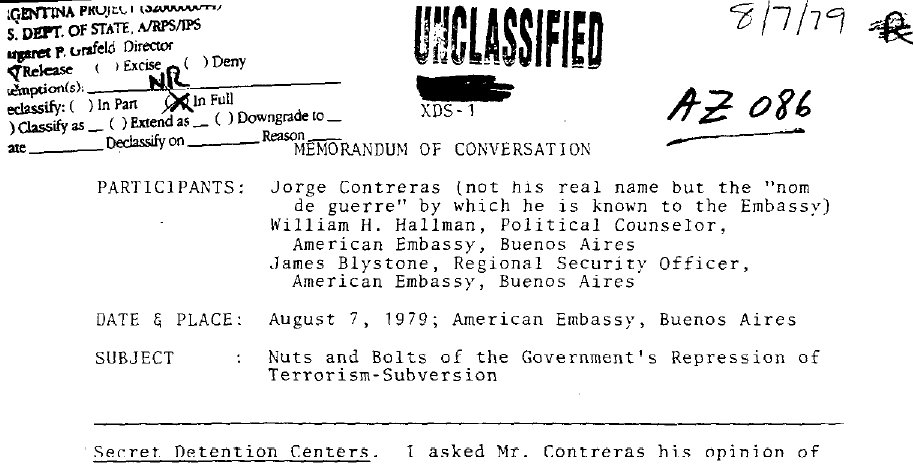
Memoràndum de l'ambaixada dels Estats Units sobre la repressió clandestina

En un altre document oficial dels Estats Units, un memoràndum de conversa titulat «Femelles i cargols de la repressió governamental al terrorisme-subversió» es detalla una xerrada realitzada el 7 d'agost de 1979 entre el conseller polític de l'ambaixada dels Estats Units (William Hallman), l'oficial de seguretat regional (James Blystone) i un alt cap militar(només conegut amb el nom de Jorge Contreras), i en la qual aquest últim detalla llargament la política de repressió «per esquerra», terme que s'utilitza per referir-se a l'acció il·legal:
| « | Contreras va parlar de dues categories de casos. La primera eren aquells que van ser introduïts al sistema i que després d'un «curós interrogatori» es trobava que no tenien cap connexió amb la subversió. A molts d'aquests, va afirmar Contreras, simplement se'ls deixava anar. Va dir que ell creu que en el passat altres eren assassinats, quan el seu alliberament podia constituir un risc per «al sistema» (personal involucrat, ubicacions, etc) Contreras va emfatitzar que ell creia que aquestes execucions van ser comunes dos i tres anys enrere però que es van tornar rares l'any passat. Un cop més va dir, molt depenia del personal de centre de detenció: alguns comandants estaven disposats a arriscar les seves operacions i facilitats, fent-se coneguts, per tal de reparar a algú la innocència havia estat establerta. Altres comandants creuen que el procés era més important que qualsevol individu i que fins i tot els innocents han de ser sacrificats per tal d'evitar que el sistema en si perilli. | » |

Més endavant, el mateix document, en un subtítol denominat «Organització i Estructura», diu:
| « | Jorge Contreras és el director del Grup de Tasques 7 de la «Reunió Central» secció de la Unitat d'Intel·ligència de l'Exèrcit 601. El seu grup de tasques va ser creat durant maig, juntament amb el Grup de Tasques 6, que segueix als sindicats i economia. El treball del Grup de Tasques 7 és estudiar les activitats dels estudiants, grups polítics i organismes religiosos. Fins fa uns mesos el sistema de grups de tasques creat el 1971-1972 comptava només amb cinc d'aquests grups: Grup de Tasques 1 (encarregat de l'ERP), Grup de Tasques 2 (encarregat de Montoneros); en aquesta ocasió Contreras no va entrar en els deures dels Grups de Tasques 3, 4, i 5. | » |

La directiva d'operacions repressives 504/77 establia que la detenció dels obrers sospitosos «s'efectuarà amb el mètode que més convingui fora de les fàbriques i de manera vetllada».
En el diari La Nación del 3 de novembre de 1977 es va publicar el següent comunicat demostratiu de la situació al país:
| « | El Comando de la Zona 1 informa a la població que el 2 de novembre, en hores de la nit, a les proximitats de Plaça Constitució, una patrulla de les forces lleials va sorprendre un activista que incitava al cessament d'activitats i tractava d'impedir la concurrència a la feina d'alguns operaris, sent abatut pel foc. Es procura la seva identificació. Les forces legals van complir amb la missió imposada tendent a assegurar la llibertat de treball. | » |

### Els procedimients
Els procediments repressius que van caracteritzar el terrorisme d'Estat a l'Argentina van escandalitzar a l'opinió pública mundial i van causar un gran desprestigi internacional dels militars argentins.
En realitat es va establir un sistema descentralitzat de repressió, a càrrec de les zones i àrees militars, en el qual cada cap militar tenia carta blanca per executar el pla repressiu.

#### Els centres clandestins de detenció (CCD)
Per implementar la tàctica de desaparició forçada de persones, el govern militar va crear centenars de centres clandestins de detenció (CCD).
Les Forces Armades classificaven els CCD en dos tipus:
- Lloc de Reunió de Detinguts (LRD): tenien una organització més estable i estaven preparats per allotjar, torturar i assassinar grans quantitats de detinguts.
- Lloc Transitori (LT): tenien una infraestructura precària i estaven destinats a funcionar com un primer lloc d'allotjament dels detinguts-desapareguts.

Els primers CCD van ser instal·lats el 1975, abans del cop militar del 24 de març de 1976. En aquest any ja estaven en funcionament «La Escuelita» a Faimallá (Tucumán) i «El Campito» (Província de Buenos Aires). També en 1975 va funcionar un CCD a la planta de l'empresa Acindar (Industria Argentina de Aceros S.A.) a Villa Constitución, presidida per Martínez de Hoz, com a part de l'estructura repressiva organitzada per reprimir la vaga declarada pel sindicat UOM (Unió Obrera Metal·lúrgica) al maig d'aquest any.
L'any 1976 van arribar a existir 610 CCD, però molts d'ells van ser temporals i circumstancials. Després dels primers mesos posteriors al cop d'estat, la xifra es va estabilitzar en 364 CCD. El 1977 la quantitat es va reduir a 60. El 1978 hi havia 45, i 7 el 1979. El 1980 quedaven dos: l'ESMA i El Campito (Campo de Mayo). El 1982 i 1983 l'ESMA era l'únic centre clandestí de detenció que seguia sent utilitzat.
A Buenos Aires hi va haver 60 centres, a la província de Córdoba 59 i a la província de Santa Fe 22.
Cinc grans centres van ser l'eix de tot el sistema: «La ESMA» i «El Club Atlético» a la Ciutat de Buenos Aires; «El Campito» (Campo de Mayo) i «El Vesubio» al Gran Buenos Aires (Província de Buenos Aires); i «La Perla» a Córdoba.
Malgrat les seves diferències els CCD van ser organitzats amb una estructura i un règim de funcionament similar. Tots els CCD comptaven amb una o més sales de tortures, amplis espais per mantenir els desapareguts sempre en condicions de gran precarietat, i un centre d'habitatges per als torturadors i guàrdies. Gairebé tots tenien algun tipus de servei mèdic. En alguns casos hi va haver serveis religiosos permanents per al personal militar.

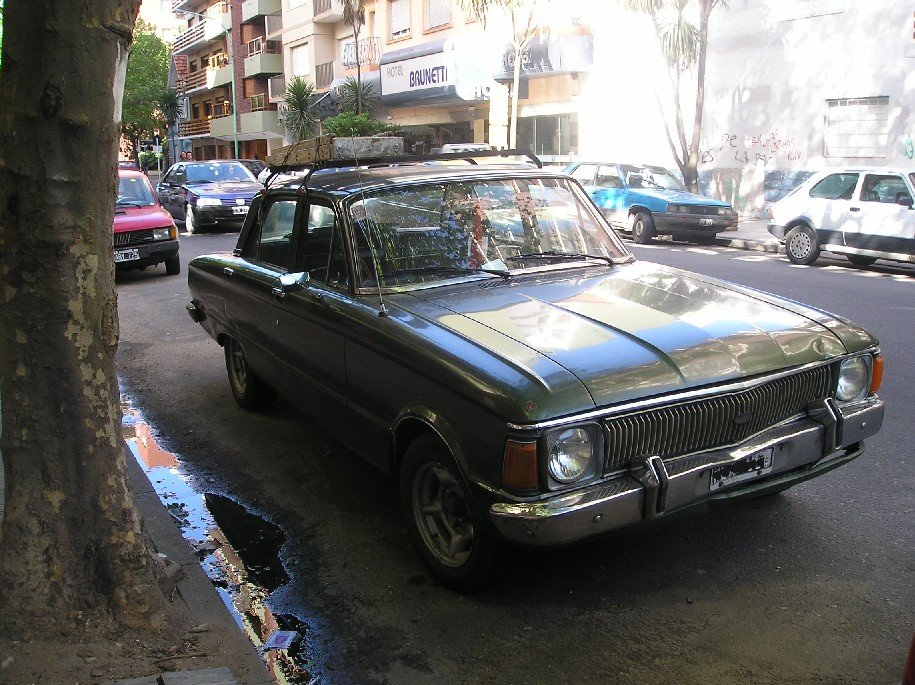
El Falcon verd, usat habitualment en els segrests, es va convertir en un símbol dels grups de tasques
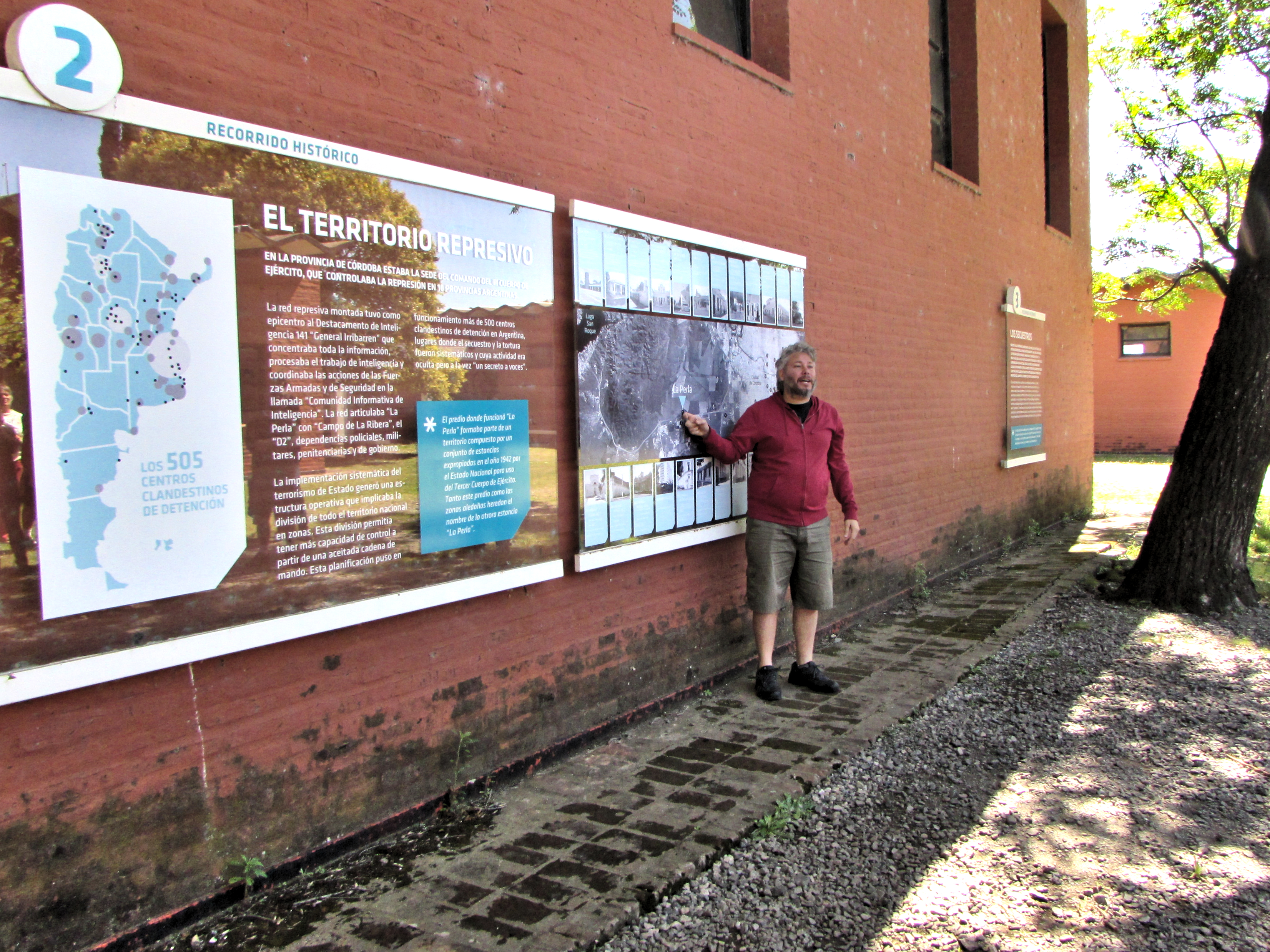
Xerrada amb estudiants i públic en general a l'Espai per la Memòria del CCD «La Perla»
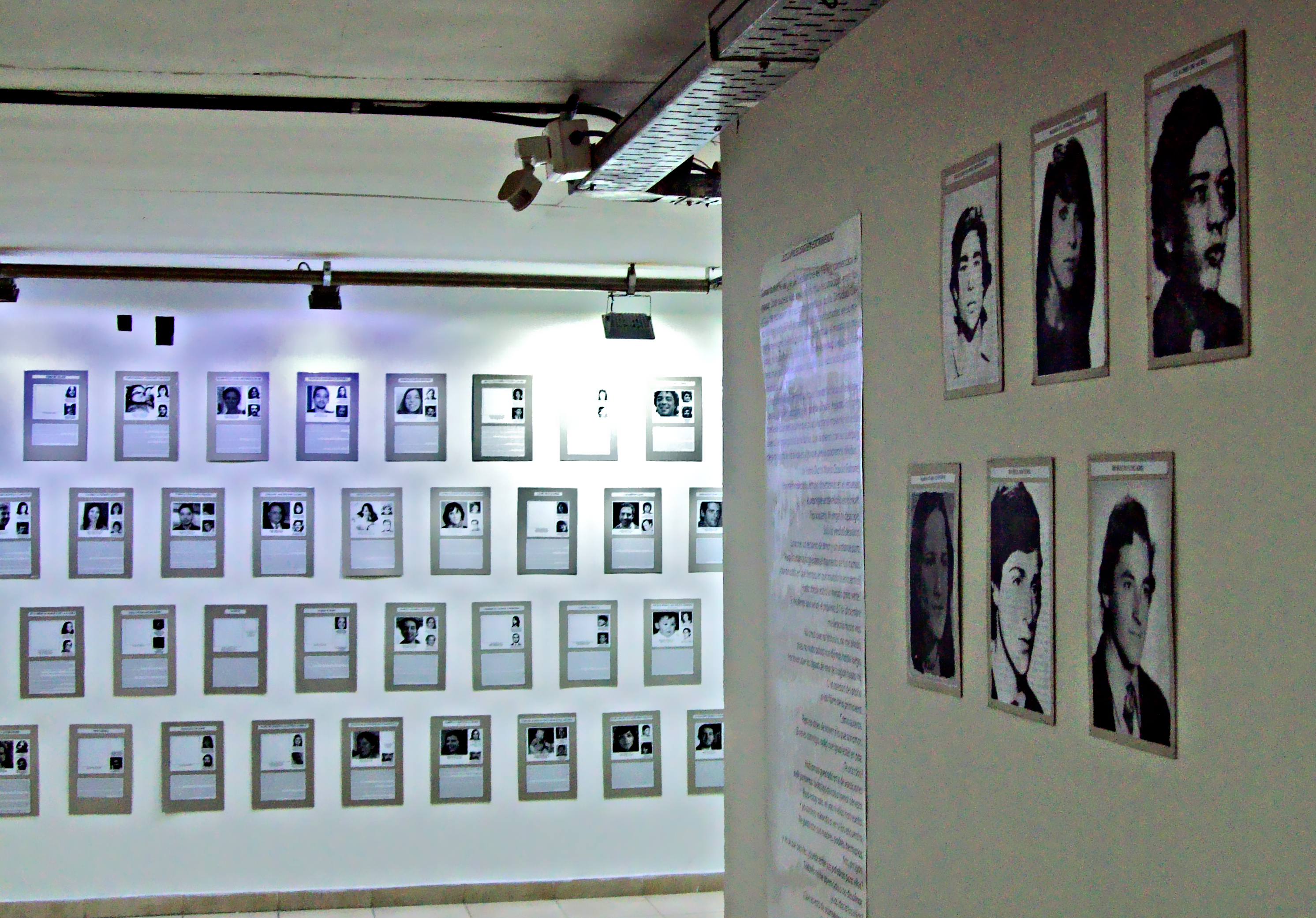
Passadís de la memòria en homenatge als segrestats durant la dictadura que va governar a l'Argentina entre 1976 a 1983, a la Universitat Tecnològica Nacional (UTN), Vila Domínico

Els Grups de Tasques (GT) eren els encarregats de realitzar els segrests, generalment de nit. Immediatament els detinguts-desapareguts eren portats al CCD corresponent, on romanien constantment encaputxats i emmanillats. Allà eren severament torturats i interrogats pels mateixos integrants dels GT. El temps d'aquest període inicial de tortura variava considerablement, però en termes generals pot dir-se que oscil·lava entre un i dos mesos. Amb posterioritat a aquest període inicial de tortura-interrogatori, es disposava:
- L'assassinat del detingut-desaparegut; en tots els CCD es va utilitzar l'eufemisme «trasllat» per referir-se a l'assassinat. Els mètodes utilitzats per l'assassinat i desaparició dels cadàvers variava des dels anomenats vols de la mort, els afusellaments en massa, fosses comunes, tombes sense identificació, incineració de cadàvers, etc.
- El «blanqueig»; es legalitzava el detingut-desaparegut se'li posava a disposició del Poder executiu. A partir del 1980, d'aquesta situació, podia derivar la deportació i l'exili, fent ús de l'opció a sortir de país que estableix la Constitució argentina (art. 23), o l'enjudiciament per tribunals militars i la condemna a presó.
- L'alliberament.
- La continuïtat com a detingut-desaparegut, per diverses raons (utilitzar-los com esclaus, col·laboradors, ostatges, etc).

Durant la seva permanència en el CCD es procedia sistemàticament a la deshumanització dels detinguts-desapareguts mitjançant diversos procediments: substitució del nom per un nombre, violacions, animalització, humiliació, amuntegament, condicions intolerables d'allotjament, nuesa forçada, racisme, antisemitisme, homofòbia, etc.
També va existir una política i un procediment comú per a les detingudes-desaparegudes que es trobaven embarassades. En aquest cas, es postergava l'assassinat i es produïa un part clandestí amb supressió de la identitat de l'infant, qui era lliurat per a la seva criança a persones íntimament vinculades a sistema repressiu, i en alguns casos partícips de l'assassinat dels pares i / o mares biològics.

El 1r de desembre de 1977, el diari Clarín va publicar una nota titulada «L'àrdua recuperació» en la qual relata extensament la visita d'un grup de periodistes, convidats per l'Exèrcit, a un centre de detenció que no identifica, on van entrevistar a diverses persones detingudes, que tampoc individualitza i que els descriu com «extremistes que es van lliurar voluntàriament». L'article està acompanyat d'una fotografia en què es pot veure una dona jove d'esquena asseguda davant d'una taula, amb un epígraf en el qual diu:
| « | Una de les detingudes, en una de les sales de lectura de l'establiment, on compleixen la pena. | » |

Clarín mai va explicar els detalls de la nota, ni es va posar a disposició de la justícia a les finalitats de verificar si les persones entrevistades eren desaparegudes, quin era el centre de detenció visitat pels seus periodistes i si els militars que van intervenir van poder haver estat cometent delictes de lesa humanitat. L'investigador Marcelo Borrelli de la Universitat de Buenos Aires va analitzar la publicació i sosté que «semblava haver estat escrita per les instal·lacions dels serveis de la intel·ligència militar». Detalla els mecanismes discursius del diari per elogiar el sistema de reclusió dels «extremistes» que s'entregaven voluntàriament i la distinció entre «les dues joventuts»; d'una banda la joventut «extraviada» que tenia preocupacions polítiques i traumes afectius d'origen familiar, i per l'altre la joventut apolítica, dedicada completament a destacar-se en la seva professió.

#### La tortura sistemàtica
La tortura va ser un component central de el pla repressiu de govern militar. Els centres clandestins de detenció (CCD) van ser creats i dissenyats per poder practicar-la il·limitadament. Al redactar el famós informe Nunca Más el 1984, els membres de la Comissió Nacional sobre la Desaparició de Persones (CONADEP) no van poder evitar esglaiar-se davant «l'immens mostrari de les més greus i inqualificables perversions» que tenien davant els seus ulls, i van debatre el manera d'evitar que aquest capítol de l'informe es convertís en una «enciclopèdia de l'horror».

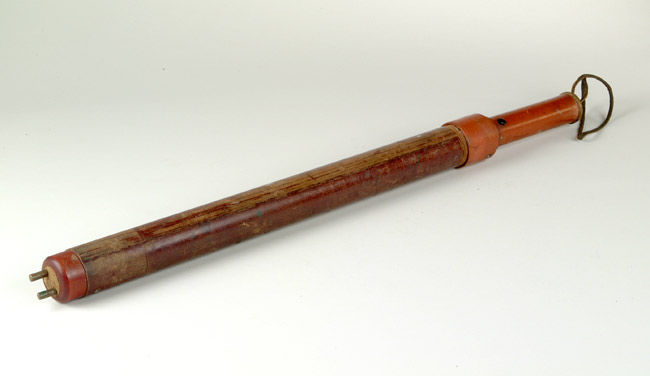
La picana elèctrica va ser àmpliament utilitzada pels grups de tasques del Procés de Reorganització Nacional. Els testimonis sobre la seva utilització i efectes físics i psicològics estan àmpliament recollits a l'informe Nunca Más

El capítol V (Dret a la seguretat i integritat personal), punt D (Constrenyiments il·legals i tortures), de l'Informe de la Comissió Interamericana de Drets Humans (CIDH) del 14 de desembre de 1979, està dedicat precisament a registrar els casos de tortura que li van ser denunciats. Per la seva banda, el títol C del primer capítol de l'Informe Nunca Más de la CONADEP està dedicat les tortures que es practicaven en els CCD, en tant que s'inclou un títol especial per referir-se a les tortures al domicili de les víctimes.
No és possible separar les tortures de tota la resta d'anàlisi del terrorisme d'Estat a l'Argentina. La tortura és un element omnipresent del terrorisme d'Estat a Argentina. La tortura i les seves imatges es van establir com l'eix del terror, per a les víctimes directes, i més enllà per als familiars, coneguts i la població en general.
La picana elèctrica és l'instrument de tortura al voltant de la qual es van dissenyar i construir les sales de turments, les quals en tots els CCD s'anomenaven «quiròfans». La picana era anomenada «màquina»; a La Perla li dèien «Margarida». A La Perla, a la sala de tortures havia penjat un cartell que deia: «Sala de teràpia intensiva - No s'admeten malalts», mentre que a la de El Vesubio estava col·locat un cartell que deia «Si ho sap canti, si no aguanti».
La tortura de Norberto Liwsky, sobresegut després pel tribunal militar que el va enjudiciar, i que l'informe Nunca más transcriu en extens, és un exemple dels patiments dels detinguts-desapareguts. En una part del seu testimoni Liwsky diu:
| « | Al principi el dolor era intens. Després es feia insuportable. Per fi es perdia la sensació corporal i s'insensibilitzaba totalment la zona apallissada. El dolor, incontenible, reapareixia a l'estona de cessar el càstig. I creixia a l'arrencar-me la camisa que s'havia pegat a les nafres, per portar-me a una nova «sessió». Des de llavors vaig començar a sentir que convivia amb la mort. Quan no estava en sessió de tortura al·lucinava amb ella. De vegades despert i altres en somnis. Quan em venien a buscar per a una nova «sessió» ho feien cridant i entraven a la cel·la patejant la porta i colpejant el que trobessin. Violentament. Per això, abans que s'apropessin a mi, ja sabia que em tocava. Per això, també, vivia pendent del moment en que s'anaven a apropar per buscar-me. De tot aquest temps, el record més viscut, més aterrorizant, era aquest d'estar convivint amb la mort. Sentia que no podia pensar. Buscava, desesperadament, un pensament per poder adonar-me que era viu. De que no estava boig. I, al mateix temps, desitjava amb totes les meves forces que em matessin com més aviat millor. La lluita en el meu cervell era constant. D'una banda: «recobrar la lucidesa i que no em desestructuressin les idees», i per l'altre: «Què acabessin amb mi d'una vegada». | » |

Era habitual combinar violació i tortura. Més enllà de la tortura elèctrica i la violació, els instruments, mètodes i grau de crueltat dels turments, excedeix la comprensió d'una persona mitjana: simulacres d'afusellament, «el submarí», estilets, pinces, drogues, «la galleda» (immersió prolongada dels peus en aigua freda / calenta), cremades, suspensió de barres o de sostre, fractures d'ossos, cops de cadena, fuetades, sal sobre les ferides, supressió de menjar i aigua, atac amb gossos, trencament d'òrgans interns, empalament, castraments, patir tortura davant o presenciar la tortura de familiars i de vegades nens, mantenir les ferides obertes, permetre les infeccions massives, cosit de la boca ...
El sadisme dels torturadors és una dada comuna. Tots els detinguts-desapareguts eren torturats: homes, dones, ancians, ancianes, adolescents, discapacitats, dones embarassades i nens (hi ha diversos casos de nens menors de 12 anys torturats enfront dels seus pares). El conegut periodista i director del diari La Opinión, Jacobo Timerman, que va estar detingut-desaparegut i va ser alliberat per la pressió internacional, va escriure el 1982 un dels primers llibres de denúncia oberta, titulat Presoner sense nom, cel·la sense nombre. Timerman diu allà que:
| « | De totes les situacions dramàtiques que he vist a les presons clandestines, res pot comparar-se a aquests grups familiars torturats moltes vegades junts, altres per separat, a la vista de tots, o en diferents cel·les sabent uns que torturaven als altres. | » |

L'informe de la CONADEP defineix el que van haver de patir els desapareguts com un «descens a l'infern».

#### Els vols de la mort
Els «vols de la mort» van ser un segell atroç del terrorisme d'Estat a l'Argentina. Mitjançant els vols de la mort, milers de detinguts-desapareguts van ser llençats a la mar vius i drogats amb tiopental, des d'avions militars.
Ja el 1977, durant el règim militar, van aparèixer diversos cossos en les costes dels balnearis atlàntics de Santa Teresita i Mar del Tuyú (Buenos Aires). Els cadàvers van ser enterrats raudamente com NN (sense nom) al cementiri de General Lavalle, però prèviament els metges policials que van intervenir van informar que la causa de mort es va deure al «xoc contra objectes durs des de gran altura».
El 1995, un oficial de l'armada de l'ESMA, Adolfo Scilingo, va relatar amb detalls al periodista Horacio Verbitsky la manera com s'aplicava una metodologia d'extermini denominada pels seus propis autors com «vols». El seu relat va ser publicat com a llibre, amb el títol El vol. A causa d'aquestes confessions Scilingo va resultar condemnat a 640 anys de presó (el 2005, a Espanya), on es troba complint la seva pena. Scilingo, en els seus testimonis, detalla el procediment, l'autorització de l'Església catòlica, la utilització d'injeccions, el tipus d'avions (Electra, Skyvan), l'àmplia participació dels oficials, la utilització de l'aeroport militar que es troba a l'Aeroparque (ciutat de Buenos Aires), entre altres detalls.

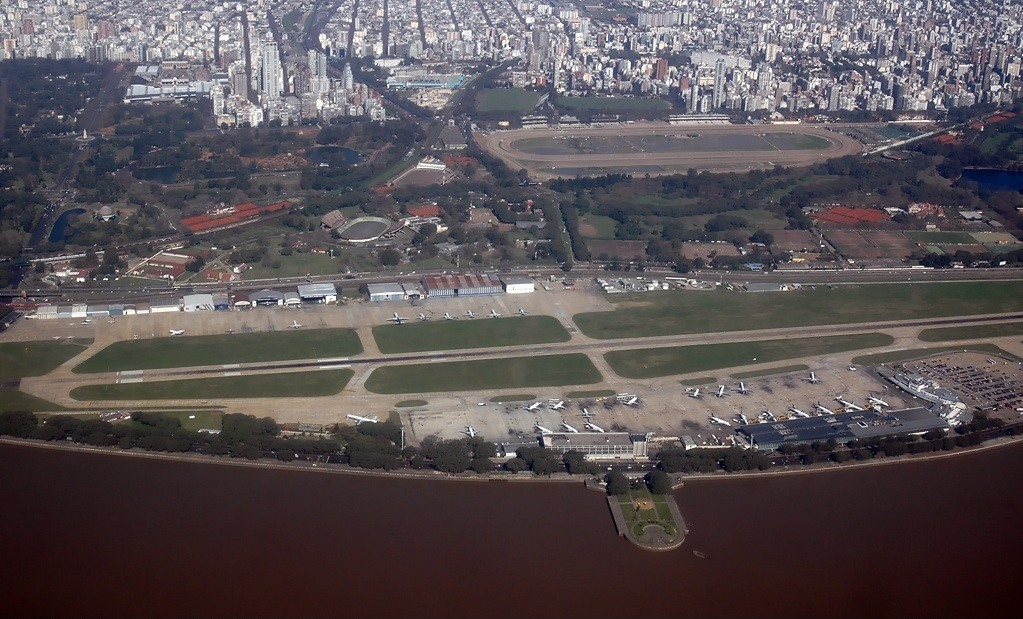
L'aeroport militar que es troba a l'extrem est (esq.) de l'Aeroparque era utilitzat per realitzar els «vols de la mort»
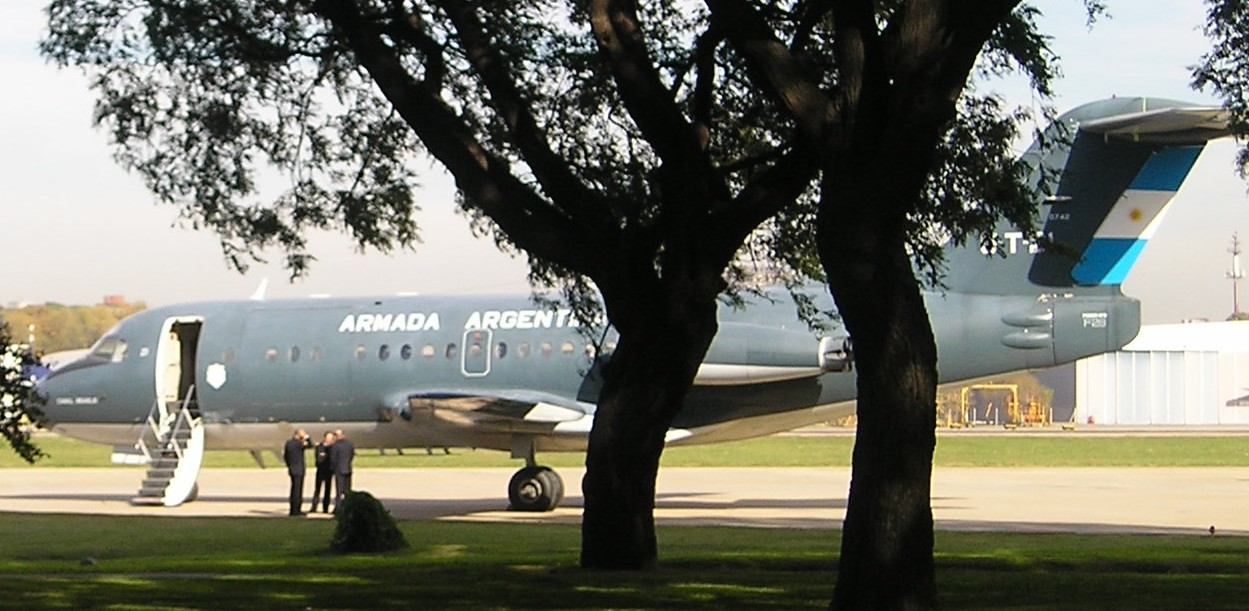
Fokker F 28 de la marina de guerra argentina a l'aeroport militar d'Aeroparque

El 2015 Javier Penino Viña, fill de desapareguts i nascut a l'ESMA, va explicar a la premsa que el seu apropiador, l'excapità de navili Jorge Vildoza, li havia explicat en detall com funcionava aquest centre clandestí de detenció, així com els vols de la mort, en els quals ell era un dels pilots. Penino Viña va confirmar que va ser una decisió presa en el més alt nivell de govern cívic-militar, per recomanació de l'Església catòlica, i que les persones eren llançades vives i nues.
L'Equip Argentí d'Antropologia Forense (EAAF) va identificar les restes de les mares de Plaça de Mayo, Esther Ballestrino, María Eugenia Ponce, Azucena Villaflor, la militant Ángela Auad, i la monja francesa Léonie Duquet, determinant que les mateixes havien estat segrestades a Buenos Aires, detingudes i torturades a l'ESMA i llançades vives a la mar des d'un avió enfront de les platges de Mar del Tuyú.

### L'Operació Còndor
El terrorisme d'Estat a l'Argentina va ser part d'una operació continental. L'Operació Còndor (o Pla Còndor) va ser el nom amb el qual es va designar el pla d'intel·ligència i coordinació entre els serveis de seguretat dels règims militars del Con Sud (Argentina, Bolívia, Brasil, Paraguai, Uruguai i Xile), amb connexions amb les forces militars de Colòmbia, Equador, Perú i Veneçuela, i amb la cooperació i suport operatiu dels Estats Units d'Amèrica. L'Operació Còndor va constituir una organització clandestina internacional per a la pràctica del terrorisme d'Estat a escala continental.
L'Operació Còndor ha pogut ser descoberta bàsicament a partir dels documents secrets de govern estatunidenc desclassificats en època de president Bill Clinton.

Va ser concebuda i dissenyada pel llavors coronel xilè Manuel Contreras qui en 1975, va redactar un extens document amb les proposicions per al seu funcionament. El primer pas cap a l'organització es va produir a mitjan 1975, quan el coronel xilè Mario Jahn, va viatjar al Paraguai i va lliurar al coronel paraguaià Benito Guanes el document d'organització del mecanisme, i el va convidar a participar en la Primera Reunió de Treball d'Intel·ligència Nacional realitzada a Santiago de Xile entre el 25 de novembre i el 1r de desembre de 1975. En aquesta reunió es va decidir organitzar l'Operació Còndor entre els sis països del Con Sud (Argentina, Bolívia, Brasi, Paraguai, Uruguail, Xile). Després es sumarien, amb diferents graus de compromís, Perú, Equador, Colòmbia i Veneçuela. Va tenir el seu centre d'operacions a Santiago de Xile i el seu principal coordinador va ser Manuel Contreras, qui era conegut com a «Còndor 1».

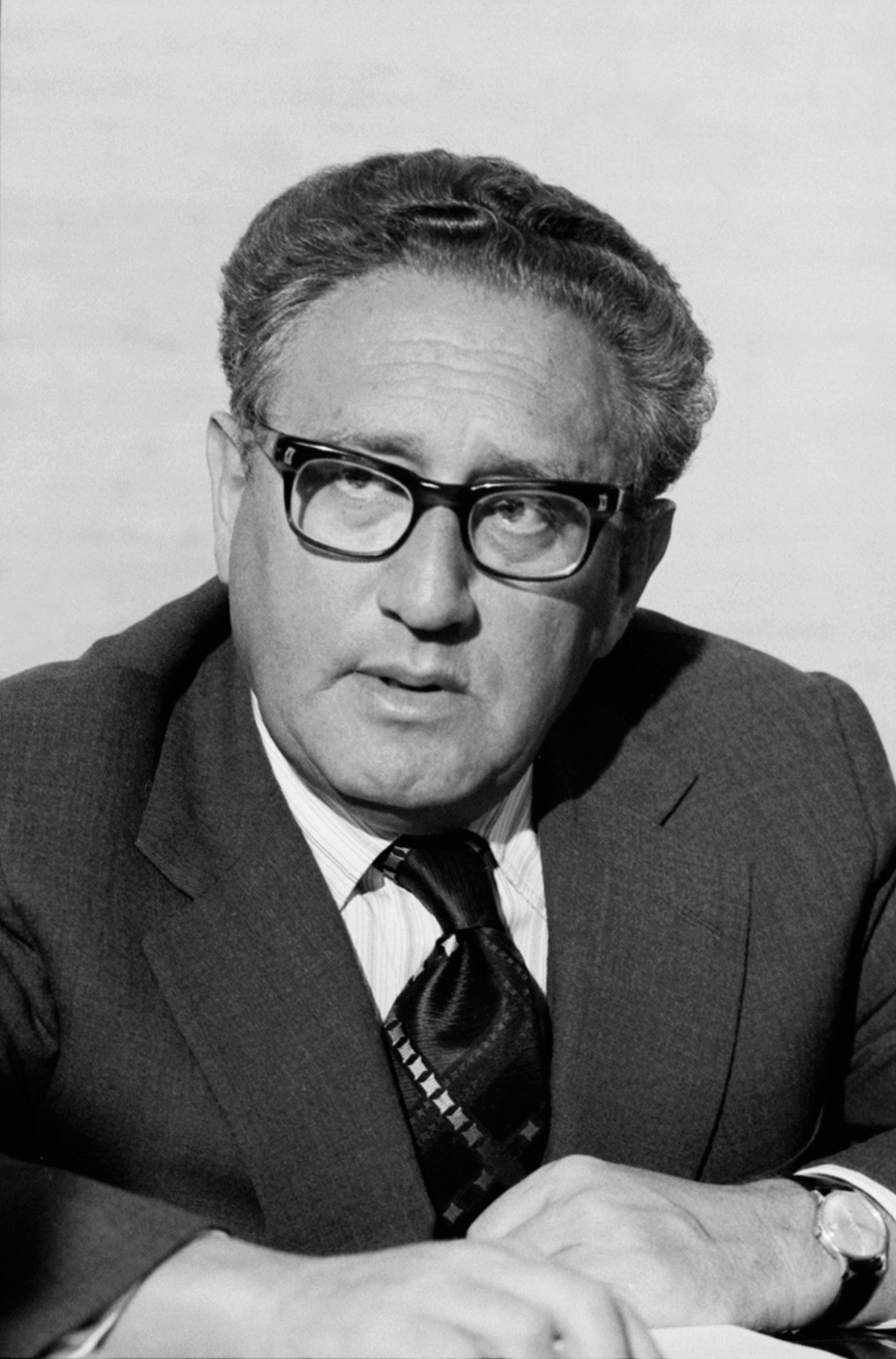
Henry Kissinger, secretari d'Estat dels Estats Units durant la presidència de Richard Nixon, ha estat assenyalat com l'autor i ideòleg de l'Operació Còndor
Països participants a l'Operació Còndor. Membres actius (verd fosc): Argentina, Bolívia, Brasil, Paraguai, Uruguai, Perú, Xile ; Membres esporàdics (verd clar): Colòmbia, Perú, Veneçuela ; Assistència i finançament (blau): Estats Units d'Amèrica
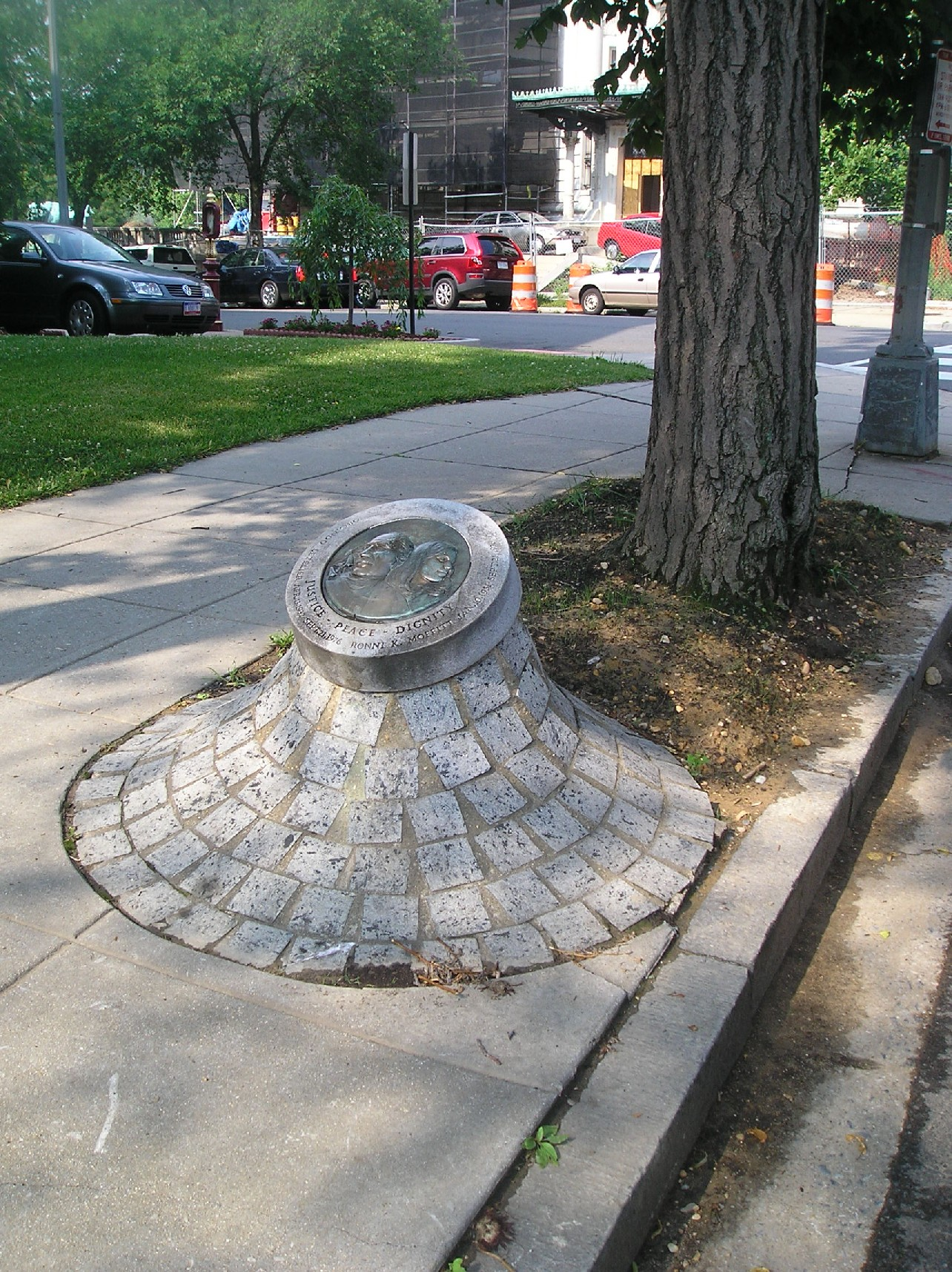
Memorial d'Orlando Letelier al lloc on va ser assassinat. Sheridan Circle, Washington DC

Entre desenes de segrestos i atemptats contra opositors, l'Operació Còndor va concretar accions de gran ressonància pública com:
- l'assassinat de l'excomandant en cap de l'Exèrcit de Xile, el general d'exèrcit Carlos Prats, a Buenos Aires el 1974,
- l'assassinat del senador uruguaià Zelmar Michelini i del diputat uruguaià Héctor Gutiérrez Ruiz, a Buenos Aires el 1974,
- l'atemptat contra l'exministre de l'Interior de govern de president xilè Eduardo Frei Montalva, Bernardo Leighton, a Roma el 1975
- l'assassinat de l'expresident de Bolívia Juan José Torres, a Buenos Aires el 1976,
- l'assassinat de l'exministre de relacions exteriors de govern xilè de Salvador Allende, Orlando Letelier, i de la seva secretària Ronni Moffitt, a Washington DC el 1976,
- la col·laboració argentina en el cop de García Meza a Bolívia el 1980.

El 26 d'abril de 2000, l'exgovernador de Rio de Janeiro Leonel Brizola va sostenir que els expresidents del Brasil João Goulart i Juscelino Kubitschek van ser assassinats en el marc del Pla Còndor, simulant-se un atac cardíac i un accident, respectivament i que això havia de ser investigat.
La Força Aèria Uruguaiana ha reconegut oficialment la realització de vols de la mort conjunts amb el règim militar argentí. Al voltant de 110 uruguaians van ser detinguts-desapareguts a l'Argentina entre 1976 i 1983.

El govern dels Estats Units va participar activament en l'Operació Còndor. El 22 d'agost de 1978, el servei d'intel·ligència estatudidenc va enviar a les seves principals ambaixades a Amèrica del Sud la següent advertència:
| « | L'Operació Còndor és un esforç cooperatiu d'intel·ligència i seguretat entre molts països del Con Sud per combatre el terrorisme i la subversió. Els membres originals incloïen als serveis d'intel·ligència de Xile, l'Argentina, l'Uruguai, el Paraguai, el Brasil i Bolívia, mentre que el Perú i l'Equador es van integrar recentment. | » |

Orgànicament, l'Operació Còndor va començar a ser desmuntada quan va caure la dictadura argentina el 1983. No obstant això, els contactes i els assassinats coordinats van continuar. L'abril del 1991, es va posar en marxa «Operació Silenci» per impedir l'enjudiciament dels responsables.
El 31 de maig de 2001, mentre Henry Kissinger es trobava a París, va ser notificat pel jutge Roger Le Loire que havia de presentar-se a declarar sobre la seva participació en l'Operació Còndor, el que va provocar la immediata sortida de l'exsecretari estatunidenc de França. Pocs mesos després, Kissinger va haver de cancel·lar una visita al Brasil, perquè el govern no podia garantir-li immunitat judicial.
El 22 de desembre de 1992, es va descobrir en una estació de policia de Lambaré, Asunción (Paraguai), els anomenats «Arxius del Terror», expedients en els quals hi ha constàncies documentals sobre el terrorisme d'Estat en el Con Sud. Segons els arxius descoberts en Lambaré (Assumpció) el 1992, el pla Còndor va causar 50.000 morts, 30.000 desapareguts i 400.000 presos.
Al febrer de 2004, el periodista estatunidenc John Dinges, va publicar Operació Còndor: una dècada de terrorisme internacional en el Con Sud, on entre altres coses revela que els militars uruguaians van intentar assassinar el diputat estatunidenc Edward Koch el 1976.

### L'Operación Charly: l'exportació del «mètode argentí» a Centreamèrica
A partir de 1979, el règim militar argentí es va comprometre activament en desenvolupar el terrorisme d'Estat a Amèrica Central, capacitant forces militars i paramilitars de contrainsurgència a Nicaragua, Hondures, El Salvador i Guatemala, i exportant l'experiència argentina.
Els militars argentins van començar a realitzar operacions encobertes que la CIA ja no podia realitzar sota l'administració demòcrata de president James E. Carter i en sintonia amb els grups més conservadors estatunidencs, van començar a proclamar que Estats Units havia deixat inerme a l'hemisferi enfront del comunisme i que ells havien de complir aquest paper.

L'operatiu Centreamèrica, que va rebre el nom d'Operació Charly, va ser executat a partir del grup de militars que ja actuaven en l'Operació Còndor.

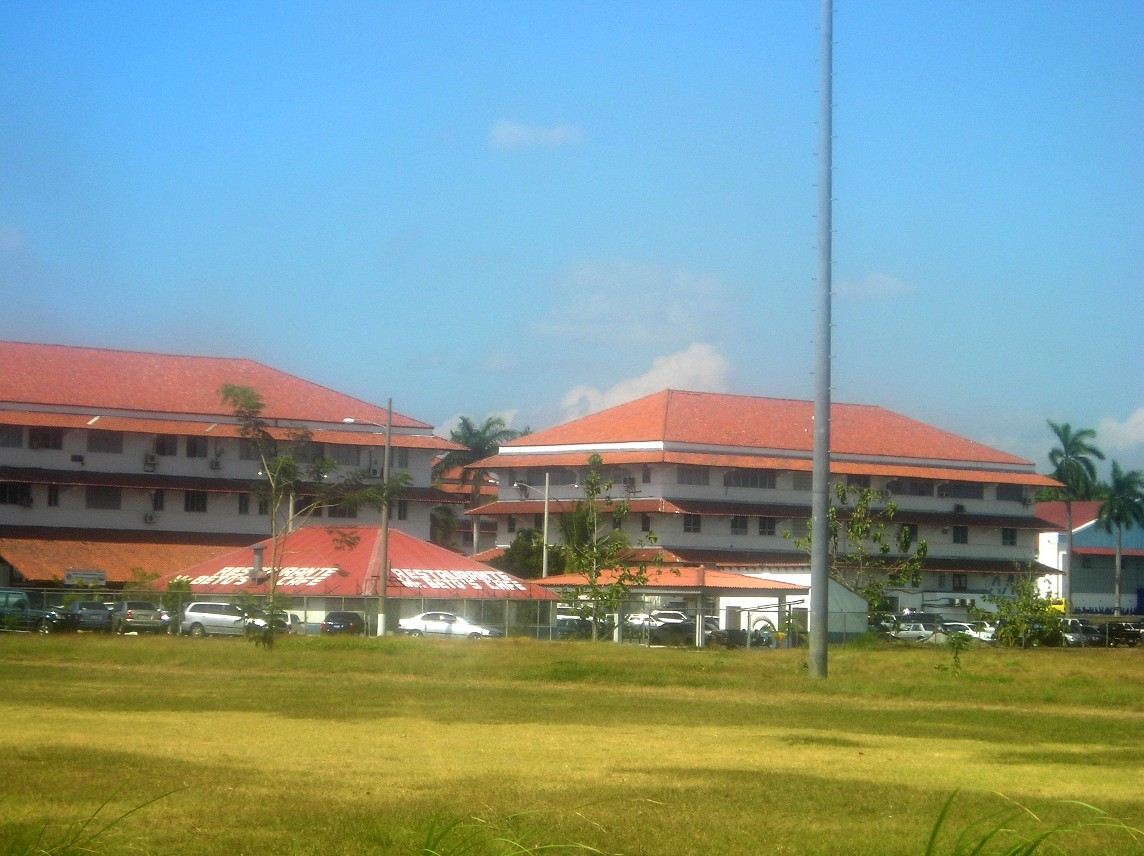
Edificis utilitzats per l'Escola de les Amèriques a Panamà
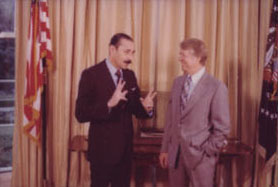
El president de facto de l'Argentina, Jorge Rafael Videla, al costat de el president dels Estats Units, Jimmy Carter, a la Casa Blanca, 1977
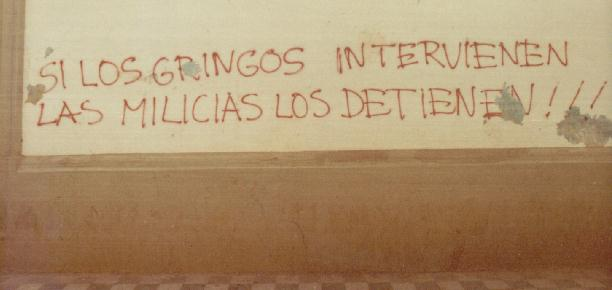
Grafit a Nicaragua, 1980

El 1979, es va produir el triomf del Front Sandinista a Nicaragua, i aquest mateix any el president de la Junta Militar argentina, el general Viola, va exposar davant la xiii Conferència d'Exèrcits Americans realitzada a Bogotà, un pla de «llatinoamericanització» del model terrorista estatal.
Però serà fonamentalment el general Galtieri qui, d'acord amb el triomf de Ronald Reagan als Estats Units, portaria a l'Argentina a comprometre's plenament en la «Guerra Bruta Centroamericana», sota els lineamients estratègics estatsunidencs. Galtieri presentava com un valor la seva capacitat per portar el terrorisme d'Estat fins a les últimes conseqüències, tant militar, com a política i culturalment.

Pocs dies abans d'assumir com a president de la Junta Militar, Galtieri va exposar en un curt discurs pronunciat a Miami la decisió del govern militar argentí de constituir-se en un aliat incondicional dels Estats Units en la lluita mundial contra el comunisme:
| « | L'Argentina i els Estats Units d'Amèrica marxaran juntes en la guerra ideològica que està començant en el món. | » |

A principis de 1982, Estats Units i la dictadura argentina van planejar la creació d'un gran exèrcit llatinoamericà, que seria liderat per un militar argentí, amb l'objectiu d'envair Nicaragua i aniquilar als sandinistes. Paradoxalment, la guerra de les Malvines decidida pel mateix Galtieri va posar fi a la intervenció argentina a Centreamèrica, però el terrorisme d'Estat a la regió va continuar fins ben entrada la dècada del 1990 amb un saldo de centenars de milers de desapareguts.

### La connexió francesa: «l'escola francesa»

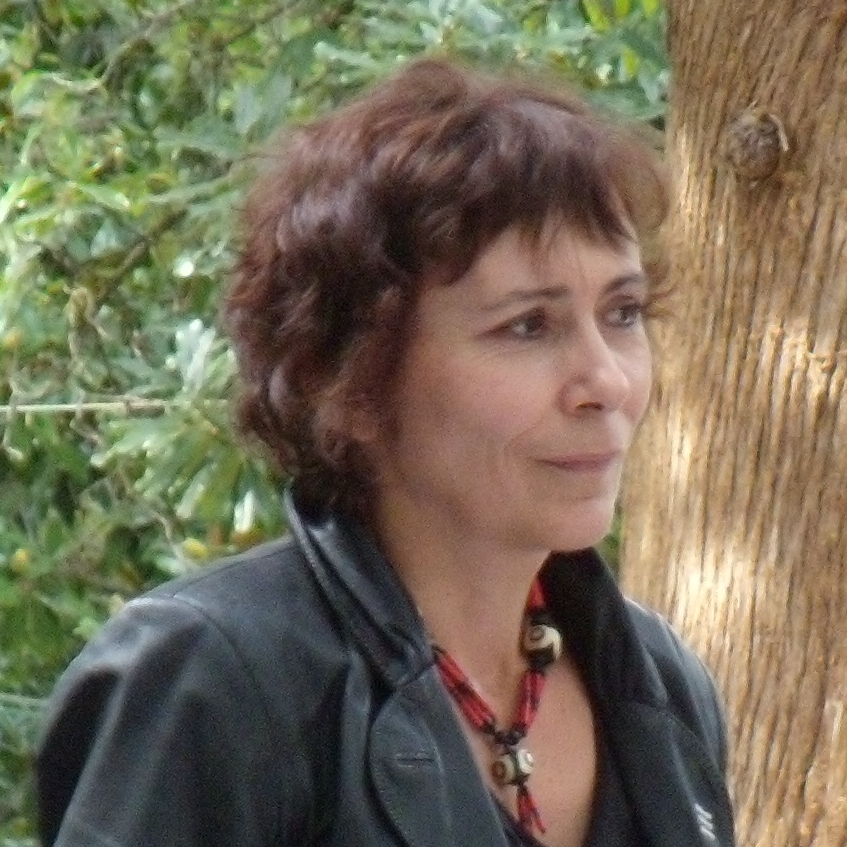
La periodista francesa Marie-Monique Robin, 2009

Investigant la influència militar francesa a l'Argentina, la periodista francesa Marie-Monique Robin va trobar el 2003 el document original que demostrava que un acord del 1959 entre París i Buenos Aires va iniciar una «missió militar francesa permanent» a l'Argentina, i ho va informar (va trobar el document en els arxius de Quai d'Orsay del Ministeri d'Afers Exteriors francès). La missió estava formada per veterans que havien lluitat a la Guerra d'Algèria i van ser assignats a les oficines del cap d'estat major de les forces armades argentines. La missió va continuar fiins el 1981, data de l'elecció del socialista François Mitterrand.
Després de la publicació de la seva pel·lícula documental Escadrons de la mort, l'école française (Esquadrons de la mort, l'escola francesa) el 2003, que explorava la connexió francesa amb les nacions sud-americanes, Robin va dir en una entrevista al diari L'Humanité: 
| « | Els francesos han sistematitzat una tècnica militar en un entorn urbà que va ser copiat i practicat a per les dictadures llatinoamericanes. | » |

Va assenyalar que l'exèrcit francès havia sistematitzat els mètodes que van utilitzar per suprimir la insurgència durant la batalla d'Alger de 1956-1957 i els va exportar a l'Escola Militar de Buenos Aires. El famós llibre sobre contrainsurgència de Roger Trinquier va tenir una influència molt forta a Amèrica del Sud. A més, Robin va dir que es va quedar sorpresa quan va saber que l'agència d'intel·ligència francesa DST va proporcionar a la DINA els noms dels refugiats que van tornar a Xile (Operació Retorn) de França durant la seva contrainsurgència. Tots aquests xilens van ser assassinats:
| « | Per descomptat, això provoca que el govern francès [sic – sigui responsable], i Giscard d'Estaing, llavors president de la República. Em va impactar molt la duplicitat de la posició diplomàtica francesa. D'una banda, va rebre amb els braços oberts els refugiats polítics i, de l'altra, va col·laborar amb les dictadures. | » |

El 10 de setembre de 2003, els diputats verds Noël Mamère, Martine Billard i Yves Cochet van presentar una sol·licitud per formar una Comissió Parlamentària per examinar el «paper de França en el suport dels règims militars a Amèrica Llatina entre 1973 i 1984» abans que la Comissió d'Afers Exteriors de l'Assemblea Nacional, presidida per Edouard Balladur (UMP). A part de Le Monde, la premsa francesa no va publicar aquesta sol·licitud. El diputat de la UMP, Roland Blum, encarregat de la Comissió, es va negar a deixar que Marie-Monique Robin testifiqués sobre aquest tema. Al desembre del 2003, la Comissió va publicar un informe de dotze pàgines que afirmava que «els francesos mai havien signat un acord militar amb l'Argentina».
Quan el ministre d'Afers Exteriors francès, Dominique de Villepin, va viatjar a Xile el febrer de 2003, va afirmar que no s'havia produït cap cooperació entre França i els règims militars. Els argentins es va indignar quan va veure la pel·lícula del 2003, que incloïa tres generals que defensaven les seves accions durant el període de la repressió. A causa de la pressió pública, el president Néstor Kirchner va ordenar als militars que presentessin càrrecs contra els tres generals per justificar els delictes de la dictadura. Aquests generals eren Albano Hargindeguy, Reynaldo Bignone i Ramón Genaro Díaz Bessone.

L'any següent, Robin va publicar el seu llibre amb el mateix títol Escadrons de la mort: l'école française (Esquadrons de la mort, l'escola francesa, 2004), revelant més material. Va mostrar com el govern de Valéry Giscard d'Estaing va col·laborar en secret amb la Junta Militar de Videla a l'Argentina i amb el règim d'Augusto Pinochet a Xile. Alcides López Aufranc va ser un dels primers oficials argentins que van anar el 1957 a París a estudiar durant dos anys a l'Escola Reial Militar, dos anys abans de la Revolució cubana, quan encara no hi havia guerrilla a l'Argentina:
| « | A la pràctica, va declarar Robin a Página/12, l'arribada dels francesos a l'Argentina va provocar una ampliació massiva dels serveis d'intel·ligència i l'ús de la tortura com a arma principal de la guerra antisubversiva en el concepte de guerra moderna. | » |

Els decrets d'anihilament signats per Isabel Perón s'havien inspirat en textos francesos. Durant la batalla d'Alger, les forces policials van ser posades sota l'autoritat de l'Exèrcit. 30.000 persones van «desaparèixer». Sobre Algèria. Reynaldo Bignone, nomenat president de la Junta Militar argentina el juliol del 1982, va dir a la pel·lícula de Robin: «L'ordre de batalla del març de 1976 és una còpia de la batalla d'Alger». Les mateixes declaracions les va fer el general Albano Harguindeguy (ministre de l'Interior de Videla) i Díaz Bessone, exministre de Planificació i ideòleg de la Junta. L'exèrcit francès va transmetre als seus homòlegs argentins les nocions d'enemic intern, l'ús de la tortura, els esquadrons de la mort, i els quadrillages (divisió del territori en sectors).
Marie-Monique Robin també va demostrar que des de la dècada del 1930 hi havia hagut lligams entre l'extrema dreta francesa amb l'extrema dreta argentina, en particular a través de l'organització fonamentalista catòlica Cité catholique, creada el 1946 per Jean Ousset, antic secretari de Charles Maurras, el fundador del moviment reialista Action Française. La Cité va editar una revista, Le Verbe, que va influir als militars durant la guerra d'Algèria, sobretot en justificar l'ús de la tortura. A finals de la dècada del 1950, la Cité catholique va fundar grups a l'Argentina i va organitzar cèl·lules a l'Exèrcit. Es va expandir molt durant el govern del general Juan Carlos Onganía, en particular el 1969. La figura clau de la Cité catholique a l'Argentina va ser el sacerdot Georges Grasset, que es va convertir en el confessor personal de Videla. Ha estat el guia espiritual de l'Organisation armée secrète (Organització exèrcit secret, OAS), el moviment terrorista profrancès d'Algèria fundat a l'Espanya franquista el 1961.
Robin creu que aquest corrent fonamentalista catòlic de l'Exèrcit argentí va contribuir a la importància i la durada de la cooperació franco-argentina. A Buenos Aires, Georges Grasset va mantenir lligams amb l'arquebisbe Marcel Lefebvre, fundador de la Fraternitat Sacerdotal San Pius X el 1970, que va ser excomunicat el 1988. La Fraternitat Sacerdotal San Pius X té quatre monestirs a l'Argentina, el més gran és La Reja. Un capellà francès d'allà va dir a Marie-Monique Robin: «Per salvar l'ànima d'un sacerdot comunista, cal matar-lo». Luis Roldan, antic secretari de culte de Carlos Menem (president de l'Argentina del 1989 fins al 1999), va ser presentat per Dominique Lagneau (el capellà encarregat del monestir) a Robin com a «Sr. Cité catholique a l'Argentina». Bruno Genta i Juan Carlos Goyeneche representen aquesta ideologia.
Antonio Caggiano, arquebisbe de Buenos Aires de 1959 fins a 1975, va escriure un pròleg de la versió espanyola del llibre Le Marxisme-léninisme del 1961 de Jean Ousset. Caggiano va dir que «el marxisme és la negació de Crist i la seva Església» i es va referir a una conspiració marxista per dominar el món, per a la qual cosa era necessari «preparar-se per a la batalla decisiva».
Cap el 1963, els cadets de l'Escola de Mecànica de l'Armada (ESMA) van començar a rebre classes de contrainsurgència. Se'ls va mostrar la pel·lícula La batalla d'Alger (1966), que mostrava els mètodes emprats per l'exèrcit francès a Algèria. Caggiano, el capellà militar aleshores, va fer la introducció de la pel·lícula i li va afegir un comentari religiós. El 2 de juliol de 1966, quatre dies després que el president Arturo Umberto Illia fos destituït del càrrec i substituït pel dictador Juan Carlos Onganía, Caggiano va declarar: «Estem en una mena d'alba en què, gràcies a Déu, tots sentim que el país torna a dirigir-se cap a la grandesa».
L'almirall argentí Luis María Mendía, que havia iniciat la pràctica dels «vols de mort», va testificar el gener del 2007 davant els jutges argentins, que un agent d'intel·ligència francès, Bertrand de Perseval, havia participat en el segrest de les dues monges franceses, Léonie Duquet i Alice Domont. Perseval, que viu actualment a Tailàndia, va negar cap vincle amb el segrest. Ha admès ser un exmembre de l'Organisation armée secrète i haver escapat d'Algèria després que els acords d'Évian posessin fi a la guerra algeriana (1954-1962).
Durant les audicions del 2007, Luis María Mendía es va referir al material presentat al documental de Marie-Monique Robin, titulat Escadrons de la mort, l'école française (Esquadrons de la mort, l'escola francesa, 2003). Va demanar a la Cort argentina que cridès a nombrosos oficials francesos per donar testimoni de la seva actuació: l'expresident francès Valéry Giscard d'Estaing, l'exprimer ministre francès Pierre Messmer, l'exambaixador francès a Buenos Aires Françoise de la Gosse, i tots els funcionaris francesos de l'ambaixada a Buenos Aires entre 1976 i 1983. A més d'aquesta «connexió francesa», María Mendía també va acusar l'expresidenta Isabel Perón i els exministres Carlos Ruckauf i Antonio Cafiero, que havien signat els «decrets antisubversió» abans del cop d'estat de 1976 de Videla. Segons Graciela Dalo, una supervivent dels interrogatoris de l'ESMA, Mendía intentava establir que aquests delictes eren legítims, ja que la Llei d'obediencia deguda de 1987 afirmava que, a més que les accions de l'ESMA, havien estat comeses «en virtut dels decrets antisubversió d'Isabel Perón» (cosa que els donaria un aspecte formal de «legalitat», tot i que la tortura està prohibida per la Constitució argentina).
Alfredo Astiz també es va referir a la «connexió francesa» quan va testificar davant dels tribunals.

## Les víctimes

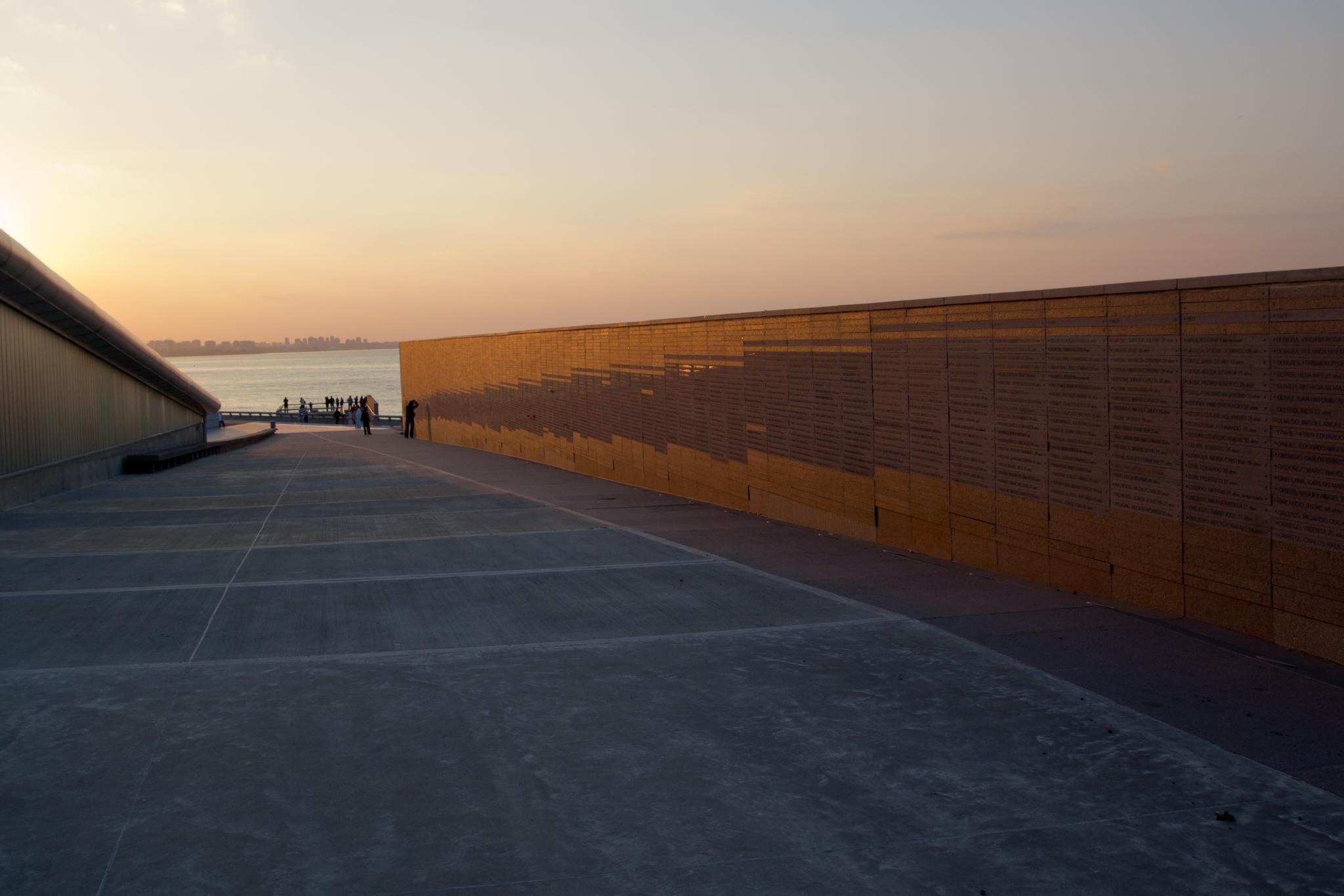
Monument a la Memòria de les Víctimes del Terrorisme d'Estat al Parc de la Memòria de Buenos Aires, amb els noms dels desapareguts i assassinats

Les persones que van ser assassinades, desaparegudes o torturades, així com les que van haver d'exiliar provenien de tots els sectors i estrats de la població; una part important encara que no ben determinada estava integrada per combatents, pertanyents majoritàriament a les organitzacions guerrilleres i també, encara que en menor nombre, a les forces militars i policials. Per la seva banda, Mario Eduardo Firmenich, cap de Montoneros, va estimar en 5000 els morts d'aquesta organització.
El govern militar va proclamar que el blanc de la repressió era el terrorisme, però donant-li un abast pel qual virtualment podia comprendre a qualsevol persona. El general Videla declarava el 1978 a TheTimes de Londres que «un terrorista no és només algú amb una arma de foc o una bomba, sinó també algú que difon idees contràries a la civilització occidental i cristiana».
L'informe Nunca Más conté una descripció dels desapareguts pel seu grup de referència; més de la meitat eren treballadors; especialment van ser assassinats els sindicalistes pertanyents a comissions internes de fàbriques, com en els casos emblemàtics de Ford i Mercedes-Benz. Entre els desapareguts i assassinats existeix una important quantitat d'adolescents; en aquest cas és emblemàtic el segrest i desaparició del grup d'adolescents conegut com la «Nit dels Llapis», així com els alumnes desapareguts a l'Escola Carlos Pellegrini que documenta la pel·lícula Flors de setembre o la del militant comunista Floreal Edgardo Avellaneda. També van ser detinguts-desapareguts i assassinats persones discapacitades, ancianes, homosexuals i transsexuals, sacerdots i monges (com la Massacre de Sant Patrici dels pares palotins, o de les monges franceses Léonie Duquet i Alice Domon), sindicalistes (com Oscar Smith o Jorge Di Pascuale), periodistes (com Julián Delgado o Rafael Perrotta), artistes (com Héctor Oesterheld o Haroldo Conti), esportistes (com la jugadora d'hoquei Adriana Acosta), advocats (com el laboralista Norberto Centeno o de drets humans, com Sergio Karakachoff), etc. En alguns casos es tractaven de familiars o simplement persones nomenades per altres detinguts sotmesos a tortura; en alguns casos es va tractar de funcionaris que simpatitzaven amb el règim militar, com Elena Holmberg o Héctor Hidalgo Solá; en altres casos es va tractar de simples casos de robatori i extorsió com amb l'empresari Fernando Branca, o d'intents d'ocultar errors com en el cas de l'adolescent sueca Dagmar Hagelin i del pianista brasiler Francisco Tenório Júnior. Entre les víctimes notables també es troben les mares fundadores de l'Associació Mares de Plaça de Mayo (Azucena Villaflor, Esther Ballestrino i María Ponce).
També s'ha donat a conèixer que almenys 400 persones van ser detingudes-desaparegudes a causa de la seva orientació o la seva identitat sexual LGBTI (lesbiana, gai, transsexual, bisexual, intersexual). Aquests casos, al seu torn, van ser intencionalment exclosos de l'informe Nunca Más.
En quant al moment en què van acabar les detencions il·legals i assassinats, l'última constància d'una persona desapareguda amb vida és el cas de la delegada sindical de Mar del Plata Cecília Viñas, que encara estava amb vida al febrer de 1984 i es va comunicar diverses vegades amb la seva família des del seu lloc de captiveri, quan Raúl Alfonsín ja era president.

### Els nens desapareguts-segrestats
Un cas especial de víctimes són els nens desapareguts-segrestats, lliurats a famílies que, amb coneixement o sense d'aquesta circumstància, van servir per convalidar la sostracció d'identitat, i que en alguns casos van ser còmplices de l'assassinat dels seus pares. Hi ha la certesa que la majoria d'aquests nens segueixen amb vida i, per trobar-los, un grup d'àvies i avis de detinguts-desapareguts van crear l'organització Àvies de la Plaça de Mayo, dirigida per Estela de Carlotto. Des que es va establir la democràcia el 1983 i fins al juny de 2016, les Àvies havien trobat a 121 d'aquests nens desapareguts.

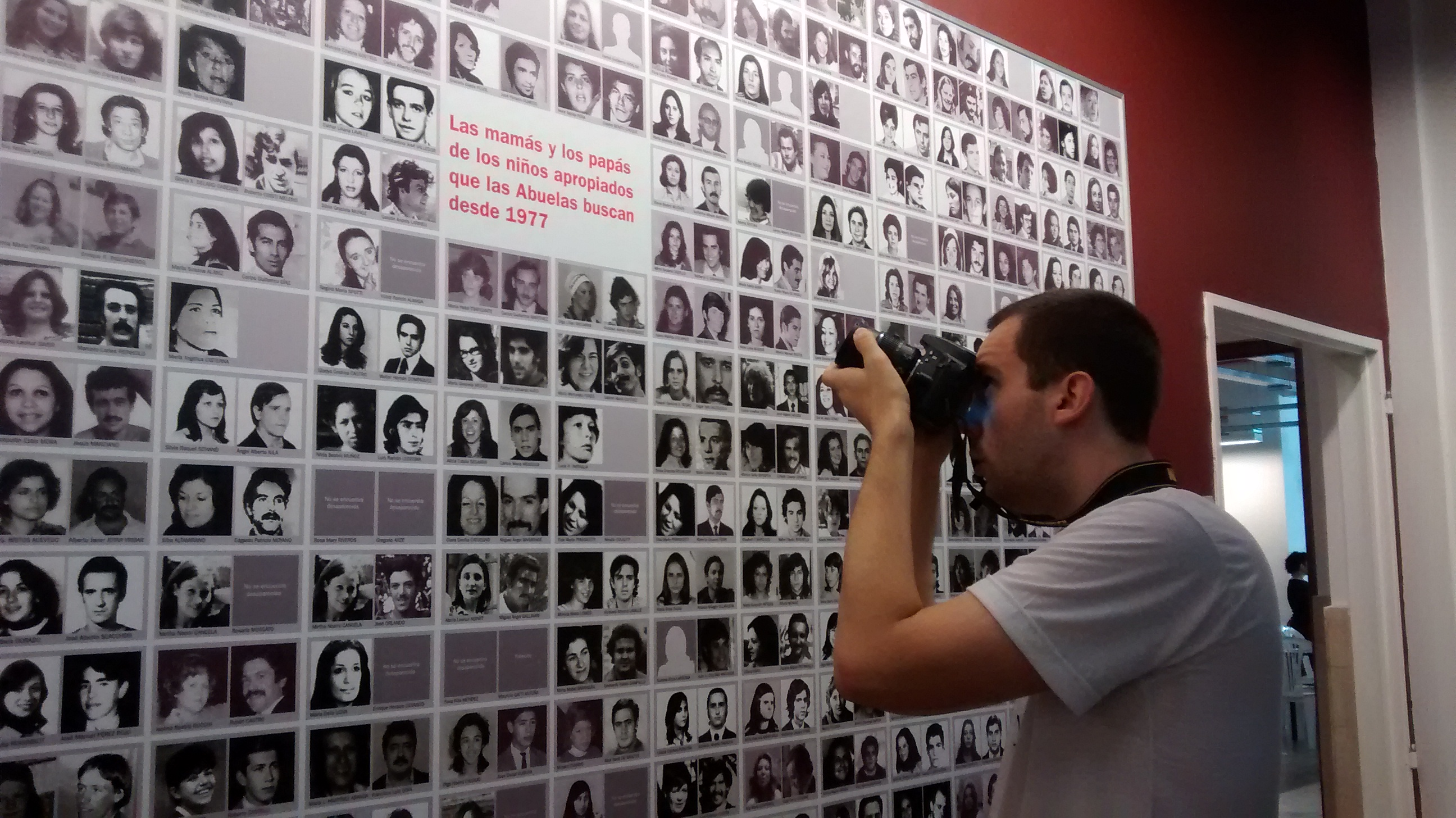
La Casa per la Identitat alberga diverses sales amb mostres fotogràfiques que recorren la història de les Àvies de la Plaça de Mayo i els nets restituïts de la seva identitat

Les Àvies de la Plaça de Mayo estimen que van ser segrestats i privats de la seva identitat al voltant de 500 nens que avui ja són adults i s'enfronten dificultats psicològiques summament complexes a causa que les persones a qui consideraven els seus pares, en els qui naturalment confiaven, els havien negat la seva identitat i origen, i en alguns casos van ser còmplices o van conèixer als assassins dels seus pares biològics.

### Els desapareguts durant el cumpliment del servei militar
Durant la dictadura militar, més de cent joves van ser segrestats-desapareguts mentre complien amb el servei militar obligatori, i els comandaments militars els van declarar desertors en aquest llavors.
El 29 de març de 2010, es va realitzar una cerimònia en honor dels soldats desapareguts durant la dictadura. Va ser presidit per la ministra de Defensa Nilda Garré i es va col·locar una placa amb els noms d'aquests soldats, a la plaça d'armes de l'Edifici Libertador. Davant els familiars dels conscriptes, la ministra va assenyalar «L'important era corregir els lligalls i explicar que aquestes persones estan desaparegudes, però deixant el fals testimoni que eren desertors com a prova de la ignomínia». En el seu discurs, Sara Steimberg va agrair a la ministra «per aquest acte que mai vaig imaginar ni en els meus millors somnis»; Sara era mare del soldat conscripte Luis Steimberg, qui va desaparèixer juntament amb Luis Daniel García mentre complien el servei militar el 1976. Tots dos eren militants de la Federació Juvenil Comunista i després de ser torturats van ser llançats a la mar.

### Quantitat de víctimes
En la cultura popular s'ha establert el nombre de 30.000 desapareguts, suma que és sostinguda per les organitzacions de drets humans, les forces polítiques d'esquerra i centrresquerra, les organitzacions estudiantils i els sindicats, a les quals pertanyien la major part de les víctimes. Les estimacions de la intel·ligència militar argentina fins al 1978 era de 22.000 morts. Per la seva banda, la Secretaria de Drets Humans de l'Argentina, sobre la base de les persones que van percebre indemnitzacions de l'Estat fins al 2003, té registrades 13.000 persones que van ser víctimes del terrorisme d'Estat. El 1984, la CONADEP va seleccionar 9.089 casos de desaparicions forçades. En el Monument a les Víctimes del Terrorisme d'Estat, situat al Parc de la Memòria de la Ciutat de Buenos Aires s'havien col·locat fins a l'abril de 2016 els noms de 8.805 persones.
Un altre indicador de quantitat van ser els habeas corpus presentats per obtenir la llibertat de persones detingudes il·legalment. Només a la Capital Federal, amb una població d'aproximadament el 10% del total de país, es van presentar entre 1976 i 1983, la quantitat de 8.335 habeas corpus, sense comptar les reiteracions.
També van ser comptabilitzats uns 12.000 detinguts-desapareguts.
Hi abundants evidències que el govern militar portava registres detallats dels detinguts-desapareguts i la sort que van patir, que no s'han pogut trobar. El document més important trobat fins al 2006 sobre els registres clandestins i la quantitat de desapareguts i assassinats durant el règim militar és un informe de l'agent secret xilè Enrique Arancibia Clavel (va ser cap de la policia secreta xilena a Buenos Aires); el nom clau era «Luis Felipe Alemparte Díaz», que va ser trobat per John Dinges el 2002 entre més de 1500 fulles que li havien estat confiscades pels jutges federals argentins el 1978 i que van romandre guardades entre els arxius del tribunal des de llavors.

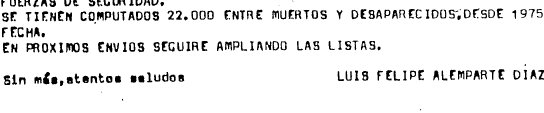
L'agent secret xilè Enrique Arancibia Clavel va informar que s'havien computat 22.000 morts i desapareguts fins al 1978 (Vegeu document complet)  PDF

Al seu informe, realitzat al juliol de 1978, explica que l'Exèrcit Argentí tenia computats fins a aquell moment 22.000 morts i desapareguts. El document diu textualment:
| « | Adjunto llista de tots els morts durant l'any 1975. La llista va classificada solament per mes. És a dir, en aquestes llistes van tant els morts «oficialistes» com els «no oficialistes». Aquest treball es va assolir al Batalló 601 d'Intel·ligència de l'Exèrcit, situat a Callao i Viamonte d'aquesta Capital, que depèn de la Prefectura II Intel·ligència Exèrcit del Comandament General de l'Exèrcit i de l'Estat Major de l'Exèrcit. Aquestes llistes corresponen a l'Annex 74.888,75 / A1.E.A. i l'Annex 74.889,75 / id Els que apareixen NN són aquells cossos impossibles d'identificar, gairebé en un 100% corresponen a elements extremistes eliminats «per esquerra» per les forces de seguretat. Es tenen computats 22.000 entre morts i desapareguts, des de 1975 fins a la data. En propers enviaments seguiré ampliant les llistes. | » |

#### El negacionisme dels «30.000 desapareguts»
Hi ha un conflicte sobre la consigna «30.000 desapareguts» entre 1976 i 1983. El 2003, l'actriu i política Elena Cruz, des d'una perspectiva favorable al dictador Jorge Rafael Videla i als altres condemnats per crims de lesa humanitat, va afirmar que la xifra de 30.000 desapareguts era falsa i que «només havien desaparegut 2.400 persones». Per la seva banda, el excomandant del Cos d'Exèrcit II, el general de divisió Ramón Genaro Díaz Bessone, va admetre que 7.000 persones van ser torturades i executades sota la dictadura militar.
El 2009, Luis Labraña, un exguerriller que després va opinar que els militars empresonats a Campo de Mayo sense cap condemna judicial recolza el seu empresonament eren «presos polítics», va afirmar que «quan als Països Baixos es va decidir donar un cop de mà a les Mares de Plaça de Mayo, estava Hebe de Bonafini, es va formar l'organització Solidaritat amb les Mares Argentinas, i per demanar el subsidi elles havien portat la xifra de 3.800 desapareguts amb els seus noms. La gent dels Països Baixos van dir que era poc, que era necessari cridar l'atenció pública. Aquí va sorgir la xifra de 30.000», encara que la mateixa agrupació va ser la que es va negar a rebre subsidis del govern de Carlos Menem, a qui considerava continuador de les polítiques econòmiques de Martínez de Hoz. Labraña també sosté que a l'Argentina no hi va haver terrorisme d'Estat a les dècades del 1970 i 1980, sinó un «enfrontament de dos camps patriòtics».
A partir del 2016, diversos periodistes, funcionaris governamentals i editorials de mitjans de comunicació van començar a posar en primer pla el qüestionament al nombre de 30.000 desapareguts que tradicionalment havia estat pres com a referència simbòlica del terrorisme d'Estat a Argentina. Les organitzacions de drets humans han criticat aquesta tendència a focalitzar el debat en el recompte individualitzat de les persones que van ser víctimes del terrorisme d'Estat, com una forma de negacionisme.
El 26 de gener, de 2016 el espai Margen del Mundo, dirigit pel periodista Luis Majul, va publicar que el ministre de Cultura de la Ciutat de Buenos Aires Darío Lopérfido, pertanyent a Cambiemos, havia dit «A l'Argentina no hi va haver 30.000 desapareguts, es va arreglar aquest nombre en una taula tancada». Lopérfido després va declarar que les seves dites havia estat trets de context per Margen del Mundo, però el fet va desencadenar un fort debat públic sobre el negacionisme del terrorisme d'Estat a l'Argentina, en el qual fins i tot es van pronunciar exigint la renúncia del funcionari personalitats internacionals com Joan Manuel Serrat, Chico Buarque i Silvio Rodríguez.
L'11 d'agost de 2016, el propi president de la Nació Mauricio Macri va opinar sobre el debat en un reportatge concedit a l'empresa estatunidenca BuzzFeed, afirmant que «no tenia idea» si havien estat 9.000 o 30.000 els desapareguts, i sostenint que és «una discussió que no té sentit».
Sota la presidència d'aquest últim, la Secretaria de Drets Humans va elaborar un informe amb una llistade 7.010 persones desaparegudes. L'informe no contava als supervivents i als fills recuperats, i el mateix secretari de Drets Humans, Claudio Avruj, va afirmar que «30.000 és una construcció simbòlica». L'informe va ser pres com a part d'una «una campanya de desprestigi» per part de govern a les organitzacions de drets humans.

## Autors, col·laboradors i involucrats

### Autors de crims de lesa humanitat
La violació de drets humans a l'Argentina entre 1976 i 1983 va ser part d'un pla de repressió sistemàtica decidit en els més alts nivells de la dictadura cívic-militar.
L'estructura per a l'execució directa de la repressió il·legal es va organitzar fonamentalment a través de «grups de tasques», «centres clandestins de detenció», equips d'interrogació i tortura, i equips d'extermini i desaparició de cadàvers. Aquests equips sovint estaven vinculats, i actuaven en l'àmbit de les zones i subzones militars i sota ordres dels seus respectius caps.
Els equips de repressió il·legal estaven integrats per personal de les tres forces armades, policia, prefectura, metges, sacerdots i en alguns casos personal paramilitar. A més, alts directius d'empreses privades i dependències públiques, així com directors i professors de col·legis i universitats, van col·laborar activament amb els mecanismes il·legals de repressió.
En algunes zones i subzones militars, paradigmàticament a Córdoba i Tucumán, els caps militars van donar l'ordre de que tot el personal militar es veiés compromès directament en la violació de drets humans.
A l'Argentina, com en altres casos de violacions massives de drets humans, es va produir un debat sobre l'abast i gravetat de la responsabilitat penal pels autors directes, en relació al lloc que cadascú ocupava en la cadena de comandament. En total, es calcula que 1180 policies, militars i civils van ser autors directes de crims de lesa humanitat.
Per circumstàncies diverses, la identitat d'alguns repressors ha pres un major estat públic.

#### Les Juntes Militars i els seus presidents
El Procés de Reorganització Nacional era conduït per la Junta Militar de Govern de la qual depenia un president. En els set anys que va durar es van succeir quatre juntes; només en l'última, el president no va pertànyer mai a la Junta.
| Any       | Junta Militar                           | Junta Militar          | Junta Militar            |                                     |
| --------- | --------------------------------------- | ---------------------- | ------------------------ | ----------------------------------- |
| 1976-1979 | Jorge Rafael Videla (president)         | Emilio Eduardo Massera | Orlando Ramón Agosti     |                                     |
| 1979-1981 | Roberto Eduardo Viola (president)       | Armando Lambruschini   | Omar D. Rubens Graffigna |                                     |
| 1981-1982 | Leopoldo Fortunato Galtieri (president) | Basilio Lami Dozo      | Jorge Isaac Anaya        |                                     |
| 1982-1983 | Cristino Nicolaides                     | Rubén Oscar Franco     | Augusto Jorge Hughes     | Reynaldo Benito Bignone (president) |

Un cop establerta la democràcia el president Raúl Alfonsín va ordenar el Judici a les tres primeres Juntes, que es va realitzar el 1985, en què van resultar condemnats Videla, Massera, Agosti, Viola i Lambruschini. Després es van veure beneficiats pels indults realitzats per Carlos Menem el 1990.
Amb posterioritat han estat novament enjudiciats per altres delictes, com els relacionats amb els robatoris de nadons, delicte no afectat pels indults. Alguns d'ells també han estat processats a Espanya per delictes de terrorisme i genocidi; el 2006 la seva extradició encara estava pendent.
Els membres de l'última junta i l'últim president han estat processats per la redacció de l'anomenat Document Final sobre la Lluita contra la Subversió i el Terrorisme de la destrucció de documents sobre desapareguts i la sanció d'una llei d'autoamnistia, pel fet que això ha encobert el segrest de nens.

#### Els caps de Zona, Subzona i Àrea
El país s'havia dividit en 5 zones militars, corresponents als cinc cossos en què es dividia l'Exèrcit. Al comandant de cada cos d'exèrcit li corresponia fer-se càrrec de la zona. Cada zona estava dividida al seu torn en subzones i àrees. Cadascun dels caps de zona, subzona i àrea tenia comandament directe per a la repressió il·legal en la seva jurisdicció (per exemple, la Ciutat de Buenos Aires era una subzona, situada dins de la zona 1; al seu torn, la subzona Ciutat de Buenos Aires estava dividida en 6 àrees).
Els caps de zona i subzona actuaven amb total autonomia. La seva capacitat per prendre decisions que impliquessin violacions de drets humans era absoluta. El general Martín Balza els va definir com «senyors de la guerra... veritables senyors feudals...».
Van ser, en algun moment, caps de zona els següents generals:
| Zones militars | Generals Cap de zona | Població (1980) | Mapa de les zones |
| -------------- | --- | --------------- | ----------------- |
| Zona 1         | Rodolfo Eugenio Cánepa (ag. 1975), Guillermo Suárez Mason (gen. 1976), Leopoldo Fortunato Galtieri (gen. 1979), José Montes (gen. 1980), Antonio Domingo Bussi (des. 1980), Cristino Nicolaides (des. 1981) i Juan Carlos Trimarco (jul. 1982). | 11.502.200      |                   |
| Zona 2         | Ramón Genaro Díaz Bessone (set. 1975), Leopoldo Fortunato Galtieri (oct. 1976), Luciano Adolfo Jáuregui (febr. 1979) i Juan Carlos Trimarco (des. 1980).                                                                                        | 5.612.000       |                   |
| Zona 3         | Luciano Benjamín Menéndez (set. 1975), José Antonio Vaquero (set. 1979), Antonio Domingo Bussi (febr. 1980), Cristino Nicolaides (des. 1980) i Eugenio Guañabens Perelló (des. 1981).                                                           | 7.263.000       |                   |
| Zona 4         | Santiago Omar Riveros (set. 1975), José Montes (febr. 1979), Cristino Nicolaides (des. 1979) i Reynaldo Bignone (des. 1980). | 2.010.500       |                   |
| Zona 5         | Osvaldo René Azpitarte (gen. 1976), José Antonio Vaquero (des. 1977), Abel Teodoro Catuzzi (oct. 1979), José Rogelio Villarreal (febr. 1980) i Osvaldo Jorge García (des. 1981).                                                                | 1.598.000       |                   |

El general Balza ha declarat que aquests militars «són dels pocs que poden saber-ho tot».

#### Represors coneguts

##### Alfredo Astiz
Alfredo Astiz és el cas més emblemàtic de la repressió il·legal. Era capità de l'Armada Argentina i va pertànyer al Grup de Tasques de l'Escola de Mecànica de l'Armada. Es va infiltrar entre les Mares de Plaça de Mayo simulant ser familiar de desapareguts. Va actuar com segrestador de Mares de Plaça de Mayo, de les monges franceses Léonie Duquet i Alice Domon, de l'adolescent argentí-sueca Dagmar Hagelin, entre altres casos de transcendència mundial. Es va veure beneficiat per les lleis de Punt Final i Obediència Deguda. Després de ser anul·lades el 2003, va ser processat i detingut el 2006. A França va ser condemnat en absència a presó perpètua. El gener de 1998, la periodista Gabriela Cerruti li va realitzar una històrica entrevista publicada per la revista Tres Puntos, on reconeix els segrestos, els centres clandestins de detenció, les execucions il·legals, la infiltració entre les Mares de Plaça de Mayo, i va declarar que no sentia penediment i va amenaçar amb una resposta violenta militar si continuaven les investigacions:
| «               | Igual, et dic, que no ens segueixin acorralant, perquè no sé com respondre'm. Estan jugant amb foc. És com si Cassius Clay entra a casa teva i et pega, un dia, dos, tres, i finalment et canses, i encara que siguis més petita li parteixes una cadira al cap. Igual, no som tan petits. Les forces armades tenen cinc-cents mil homes tècnicament preparats per matar. Jo sóc el millor de tots. | » |
| — Alfredo Astiz | |   |

##### Miguel Etchecolatz
Miguel Etchecolatz és un expolicia que va ser la mà dreta de l'exgeneral de brigada Ramón Camps, cap de policia de la província de Buenos Aires. Va ser el responsable directe de l'operatiu de la Nit dels Llapis. Inicialment va ser condemnat a 23 anys de presó com a responsable d'haver executat 91 tortures, però la Cort Suprema va anul·lar la sentència per aplicació de la Llei d'Obediència Deguda. Va ser condemnat i va complir una condemna de set anys per la supressió d'identitat d'un fill de desapareguts. En 2006 va ser enjudiciat novament i condemnat a reclusió perpètua.

##### Jorge Eduardo Acosta
Jorge Eduardo Acosta, conegut com «el Tigre», era un capità de corbeta cap del grup de tasques 3.3.2. que funcionava a l'Escola Superior de Mecànica de l'Armada (ESMA) i d'aquest centre clandestí de detenció. Era qui prenia les decisions sobre tortura i mort en l'ESMA. En particular va ser qui va prendre la decisió de «llançar al riu» al grup de monges franceses Leónie Duquet i Alice Domon i les mares de Plaça de Mayo Azucena Villaflor, Esther Ballestrino i María Ponce, així com la mort de Dagmar Hagelin. Està processat per delictes contra la humanitat a Itàlia i Espanya. Amb l'anul·lació de la Llei d'Obediència Deguda es van reobrir les causes en què està involucrat.

##### Julio Simón
Julio Simón, conegut com «el Turco Julián», va ser un integrant de la Policia Federal Argentina que actuava com a torturador en el CCD El Olimpo. A El Olimpo portava una creu esvàstica com clauer. Està condemnat pel segrest de nens i tortures.

##### Ramón Camps
El general de brigada Ramón Camps va estar a càrrec de la Policia de la província de Buenos Aires. Va tenir sota la seva direcció diversos dels centres clandestins de detenció (CCD) ubicats a la província. Entre els casos en què va intervenir es troben el Cas Timerman i la Nit dels llapis. Es va caracteritzar pel seu antisemitisme acèrrim. Va ser condemnat a la pena de 25 anys de presó fins que va ser indultat el 1990. Va morir el 1994.

##### Raúl Guglielminetti
Raúl Guglielminetti, conegut com «Mayor Guastavino», va ser un agent d'intel·ligència pertanyent al Batalló d'Intel·ligència 601 que ha estat relacionat amb múltiples activitats criminals clandestines. A partir de 1978 va dirigir el Grup de Tasques Exterior (GTE) que va organitzar la col·laboració del règim militar argentí amb la guerra bruta a Centreamèrica, coneguda com Operació Charlie. Va ser integrant de l'anomenada «Banda d'Aníbal Gordon», va ser relacionat amb el segrest de l'empresari Osvaldo Sivak el 1985, i ha estat vinculat a el tràfic d'armes i de drogues.

##### Ricardo Miguel Cavallo
Aquest repressor argentí, pròfug de la justícia, va arribar a Mèxic, ocupant el càrrec de director general de Registre Nacional de Vehicles. L'any 2000, va ser detingut a l'aeroport internacional de la ciutat de Cancún (Mèxic), i va romandre a la presó fins que va ser autoritzat el seu trasllat a Espanya. Actualment, es troba extradit, de retorn a Buenos Aires, on segueix el seu procés judicial.

#### Empreses i empresaris
També hi va haver algunes empreses còmplices de crims de lesa humanitat. Es parla de la participació d'alts directius de les següents empreses: Ford, Mercedes Benz, Acindar, Dálmine Siderca, Ingenio Ledesma, i ASTARSA.
Victòria Basualdo, de la Universitat de Colúmbia, va investigar la complicitat entre grans empreses i forces armades. Va trobar sis empreses a les que van ser segrestats i torturats desenes de representants sindicals, moltes vegades detinguts dins de les empreses i traslladats a centres clandestins de detenció (CCD) en vehicles proveïts per les empreses. En el cas de Dálmine Siderca, s'havia instal·lat un CCD a la vora de la fàbrica, a la qual es comunicava per una porta. En el cas d'Acindar, ja durant el govern peronista de María Estela Martínez de Perón el 1975, es va instal·lar dins mateix de l'empresa un centre de detenció i interrogatoris per part de la Policia Federal.
La jutgessa Alícia Vence va tenir al seu càrrec la investigació dels actes de terrorisme d'Estat comesos en instal·lacions i amb la participació d'autoritats de les empreses Ford i Mercedez Benz, aquesta última dirigida llavors per l'excorredor de curses de Fórmula 1 Juan Manuel Fangio, involucrat en els actes pels testimonis. El 2015 la investigació va ser elevada perquè es realitzés el judici oral contra els acusats. El 2017 va ser elevada a judici la Causa Ford per delictes de lesa humanitat a l'Argentina.

##### José Alfredo Martínez de Hoz
José Alfredo Martínez de Hoz, president de l'empresa metal·lúrgica Acindar, que va ser ministre d'Economia entre 1976 i 1980, va ser enjudiciat penalment en el cas de el segrest dels empresaris Federico i Miguel Gutheim, propietaris de la cotonera SADECO. Martínez de Hoz havia viatjat a les Filipines, on un grup xinès li hauria sol·licitat intervenir perquè els empresaris argentins complissin un contracte comercial de dos milions i mig de dòlars. Els Gutheim (pare i fill) van ser segrestats poc després que Martínez de Hoz tornés de les Filipines, i durant el seu segrest van ser portats en dues oportunitats a negociar amb els creditors xinesos, i en una oportunitat a reunir-se amb el ministre. El 1990 Martínez de Hoz va ser indultat pel president Carlos Menem. El 4 de setembre de 2006, un jutge va declarar la nul·litat de l'indult i va reobrir el cas, que finalment va ser tancat al morir l'acusat.

#### Els religiosos de l'Església catòlica
Es troba provada la participació directa de religiosos catòlics en la comissió de crims de lesa humanitat. La periodista Miriam Lewin va testimoniar que mentre era traslladada encadenada i encaputxada cap a l'ESMA, on es trobava detinguda-desapareguda, va poder veure fugaçment per sota la bena una persona amb roba de bisbe o arquebisbe.
Un dels camps de concentració de la Marina era una Casa d'Exercici Espirituals de l'Església catòlica al delta del Paraná. L'Església ha sostingut que no coneixia el que allí succeïa perquè li havien venut l'immoble a la Marina.
En el llibre El Vol, s'inclou el següent diàleg en el qual el repressor Adolfo Scilingo relata com va ser aconsellat pel capellà de l'ESMA per procedir a eliminar els detinguts-desapareguts mitjançant els «vols de la mort»:
| « | — A l'endemà no em sentia molt bé i vaig estar parlant amb el capellà de l'Escola, que li va trobar una explicació cristiana al tema. No sé si em va reconfortar, però almenys em va fer sentir millor. — Quina va ser l'explicació cristiana? — No em recordo bé, però em parlava que era una mort cristiana, perquè no patien, perquè no era traumàtica, que calia eliminar-los, que la guerra era la guerra, que fins i tot en la Bíblia està prevista l'eliminació de la mala herba del camp de blat. Em va donar cert suport. | » |

Christian Von Wernich és un cas paradigmàtic. Era un sacerdot catòlic, que es va exercir com a capellà de la Policia de la província de Buenos Aires i solia visitar els centres clandestins de detenció, i va ser condemnat a cadena perpètua el 2007 per segrestos, tortures i homicidis, que es van considerar delictes de lesa humanitat.

#### Els funcionaris estatunidencs
Documents secrets desclassificats del govern dels Estats Units han revelat que Henry Kissinger sabia dels crims de lesa humanitat que es cometien a l'Argentina, que va emparar deliberadament a la dictadura militar per evitar que la pressió internacional pogués evitar les violacions de drets humans, i que li va recomanar a el govern argentí assassinar als opositors abans que assumís el president James Carter.

### Col·laboradors
En aquesta situació es troben diverses persones i organitzacions que van col·laborar activament amb el govern militar, però sense cometre ells mateixos crims de lesa humanitat.

#### Les empreses i els empresaris
La participació del sector empresarial en el Procés de Reorganització Nacional va ser àmplia i protagonista fins al punt de coorganitzar el cop d'Estat i el govern. En alguns casos van participar directament en la violació de drets. En altres casos molts empresaris simplement van aprofitar l'absència d'estat de dret per desconèixer els drets laborals. Molts empresaris i empreses van col·laborar més activament amb la dictadura, justificant i donant suport tècnic al govern, i fent cas omís de les violacions de drets humans, tot i conèixer la seva existència.
En primer lloc, la col·laboració empresarial amb el cop d'Estat es va organitzar a través de l'Assemblea Permanent d'Entitats Gremials Empresàries (APEGE). L'APEGE va ser fundada l'agost de 1975, pocs mesos abans del cop, per les principals associacions empresarials, amb un fi clarament desestabilitzador del govern democràtic i de la creació d'una instància única de diàleg amb les Forces Armades. El 16 de febrer de 1976 va organitzar una vaga empresarial que és considerada com l'inici del compte enrere del cop.
L'APEGE estava integrada pel Consell Empresari Argentí (CEA), la Societat Rural Argentina (SRA), la Cambra Argentina de Comerç (CAC), l'Associació de Bancs Argentins (ADEBA), i la majoria de les càmeres patronals sectorials.
Les organitzacions empresarials van recolzar obertament i explícitament al govern militar. José Alfredo Martínez de Hoz, president de el Consell Empresari Argentí (CEA), va ser ministre d'Economia. El govern militar li va lliurar la Secretaria de Ramaderia a la Societat Rural Argentina, representada per Jorge Zorreguieta (el pare de Màxima Zorreguieta) actiu lobbista de la SRA i activista de la APEGE.

El president de la Societat Rural Argentina, Celedonio Pereda, va dir el 31 de juliol de 1977:
| « | El procés de moralització iniciat el març de 1976 es nota en tots els nivells del cos social. És indubtable que quan les autoritats donen l'exemple amb la seva actitud d'austeritat, equanimitat i sobri ús del poder promouen l'emulació i el respecte de tots. | » |

El govern militar va lliurar el Banc Central a l'Associació de Bancs Privats de Capital Argentí (ADEBA). El president de l'ADEBA, Narciso Ocampo, va dir davant l'Assemblea de Governadors del Banc Interamericà de Desenvolupament de 1976:
| « | La intervenció de les Forces Armades el 24 de març de 1976 posa fi a un període històric argentí. S'obre així una etapa de promisòries perspectives ja que, qualsevol sigui la seva evolució i resultats finals, el sol fet que s'apunti a l'ordenament social i econòmic i es restitueixi el principi d'autoritat, constitueix un gir indiscutiblement positiu. | » |

L'ampli suport que el sector empresarial va brindar al cop d'Estat es va veure clarament en la reacció del mercat financer. La Borsa va reobrir les seves activitats el 5 d'abril de 1976 amb un augment de les accions del 250% en una sola jornada.
Més recentment, el 21 d'agost de 2005, el president de la Societat Rural Argentina, Luciano Miguens, en un acte públic va expressar la seva solidaritat amb Juan Carlos Demarchi, un dirigent ruralista que va ser Cap d'Intel·ligència de l'Àrea Militar 2.3.1, que va ser processat i detingut per delictes de lesa humanitat durant la dictadura. Els socis de l'entitat empresarial li van brindar el seu suport amb un aplaudiment tancat.

#### Els funcionaris civils
Entre els col·laboradors civils es troben els funcionaris civils de govern militar que no van cometre ells mateixos crims de lesa humanitat. Alguns d'aquests funcionaris han estat molt coneguts com Domingo Cavallo, Roberto Alemann, Oscar Camilión, Alberto Natale, Américo Ghioldi, entre d'altres.
Un cas paradigmàtic de «condemna social» és el de Jorge Zorreguieta (pare de la princesa Màxima dels Països Baixos, i lobbista empresarial de la Societat Rural Argentina qui va arribar a ser Secretari d'Agricultura durant la dictadura), a qui el govern holandès li va imposar restriccions per estar present en actes públics causa de la seva condició d'exfuncionari del règim militar.
S'ha discutit fins a quin punt els funcionaris de menor jerarquia poden ser considerats col·laboradors. Entre les persones qüestionades es troben la dirigent de l'ARI Elisa Carrió (qui a exercir com a assessora de la fiscalia d'Estat i secretària de la Procuració de Superior Tribunal a la província de El Chaco), el jutge Eugenio Zaffaroni (qui va continuar exercint com jutge durant el govern militar), i el dirigent del PJ Juan José Álvarez (qui es va exercir en la Secretaria d'Intel·ligència de l'Estat (SIDE) entre 1981 i 1984).

#### Els mitjans de comunicació i intel·lectuals

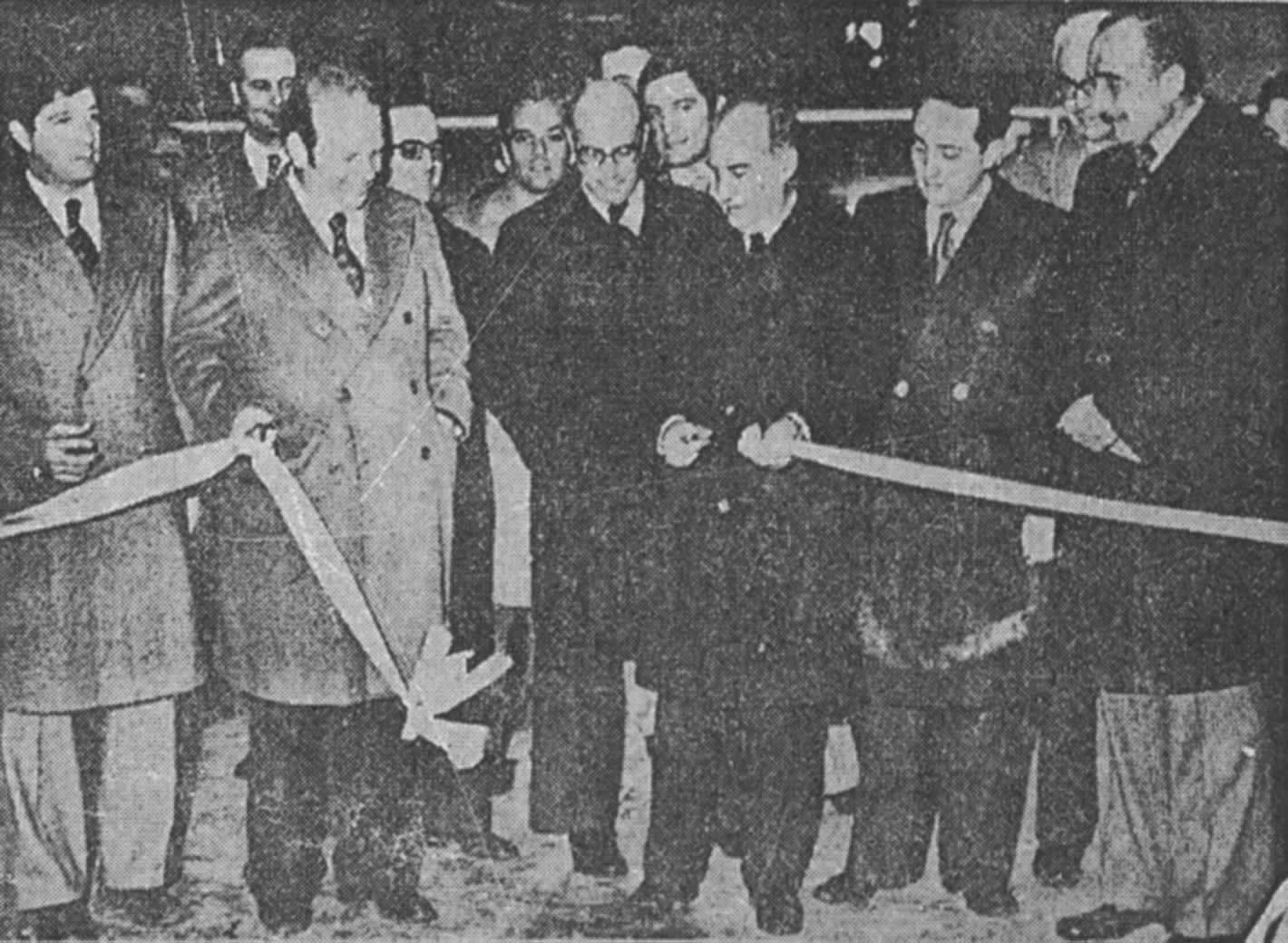
Bartolomé Mitre IV (director del diari La Nación) i Héctor Magnetto (director del diari Clarín), inaugurant el 1978 la planta de Papel Prensa, que tenien en copropietat amb l'Estat, empresa monopolista de paper per a diaris

En termes generals es pot dir que, en major o menor mesura, els mitjans gràfics van patir la censura, l'autocensura i van col·laborar amb el règim militar, encobrint els crims i justificant els seus procediments, com els casos dels grans diaris Clarín (sota la direcciòn d'Ernestina Herrera de Noble, la suprevisión de Rogelio Julio Frigerio i la gerència general d'Héctor Magnetto) i La Nación (dirigit per Bartolomé Mitre IV), la revista Gente (dirigida per Samuel Chiche Gelblung), i els diaris La Opinión, La Voz del Interior i El Día. D'altres, com el diari La Tarde, creat el 16 de març de 1976 per Jacobo Timerman i dirigit pel seu fill Héctor Marcos Timerman, van atiar el cop. El diari La Nueva Provincia de Badia Blanca, dirigit per Diana Julio de Massot, on van ser assassinats els delegats sindicals Enrique Heinrich i Miguel Ángel Loiola, va ser denunciat per la participació de les seves autoritats en els crims.
Els diaris La Nación i Clarín, van inaugurar junt amb la dictadura, la planta monopòlica Papel Prensa, incrementant la seva participació accionaria a costa del Grup Graiver, els membres del qual havien estat detinguts-desapareguts pel mateix govern militar. Tots dos diaris van acordar també amb la dictadura no permetre que altres diaris formessin part de l'empresa.
També van col·laborar presentadors i periodistes de televisió i de ràdio com Mirtha Legrand, José María Muñoz, Bernardo Neustadt, Mariano Grondona, i Samuel «Chiche» Gelblung.

El setembre del 1976, l'escriptor Jorge Luis Borges va viatjar a Espanya, on va declarar a la premsa internacional:
| «                                     | Jo no critico a Xile. Estic d'acord amb el Govern militar de Xile i també amb el de l'Argentina. No parlo dels altres països, parlo del meu país, on estàvem en un estat anàrquic. Jo no estic d'acord amb tota la seva política, però cal reconèixer que el règim militar ens ha salvat de la ignomínia. Estem sortint del caos, tot i els molts crims que es cometen, i per descomptat tot argentí ha de aplaudir el Govern. | » |
| — Jorge Luis Borges, setembre de 1976 | |   |

Entre les poques excepcions es destaquen la valenta posició de dos diaris, el conservador La Prensa i el liberal Buenos Aires Herald, que van denunciar des de les seves pàgines la situació de violació massiva dels drets humans (l'últim per mitjà del seu editor, el periodista britànic Robert Cox).

#### Els partits polítics
En els partits polítics van existir dirigents que van col·laborar obertament amb el govern militar, i en molts casos van ser funcionaris. A la Unió Cívica Radical, Ricardo Balbín va realitzar declaracions donant suport al dictador Videla i manifestant el 13 d'abril de 1980: «crec que no hi ha desapareguts, crec que estan morts, encara que no he vist el certificat de defunció de cap». En el Partit Socialista Democràtic, el seu secretari general Américo Ghioldi va ser ambaixador a Portugal. El Partit Comunista Argentí va tenir una posició de suport als governs de Videla i Viola, a qui van proposar un govern de convergència cívic-militar. El dirigent peronista Santiago de Estrada va ser subsecretari de Seguretat Social. Alberto Natale, diputat nacional del Partit Demòcrata Progressista, va ser intendent de Rosario entre 1981 i 1983, mentre que Rafael Martínez Raymonda, president del PDP va exercir com a ambaixador a Itàlia. Per la seva banda, la Força Federalista Popular (FUFEPO) va intentar presentar-se com a partit del Procés de Reorganització Nacional, fet que va resultar en la designació d'Horacio Guzmán com a governador de Jujuy.
El 1r de desembre de 1978, un grup d'exlegisladors va realitzar un sopar d'homenatge al general Videla. Mentre que el peronisme, amb la signatura del seu president Deolindo F. Bittel va rebutjar l'esdeveniment, la direcció del radicalisme va assistir en ple: Ricardo Balbín, Juan Carlos Pugliese, Rodolfo García Leyenda, Rubén Rabanal, Antonio Tróccoli, Francisco Rabanal, Carlos Raúl Contín, Juan Trilla, Cándido Tello Rojas i Aldo Tessio. A la reunió també va assistir oficialment el Partit Comunista, representat per Fernando Nadra (membre de el Comitè Central), i Juan Carlos Comínguez (exdiputat nacional), i alguns peronistes com Luis Rubeo en contra de la resolució del seu partit. En canvi no van concórrer Luis León, Fernando de la Rúa, Carlos Perette i Raúl Alfonsín.

Molts dirigents de partits polítics van acceptar ser intendents del govern militar. La quantitat d'intendents militars que pertanyien a partits polítics van ser:
- Unión Cívica Radical: 310
- Partido Justicialista: 169
- Partido Demócrata Progresista: 109
- Movimiento de Integración y Desarrollo: 94
- Fuerza Federalista Popular: 78
- Sapagismo: 23
- Partido Demócrata Cristiano: 16
- Partido Intransigente: 4
- Partido Socialista Democrático: 1

#### L'Església catòlica
L'Església catòlica argentina va brindar un important suport al govern militar i a la preparació del cop d'estat. En alguns casos, els religiosos van participar directament en els crims de lesa humanitat. El 2002, l'Església catòlica va demanar perdó pels pecats comesos durant la dictadura militar de 1976-1983. No obstant això, fins al 2006, l'Església catòlica argentina s'ha negat a obrir els seus arxius, entre els quals es troben els informes dels capellans militars que podrien brindar informació sobre les persones desaparegudes.
L'Església va tenir una important actuació durant la repressió, però també va tenir les seves víctimes, fet negat per les autoritats eclesiàstiques. Les forces armades van posar la seva mira en els sectors progressistes de l'Església catòlica, considerant-los subversius.
Segons Emilio Mignone, entre 1974 i 1983, van ser assassinats o van desaparèixer definitivament 19 sacerdots catòlics, un bisbe catòlic va ser assassinat, i dos bisbes van morir en accidents dubtosos. A més, almenys 62 sacerdots van ser detinguts, torturats, alliberats i expulsats de país. Nombrosos clergues tercermundistes van ser perseguits, detinguts i tants altres exiliats sense haver estat capturats. Nombrosos civils que treballaven amb aquests sacerdots van ser detinguts-desapareguts. En una reunió amb la Junta Militar, al maig de 1976, monsenyor Tortolo va sol·licitar que es avisés el bisbe quan s'anava a detenir un sacerdot.

### Les organitzacions guerrilleres
A mitjan de 1975, l'enfrontament d'Isabel Perón amb els militars havia accelerat «els rumors de cop militar», i el clima regnant a finals de 1975 feia imminent el desplaçament d'Isabel Perón, estant els rumors de cop militar a l'ordre del dia. Anys després diria Ítalo Luder: «en aquesta alçada dels esdeveniments jo estava convençut que la decisió de les Forces Armades de prendre el govern era irreversible».
El psicoanalista Hugo Vezzetti sosté que «en vigílies del cop, quan les accions de la guerrilla urbana es van dirigir obertament contra les Forces Armades i de seguretat era clar que no era el dany militar el que buscaven sinó una reacció que, il·lusòriament, s'hauria d'aprofundir la escalada cap a una futura confrontació major. La línia seguida suposava, breument, que el col·lapse de el sistema institucional portaria a una dictadura més brutal que l'anterior, que seria incapaç de contenir una oposició creixent i davant de la qual les organitzacions guerrilleres sorgirien en una posició de lideratge». Per la seva banda, Pilar Calveiro, politòloga i exdetinguda-desapareguda que manté una posició crítica cap a la pràctica de les organitzacions armades a l'Argentina, afirma que «la tàctica del terrorisme indiscriminat va acabar complint un paper no menor en la modalitat i extensió dels procediments repressius de la dictadura».
Referint-se a les conseqüències del que s'anomena «suposició el triomf inexorable» de les organitzacions guerrilleres, Pilar Calveiro va opinar que «sota aquesta idea, l'organització Montoneros, igual que l'ERP, va considerar que el cop de 1976 era beneficiòs per als seus objectius ja que aguditzaria les contradiccions i s'aclariria un enfrontament que resultava difús, donades les pràctiques de repressió il·legal provinents d'un govern elegit democràticament; s'esperava que tot això permetés accelerar el moment del triomf».
Firmenich va dir sobre el cop: «no vam fer res per impedir-ho perquè, en definitiva, també el cop formava part de la lluita interna en el moviment Peronista».

### La comunitat internacional
La comunitat internacional com tal va ser incapaç d'aturar o condemnar la violació massiva de drets humans a l'Argentina, Bolívia, Uruguai i Xile. Aquesta incapacitat es va deure en gran manera al bloqueig sistemàtic de tot intent de sancionar l'Argentina que van realitzar tant Estats Units com la Unió Soviètica.
En el cas dels Estats Units, la seva participació en el cop d'estat i l'encobriment dels crims de lesa humanitat va ser una política conscient proposta per Henry Kissinger. Els documents secrets desclassificats del govern estatunidenc no deixen lloc a dubtes sobre la complicitat directa dels Estats Units i Kissinger personalment en la violació massiva de drets humans.

En el Memoràndum de Conversa del Departament d'Estat dels Estats Units del 7 d'octubre de 1976 es va registra una conversa entre Henry Kissinger i el canceller argentí contraalmirall Cèsar August Guzzetti, a on Kissinger pronuncia la següent frase:
| « | Miri, la nostra actitud bàsica és que volem que tinguin èxit. Jo tinc una visió passada de moda que els amics han de ser recolzats. El que no s'entén en els Estats Units és que vostès tenen una guerra civil. Llegim sobre problemes de drets humans però no veiem el context. Quant abans triomfin millor. El problema de drets humans està creixent. El vostre ambaixador pot informar-ho. Volem una situació estable. No volem causar dificultats innecessàries. Si poden acabar abans que el Congrés torni, millor. Qualsevol llibertat que vostès poguessin restaurar ajudaria. | » |

L'actitud dels Estats Units va canviar completament quan el demòcrata James Carter va ser triat president especialment a través de l'acció de Patricia Derian, Subsecretaria de Drets Humans, condecorada el 2006 pel govern argentí en reconeixement del seu acompliment durant la dictadura. Durant la seva gestió (1977-1981) es va desenvolupar una intensa pressió política que es va concretar en la visita de la Comissió Interamericana de Drets Humans de l'OEA a l'Argentina el 1979, de gran importància per limitar les violacions de drets humans. Per contra, Kissinger, desallotjat ja del govern, va viatjar a l'Argentina el 1978 per elogiar els militars pels seus «esforços» en el que ell anomenava «combatre el terrorisme».
Amb l'elecció del republicà Ronald Reagan, els Estats Units va establir una política de renovat suport a la dictadura militar organitzant en forma conjunta la guerra bruta a Amèrica Central (Operació Charly), fins a la Guerra de les Malvines.
Per la seva banda, la Unió Soviètica va establir una estreta relació comercial amb la dictadura militar durant els governs de Videla i Viola. Arran d'això, el Partit Comunista Argentí va defensar el caràcter progressista d'aquests militars i la URSS va bloquejar les sancions que se sol·licitaven contra l'Argentina en els fòrums internacionals.

Isidoro Gilber, en el seu llibre L'Or de Moscou: història secreta de la diplomàcia, el comerç i la intel·ligència soviètica en l'Argentina escriu:
| « | La diplomàcia soviètica va passar de la passivitat a la política activa per evitar que l'Argentina fos condemnada a Ginebra. | » |

Cuba també va mantenir una posició tolerant enfront de la violació de drets humans a l'Argentina actuant com a interlocutor de govern militar, tant davant dels països del bloc soviètic com del Moviment dels països no alineats.

El bloc soviètic, i especialment Cuba i el Moviment dels països no alineats, van tenir un paper clau per frenar tota resolució de condemna a la dictadura Argentina en la Comissió de Drets Humans de les Nacions Unides, i en especial en la sessió de febrer de 1979. Un informe del govern militar argentí realitza la següent conclusió sobre el Moviment dels països no alineats:
| «                        | L'evolució de la participació argentina en el Moviment demostra que ha estat com a conseqüència d'una activitat diplomàtica positiva i fèrtil que la República va poder assolir els suports necessaris per a un tractament decorós del cas argentí en la Comissió de Drets Humans, com a conseqüència de la decidida actuació en el seu favor dels membres No Alineats de la Comissió. Això es va posar de manifest en el 35è període de sessions (febrer de 1979) poc temps després de la concurrència del Ministre de Relacions Exteriors, Vicealmirall Oscar Antonio Montes, a la Conferència de Cancellers realitzada a Belgrad el juliol de 1978. | » |
| — Ministerio, 1982, p. 3 | |   |

En diversos països d'Europa, principalment França, es van recolzar activitats de denúncia de les violacions de drets humans a l'Argentina. El 1978, el futbolista neerlandès Johan Cruyff va prendre la decisió de no participar en la Copa del Món realitzada en l'Argentina com una forma de protesta.
El 1980, l'Acadèmia Sueca va concedir el Premi Nobel de la Pau a Adolfo Pérez Esquivel, un lluitador pels drets humans, que va constituir una important mesura per posar en evidència la situació. El 1981 el grup musical Queen va realitzar quatre recitals a Buenos Aires, Mar del Plata i Rosario, en els quals van criticar obertament a la dictadura militar i van pronosticar la seva caiguda, fet que va tenir gran impacte en la joventut.
Diversos països van tenir una actitud de recepció i protecció dels exiliats argentins. Entre elles es van destacar Mèxic, Costa Rica, Veneçuela, Espanya, França, i Suècia.

## Resistència i oposició
Malgrat les condicions extremes de repressió diversos grups polítics, sindicals, de drets humans, van mantenir una activitat de resistència i oposició a la dictadura militar dins de país.
En primer lloc es van destacar els organismes de drets humans, com les Mares de la Plaça de Mayo Línia Fundadora, l'Associació Mares de la Plaça de Mayo, les Àvies de la Plaça de Mayo, l'Assemblea Permanent pels Drets Humans (APDH), els Familiars de Desapareguts i Detinguts per Raons Polítiques, el Servei de Pau i Justícia (SERPAJ), el Centre d'Estudis Legals i Socials (CELS) i el Moviment Jueu pels Drets Humans, entre d'altres.

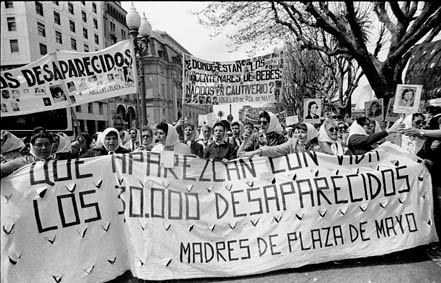
Mares de la Plaça de Mayo en la segona Marxa de la Resistència, 1982
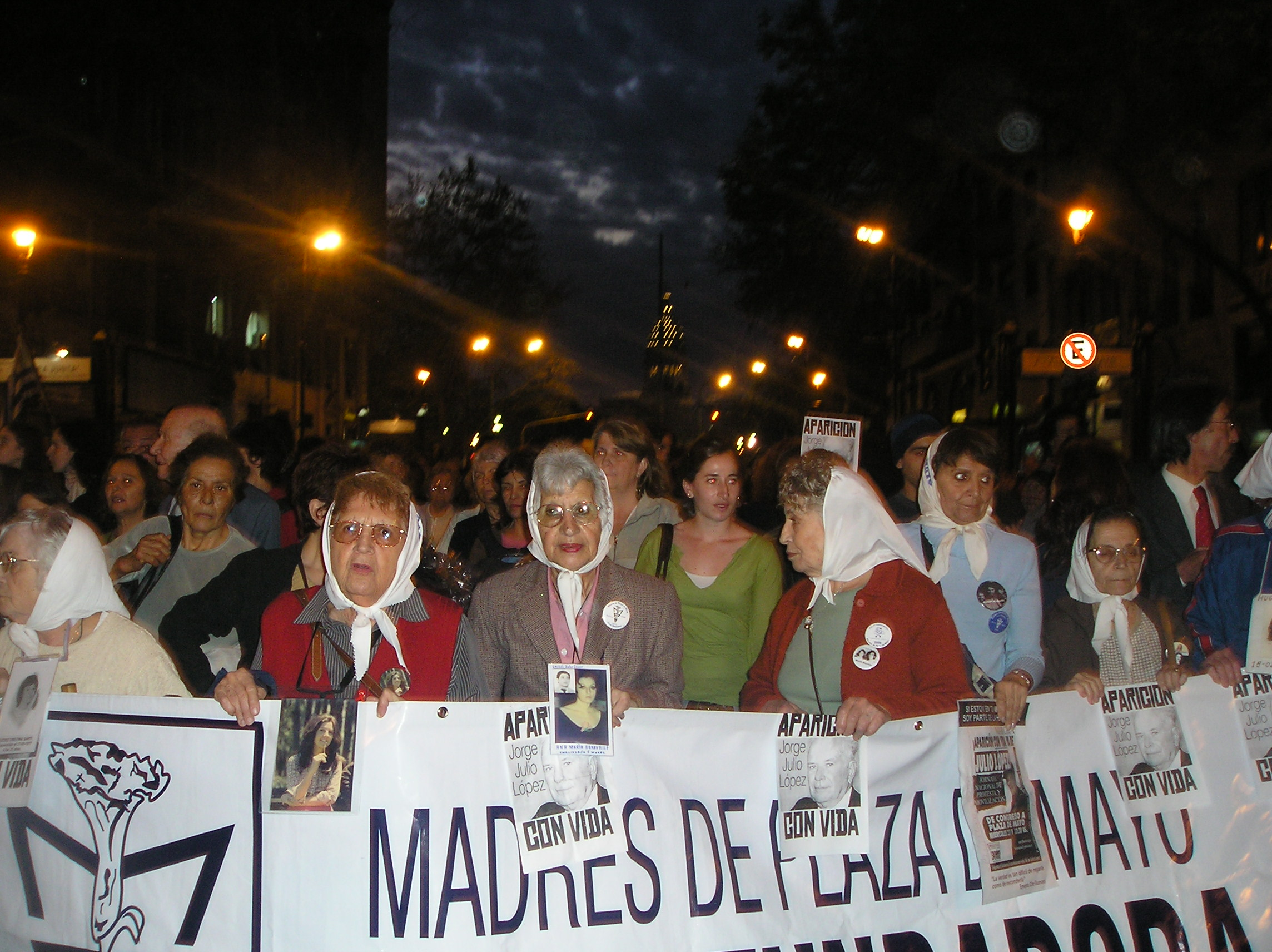
Mares de la Plaça de Mayo Línia Fundadora en una marxa pels Drets Humans, 2006

Diversos sindicats de la Confederació General de Treball (CGT) van mantenir també un Moviment obrer argentí, declarant desenes de vagues. El 1979, la Comissió dels 25 va declarar la primera vaga general, i al setembre de 1981 la CGT va convocar la primera manifestació oberta contra la dictadura militar. Encara abans, amb les vagues prohibides, es van buscar diferents formes de lluita com el «treball a tristesa» que van desenvolupar militants gremials a Federació Argentina de Treballadors de Llum i Força, ferroviaris i automotrius, que van motivar una onada de segrestos, entre ells Víctor Vázquez del segon, i Mario Marrero, jove comunista obrer de General Motors.
Entre els partits polítics, van mantenir una activa oposició diversos grups de Partit Justicialista (PJ), Franja Morada i el Moviment de Renovació i Canvi pertanyents a la Unió Cívica Radical (UCR), el Partit Socialista Popular (PSP), el Moviment al Socialisme (MAS), el Partit Intransigent (PI), el Partit Comunista Revolucionari (PCR), entre d'altres. El 1980 les joventuts d'aquests partits van reorganitzar les Joventuts Polítiques com a instància d'acció conjunta, participant de les mateixes les joventuts radical, peronista, socialista, comunista i intransigent. El 1981, cinc partits (Justicialista, Radical, Intransigent, MID i demòcrata-cristià) amb el suport del Partit Socialista Popular, van organitzar la Multipartidaria per pressionar el govern militar a retirar-se i establir un règim democràtic.
El moviment estudiantil també va mantenir una precària organització clandestina fonamentalment a través de la Federació Universitària Argentina (FUA). Una investigació més seriosa del període permet situar en els primers anys del cop esforços importants per part dels estudiants de secundària, principalment les prohibides i perseguides revistes estudiantils, que van arribar a més d'un centenar a tot el país, i van ser base de la reorganització dels prohibits centres estudiantils. En el cas universitari, el motiu mobilitzador va ser la lluita contra el aranzelament que va impulsar el ministre Moyano Llerena, arribant-se el 1980 a ajuntar 20.000 signatures en peticions. En ambdós casos, estudiants de secundària i universitaris, la coordinació entre les joventuts polítiques va ser decisiva, i encara més quan es va prendre la decisió de tornar a guanyar els carrers, amb mobilitzacions de les agrupacions a Rosario i Buenos Aires que van ser violentament reprimides.
A l'Església catòlica argentina, tot i la passivitat general de les seves autoritats, van existir diversos grups i persones que van adoptar una activa posició de defensa dels drets humans. Entre ells poden destarcarse les monges franceses Léonie Duquet i Alice Domon, els pares palotins de Belgrano, el bisbe de La Rioja Monsenyor Enrique Angelelli, entre molts altres.
A l'exterior es van organitzar grups d'exiliats entre els quals es van destacar la Casa Argentina a Mèxic i Madrid, així com els grups organitzats a París.
Les organitzacions guerrilleres Montoneros i ERP van anar perdent presència fins a quedar-se summament afeblides. El 30 de març de 1982 les forces opositores, amb el lideratge de la CGT i la Multipartidaria, van organitzar una gran manifestació popular contra la dictadura que va produir la primera gran fissura del règim.

## Accions guerrilleres posteriors al 24 de març de 1976
Si bé es discuteix la capacitat operativa de les organitzacions guerrilleres amb posterioritat a 1975, les mateixes van realitzar algunes accions fins a 1979. Després del cop d'estat, Montoneros va realitzar una sèrie d'atacs amb bombes, en una de les quals va resultar mort el general Cesáreo Cardozo, al comandament de la Policia Federal.
El 2 de juny de 1976, una bomba va explotar al menjador de la Policia Federal; hi va haver entre vint i trenta morts i gairebé seixanta ferits. El 12 de setembre va explotar, per control remot, un automòbil quan passava un col·lectiu de policia; van morir nou policies i dos civils. El 9 de novembre, una bomba posada per Montoneros va explotar en la Caserna General de la Policia de la província de Buenos Aires, causant un mort i onze policies ferits.
El 18 de febrer de 1977, l'ERP va executar un atemptat fallit contra l'avió presidencial del cap de la Junta Militar, Jorge Rafael Videla, que va rebre el nom d'Operació Gavina. El 5 d'abril, un grup guerriller va fer esclatar una bomba a la seu del Comando de la Força Aèria, danyant estructuralment l'Edifici Còndor de Buenos Aires, on estava ubicat. El 7 de maig, Montoneros va realitzar un atemptat contra el vicealmirall Cèsar Augusto Guzzetti, Ministre de Relacions Exteriors, en el qual va rebre greus ferides que li van causar la mort pocs anys després. En 1977 van morir 36 policies a Buenos Aires en atemptats o enfrontaments amb grups guerrillers.
El 1r d'agost de 1978, Montoneros va executar un atemptat amb bomba contra el llavors vicealmirall Armando Lambruschini al Barrio Norte de Buenos Aires, que va causar 3 morts i 10 ferits.
A principis de 1979, la direcció de Montoneros a l'exili, liderada per Roberto Perdía, va decidir llançar una «contraofensiva per retornar a país». La decisió ha estat objecte de fortes controvèrsies. Cristina Zucker, la germana de Roberto «El Pato Zucker» qui va ser detingut-desaparegut a l'intentar entrar a el país durant la contraofensiva, va escriure el llibre El tren de la victòria dedicat a aquest fet històric. La «contraofensiva» es va desenvolupar en dues etapes, realitzades en 1979 i 1980, respectivament. En el marc d'aquesta decisió, Montoneros va realitzar alguns atemptats contra funcionaris civils del govern militar pertanyents a l'equip econòmic o empresaris vinculats:
- el 27 de setembre, Walter Klein, secretari de Coordinació Econòmica de la dictadura, va patir d'un atemptat sense ferits a l'ésser dinamitat el seu domicili;[192][193]
- el 13 de novembre, va ser atacat l'empresari Francisco Soldati, qui va morir en l'atemptat igual que el xofer que portava com a escorta, el caporal primer Ricardo Durán;[194]
- el 7 de novembre, el secretari d'Hisenda Juan Alemann, va ser metrallat sortint il·lès.[195][196]

Al mes d'octubre de 1979, el Batalló d'Intel·ligència 601 informava que Montoneros es trobava en una situació de crisi interna a causa de la «maniobra de la contraofensiva» realitzada al país el mateix any.

## Conseqüències del terrorisme d'Estat
Després de la derrota a la Guerra de les Malvines, el govern militar es va veure afeblit fins al punt d'haver de convocar eleccions democràtiques sense cap condicionament per al 30 d'octubre de 1983. Pocs mesos abans el govern militar va dictar la Llei 22.924 coneguda com la Llei d'autoamnistia. Aquesta llei va ser un acte desesperat del govern militar en retirada i va ser reiteradament declarada inconstitucional fins i tot durant els mesos finals del Procés de Reorganització Nacional. El 15 de desembre de 1983, cinc dies després d'assumir, el president Raúl Alfonsín va enviar al Congrés un projecte de llei declarant nul·la la Llei d'autoamnistia, i una setmana després el projecte va ser sancionat com la Llei 23.040, la primera llei de la nova etapa democràtica.

### La CONADEP i l'informeNunca Más
També el 15 de desembre de 1983, el president Alfonsín va crear la Comissió Nacional sobre la Desaparició de Persones (CONADEP), integrada per personalitats independents com Ernesto Sabato, Magdalena Ruiz Guiñazú, Graciela Fernández Meijide i Marshall Meyer entre d'altres, amb la missió de revelar, documentar i registrar casos i proves de violacions de drets humans, per fundar el Judici a les Juntes militars.
El 20 de setembre de 1984, la CONADEP va produir el seu famós informe titulat Nunca Más, i els seus membres van concórrer a lliurar-lo al president Alfonsín acompanyats d'una multitud de 70.000 persones.

### El judici a les Juntes Militars

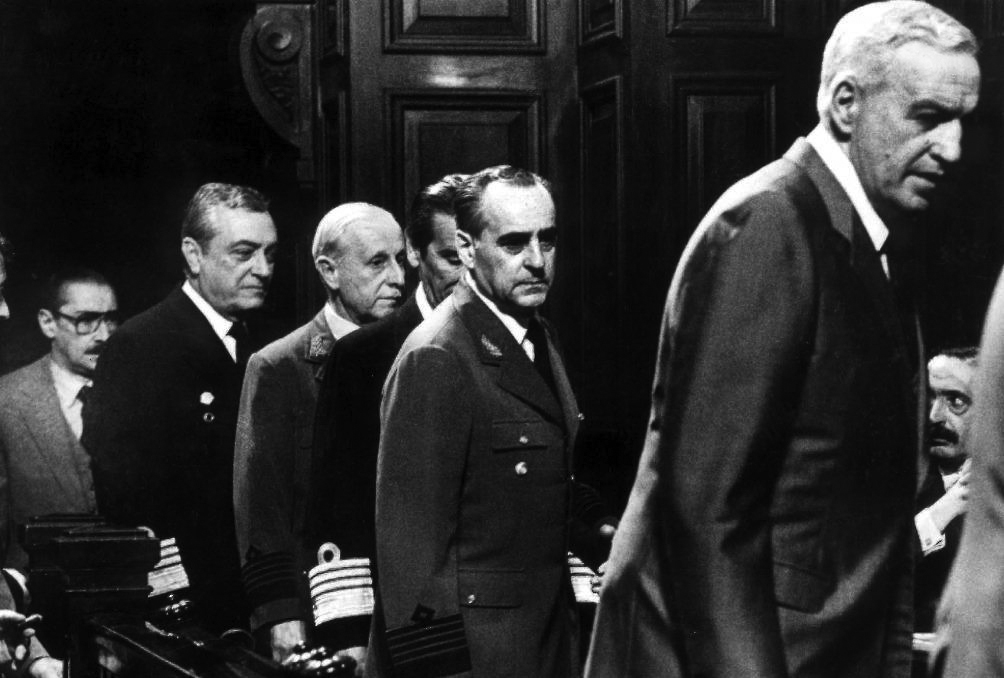
Integrants de la Junta Militar ingressant a la sala d'audiències al Judici a les Juntes, 1983

Finalment, el mateix 15 desembre 1983, Raúl Alfonsín va sancionar els decrets 157/83 i 158/83. Pel primer s'ordenava jutjar als dirigents de les organitzacions guerrilleres ERP i Montoneros; pel segon s'ordenava processar a les tres primeres juntes militars que van dirigir el país des del cop militar del 24 de març de 1976 fins a la Guerra de les Malvines de 1982, excloent així a l'última junta que va decidir lliurar el poder a un govern elegit democràticament sense condicionaments.
El 4 d'octubre de 1984, la Cambra Federal de la Capital Federal (tribunal civil) va prendre la decisió de desplaçar el tribunal militar que estava jutjant a les juntes per fer-se càrrec directament del judici. El fiscal va ser Julio César Strassera i el fiscal adjunt Luis Gabriel Moreno Ocampo. El judici es va realitzar entre el 22 d'abril i el 14 d'agost de 1985. Es van tractar 281 casos.
Els integrants de la Cambra Federal d'Apel·lacions en el Criminal i Correccional de la Capital Federal que va jutjar a les Juntes Militars van ser Jorge Torlasco, Ricardo Gil Lavedra, León Carlos Arslanian, Jorge Valerga Araoz, Guillermo Ledesma i Andrés J. D'Alessio.
El 9 de desembre de 1985 es va dictar la sentència condemnant a Jorge Rafael Videla i Emilio Massera a reclusió perpètua, a Roberto Eduardo Viola a 17 anys de presó, a Armando Lambruschini a 8 anys de presó, i a Orlando Ramón Agosti a 4 anys de presó. En canvi van ser absolts Omar Domingo Rubens Graffigna, Leopoldo Fortunato Galtieri, Basilio Lami Dozo i Jorge Isaac Anaya.
Per les característiques que va tenir, la condemna a les juntes militars realitzada per un govern democràtic va constituir un fet sense precedents al món, que va contrastar fortament amb les transicions negociades que van tenir lloc en aquells anys a Uruguai, Xile, Brasil, Espanya, Portugal i Sud-àfrica.

### Les revoltes militars i les lleis dePunt FinaliObediència Deguda
Durant aquests anys, la democràcia va estar permanentment amenaçada per sectors de les Forces Armades que es negaven a acceptar l'enjudiciament per violacions als drets humans durant el règim militar anterior. Per intentar mantenir sota control el descontentament en les Forces Armades, el 1986 el Congrés va sancionar la Llei de Punt Final, imposant un termini de 60 dies per processar acusats de delictes de lesa humanitat comesos durant el govern militar.
La Llei de Punt Final no va ser suficient i en la Setmana Santa de 1987 es va produir una gran rebel·lió militar encapçalada per joves oficials de l'Exèrcit Argentí que es van denominar «carapintadas». Al mateix temps que els caps militars demostraven que no estaven disposats a obeir les ordres del president Raúl Alfonsín i reprimir la insurrecció, milions de persones van sortir als carrers per oposar-se a l'alçament militar i la Confederació General del Treball de la República Argentina va declarar la vaga general en defensa el govern constitucional. Durant diversos dies el país va estar a prop de la guerra civil. La rebel·lió va ser sufocada per una branca de l'exèrcit lleial al president Alfonsín.
La crisi es va considerar superada el dissabte 19 d'abril, quan Alfonsín així ho va comunicar en un discurs a la població congregada en Plaça de Mayo, immediatament després de dialogar amb els capitosts de la insurrecció. Va ser llavors quan va definir als rebels com «Herois de Malvines», i a l'acabar el discurs amb una salutació de «Bones Pasqües, la casa està en ordre i no hi ha sang en l'Argentina!» molts ho van considerar com un acte de claudicació i altres, en canvi, el van elogiar per haver sabut evitar un enfrontament en el qual haguessin pogut produir-se morts. Alfonsín, sense poder militar per aturar un cop d'estat, havia negociat amb els caps militars «carapintadas» la garantia que no hi hauria nous judicis contra militars per violació de drets humans. Aquestes mesures es van concretar amb la Llei d'Obediència Deguda i el reemplaçament del general de divisió Hèctor Ríos Ereñú pel tinent general José Segundo Dante Caridi, al comandament de l'Exèrcit. Aquest últim, des del seu càrrec, va defensar públicament la dictadura i el terrorisme d'Estat.
Des de llavors va haver-hi altres dues insurreccions militars durant 1988 (18 de gener i 1r de desembre) i un permanent estat de insubordinació de les Forces Armades.
La Llei de Punt Final i la Llei d'Obediència Deguda van ser objectes de forts qüestionaments per part de les organitzacions de drets humans, el moviment estudiantil, i les forces polítiques progressistes.

### Els indults

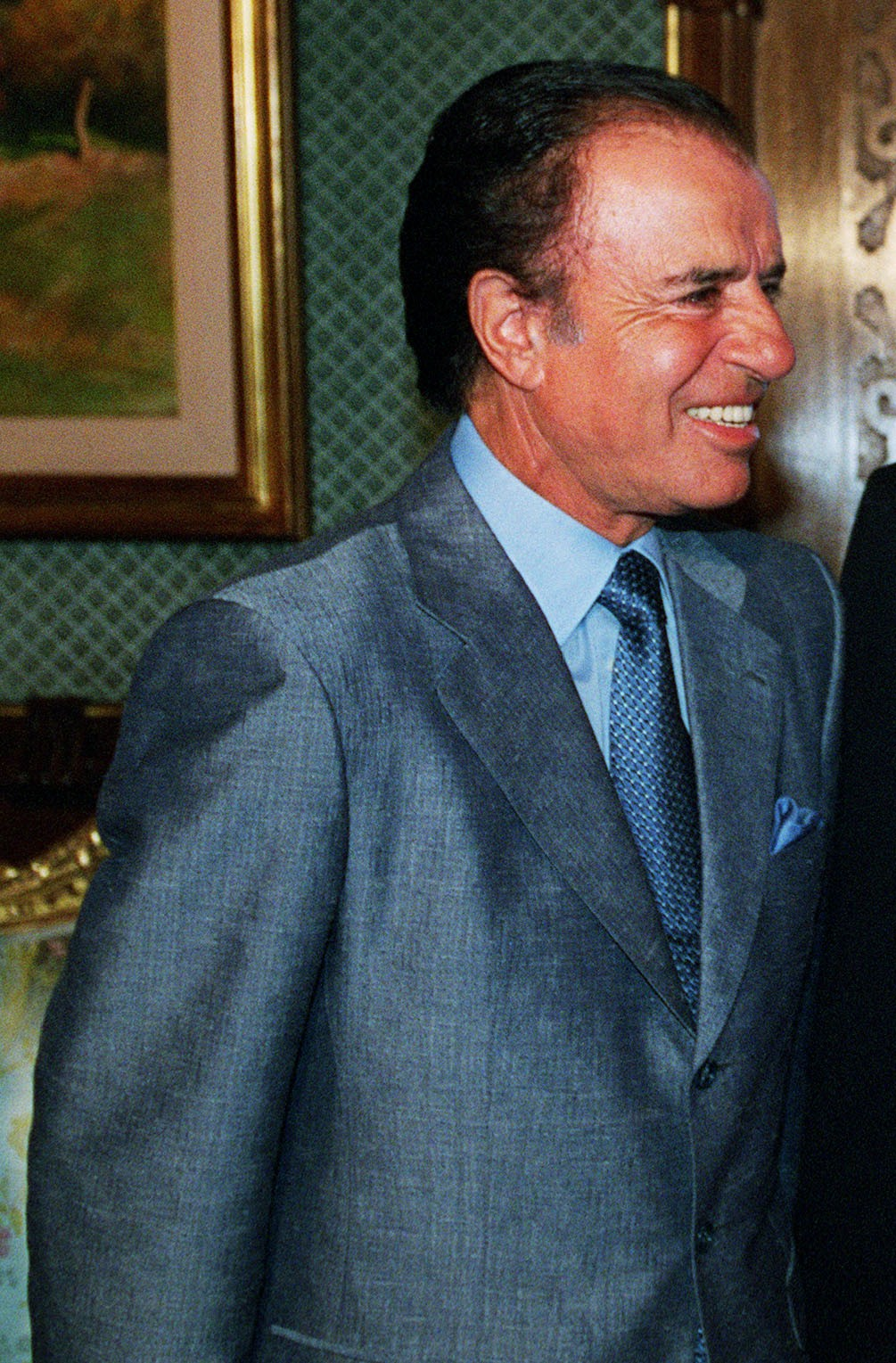
El 1989 i 1990 el president Carlos Menem va indultar als autors de delictes de lesa humanitat

El president Carlos Menem va dictar diversos decrets el 7 d'octubre de 1989 i el 30 de desembre de 1990, indultant entre d'altres a tots els autors de crims de lesa humanitat no beneficiats per la Llei de Punt Final i la Llei d'Obediència Deguda, inclosos els membres de les juntes condemnats i el ministre d'Economia José Alfredo Martínez de Hoz.
Les lleis de Punt Final, Obediència Deguda i els indults concedits pel president Carlos Menem als caps militars i guerrillers ja condemnats (entre el 1989 i 1990), van ser conegudes com les Lleis d'impunitat.
A partir de 2004, gran quantitat de jutges van començar a declarar la inconstitucionalitat dels indults de delictes de lesa humanitat, reobrint així les causes contra els indultats per aquests crims. El 6 de setembre de 2006, la Cort de Cassació, màxim tribunal argentí en matèria penal, va declarar per primera vegada la inconstitucionalitat d'un indult.

### La nul·litat de les lleis dePunt FinaliObediència Deguda, i la reobertura deles judicis
El 21 d'agost de 2003, el Congrés va sancionar la Llei 25.779 declarant insanablemente nul·les les lleis de Punt Final i Obediència Deguda.
Poc després es van reobrir les causes per delictes de lesa humanitat tancades en la dècada del 1980. El 3 d'agost de 2006 es va s'havien reobert 959 causes penals en què 211 acusats es trobaven amb presó preventiva.
Entre les causes reobertes es destaquen algunes que involucren gran quantitat de repressors denominades «megacauses». Entre elles es destaquen: les megacausas ESMA, I Cos d'Exèrcit, Regiment d'Infanteria 9, Santiago del Estero, San Martín, Chaco, Mar del Plata, Misiones, Rosario, Santa Fe i Tucumán.

Els judicis reoberts van generar nous elements, proves de crims que eren desconegudes i nens segrestats que no estaven registrats. Estela de Carlotto, presidenta d'Àvies de la Plaça de Mayo va declarar que:
| « | Conforme han passat els anys, la gent s'ha sacsejat la por que sentia, fins i tot en els anys vuitanta, després que es va restablir la democràcia ... Com a resultat, els testimonis que estem escoltant són més complets i detallats que mai. | » |

En el marc de la reobertura dels judicis el 19 de setembre de 2006, es va produir una històrica sentència condemnant a Miguel Osvaldo Etchecolatz a reclusió perpètua, en la qual el tribunal va acceptar per primera vegada la figura de «genocidi», com a marc en el qual es van produir les violacions de drets humans. Etchecolatz ja havia estat condemnat a 23 anys de presó el 1986 per violacions dels drets humans, però va ser alliberat gràcies a les lleis d'impunitat. A l'endemà, Jorge López, testimoni clau en el cas, va desaparèixer sense deixar rastres.
Prèviament s'havia dictat la primera sentència contra l'expolicia Julio Simón, conegut com «El Turco Julián», condemnant-ho a 25 anys de presó per violacions dels drets humans.
A finals d'octubre del 2015, havien condemnades 522 persones, mentre que 57 van ser absoltes en judici i 250 sobresegudes o amb falta de mèrit en la instrucció dels processos.

### L'aplicació del «dos per un» als delictes de lesa humanitat
El 3 de maig de 2017, la Cort Suprema argentina va dictar una sentència admetent que els criminals condemnats per delictes de lesa humanitat puguin computar doble el temps que van estar detinguts abans de ser condemnats, a partir dels dos anys de presó preventiva. La sentència es va dictar a la causa «Bignone, Reynaldo Benito Antonio i un altre s / recurs extraordinari» (CSJ 1574/2014 / RH1) i va beneficiar a Luis Muiña, culpable de cinc delictes de lesa humanitat i condemnat el 2011 a tretze anys de presó, després d'haver estat detingut preventivament des de 2007. La Cort la va considerar aplicable al cas l'article 7 de la Llei 24.390, coneguda com la «Llei del dos per un», que va estar vigent entre 1994 i 2001. La decisió va ser dictada per tres vots a favor (Elena Highton de Nolasco, Carlos Rosenkrantz i Horaco Rosatti) i dos vots en contra (Ricardo Lorenzetti i Juan Carlos Maqueda). La sentència va ser qüestionada per les organitzacions de drets humans i un ampli espectre d'organitzacions i personalitats nacionals i internacionals, que la van considerar un acte d'impunitat, associant-la amb les anomenades lleis d'impunitat, sancionades durant els governs de Raúl Alfonsín i Carlos Menem, desencadenant diverses denúncies penals contra els seus autors i comandes de judici polític.
Sis dies després, el Congrés de la Nació argentina es va reunir d'urgència per sancionar una llei que pogués frenar les conseqüències de la decisió de la Cort Suprema. En només 23 hores i 44 minuts, en un dels tràmits parlamentaris més ràpids de la història argentina, dues cambres van aprovar la Llei 27.362, amb un sol vot en contra, declarant inaplicable el còmput del dos per un a delictes de lesa humanitat.

### Altres judicis

#### El judici a l'última Junta Militar
Els membres de l'última Junta Militar i l'últim president van ser processats per la redacció de l'anomenat Document Final sobre la Lluita contra la Subversió i el Terrorisme i la sanció d'una llei d'autoamnistía. La raó jurídica utilitzada per obrir aquest judici va ser que amb aquest acte es va encobrir el segrest de nens.

#### Els judicis per la veritat

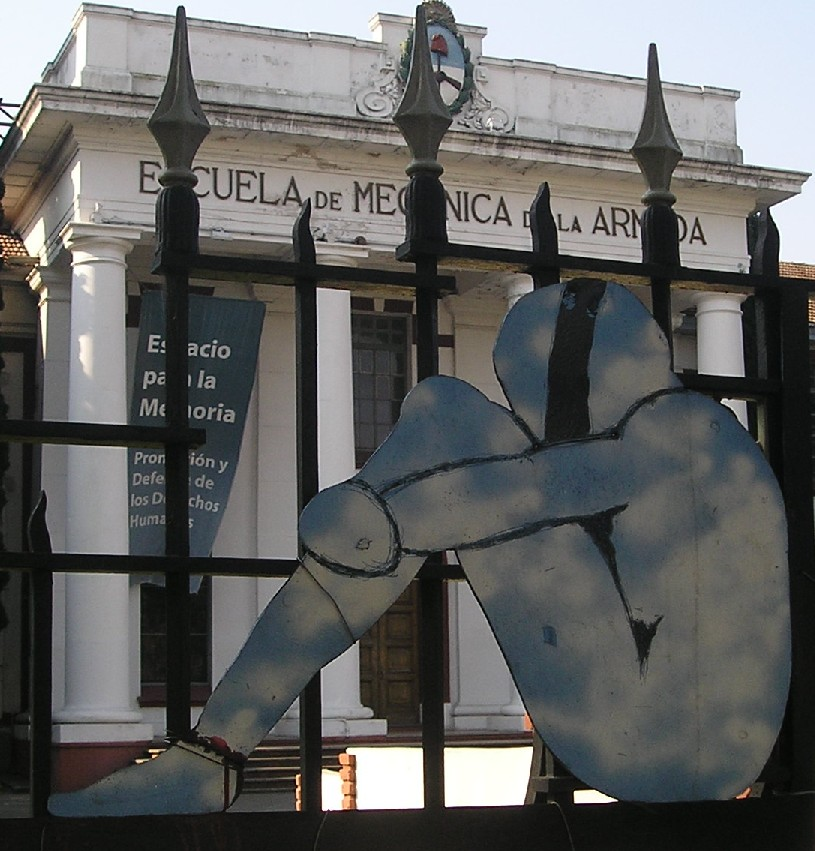
Fotografia al davant de l'ESMA, 2006

Com a conseqüència de les lleis de Punt Final i Obediència Deguda i els indults decretats pel president Menem, pràcticament van cessar totes les investigacions sobre delicte comesos durant el govern militar. Això no només va deixar impunes aquests delictes, sinó que també va tancar la possibilitat de conèixer el que havia succeït amb les víctimes, i en molts casos fins i tot amb els nens que encara continuen en poder dels seus captors desconeixent la seva identitat.

Per aquesta raó, alguns familiars van iniciar una sèrie molt peculiar de judicis que van ser coneguts com «Judicis per la Veritat». Aquests van reclamar a la justícia que reconegui:
| « | La inalienabilitat del dret a la veritat i l'obligació del respecte al cos i del dret al duel dins de l'ordenament jurídic argentí, així com també el dret a conèixer la identitat dels nens nascuts en captivitat i l'obligació de l'Estat argentí d'investigar i castigar els responsables, i que arbitri les mesures necessàries per a determinar la manera, temps i lloc del segrest i la posterior detenció i mort, i el lloc de la inhumació dels cossos de les persones desaparegudes. | » |

 Diversos tribunals van acceptar la procedència d'aquests judicis que es van caracteritzar per no buscar culpables sinó per esbrinar la veritat.

La significació dels Judicis per la Veritat ha estat precisada pel jurista Mario Portela com un mecanisme per reconstruir la memòria de l'Argentina:
| « | La reconstrucció de la memòria té molt a veure amb la dignitat humana, i que el que es pretén amb aquests processos judicials (que són de caràcter declaratiu, no normatiu) és rescatar la dimensió humana, treure a l'àmbit públic el que és privat, en una mena de catarsi, perquè res millor que la por, l'amagar-se, per al poder totalitari. | » |

De gran transcendència va ser la decisió de la Cort Interamericana de Drets Humans en el cas Lapacó (1999), impulsat per les organitzacions de drets humans argentines, que va reobrir un cas tancat per la Cort Suprema i va obligar a l'Estat argentí a seguir investigant.
En els Judicis per la Veritat es va descobrir, entre altres coses, l'existència de xarxes d'apropiació i tràfic de nadons i l'execució de les seves mares.

#### Causes i megacauses a l'Argentina
Després que el 2003 la Cort Suprema de Justícia declarés la imprescriptibilitat dels delictes de lesa humanitat (sentències: 327: 2312) i la inconstitucionalitat de les lleis de Punt Final i Obediència Deguda (sentències: 328: 2056), i que contemporàniament el Congrés Nacional argentí declarés nul·les aquestes lleis mitjançant la Llei 25.779, es van obrir o reobrir diverses causes judicials per violacions dels drets humans comesos durant el Procés de Reorganització Nacional.
El 2007 la Cort Suprema va crear una Unitat d'Assistència i Seguiment de les causes esmentades, establint que existien 289 causes, que reuneixen aproximadament uns 1000 processos iniciats, amb 556 persones processades (amb sospita de culpabilitat acreditada per semiplena prova).
En alguns casos, les causes estan reunides en «megacauses» a causa de la seva interrelació per tractar-se de delictes comesos dins d'un mateix marc. En principi, les megacausas no s'eleven a judici com un tot, sinó per trams, una vegada que es van acabant les investigacions. Pels delictes federals, l'Argentina té un procediment penal en dues etapes: una primera etapa d'investigació o instrucció dels crims realitzada per un jutge, i una segona etapa encarregada del judici pròpiament dit, a càrrec d'un tribunal oral integrat per tres jutges.
Entre les causes més importants es troben:
- Megacausa ESMA.
  - Víctimes: 719.
  - Jutjat d'Instrucció: n. 12.
  - Expedient: 14217/03.
  - Processats: 49.
  - Contingut: Jutja els delictes comesos a l'ESMA i està dividida en 10 trams.[219] Dins d'aquesta causa es jutgen els casos de les monges franceses Alice Domon i Léonie Duquet, les Mares de la Plaça de Mayo segrestades a l'església de Santa Cruz, l'adolescent Dagmar Hagelin, el periodista Rodolfo Walsh, els segrestos dels nadons Victoria Donda i Joan Cabandié, entre moltes altres. Entre els imputats es troben Alfredo Astiz, Ricardo Miguel Cavallo, Jorge «el tigre» Acosta, Antonio Pernías, Miguel Donda, Juan Carlos Rolón, Alberto Radice.
  - Notes: El 18 d'octubre de 2007 es va iniciar el primer judici oral dins de la megacausa ESMA contra Héctor Febres. No obstant això, durant el seu transcurs, el 10 de desembre del mateix any, l'acusat va aparèixer mort enverinat a la seva cel·la.[220]
- Megacausa Primer Cos de l'Exèrcit.[219]
  - Víctimes: 582.
  - Jutjat d'Instrucció: n. 6.
  - Expedient: 14216/03.
  - Processats: -
  - Contingut: Inclou els delictes comesos en els centres clandestins de detenció (CCD) El Vesubi, Atlético, Banco, Olimpo i Automotores Orletti, així com a l'Hospital Posadas (província de la Pampa). Entre els imputats es troben Julio «el Turco» Simón, Raúl Guglielminetti, Samuel Cobani Miara (Buenos Aires, 1944) i Eufemio Uballes.

#### Les causes per l'Operació Còndor
Els delictes de lesa humanitat comesos en el marc de l'Operació Còndor no van resultar afectats per les lleis de Punt Final i Obediència Deguda ni pels indults de president Menem. Per aquesta raó, el 1999 es va obrir una causa per investigar aquests crims, a l'Argentina, Bolívia, Brasil, Perú, Uruguai i Xile. En la causa s'havia demanat l'extradició de l'exdictador xilè Augusto Pinochet, qui va morir el 2006 sense que la mateixa es fes efectiva.
Al març del 2013 es va iniciar el judici davant el Tribunal Oral Federal 1 de Buenos Aires, sobre 110 casos de persones desaparegudes, finalitzant el 27 de maig de 2016 amb la condemna de 17 dels 15 acusats, que van rebre penes entre 8 i 25 anys de presó. Entre els condemnats es troba l'exmilitar uruguaià Juan Manuel Cordero, que va rebre una pena de 25 anys de reclusió. La decisió defineix el Pla Còndor com «una associació il·lícita d'abast regional» i registra la participació en el mateix dels Estats Units.
Al febrer de 2015 es va iniciar a Itàlia un judici per delictes de lesa humanitat contra 23 ciutadans italians en el marc del Pla Còndor. Dels 33 acusats, 11 són exmembres de la junta militar xilena, 1 de Bolívia, 4 del Perú i 16 uruguaians. Dotze d'ells ja estaven detinguts per altres processos seguits en els seus països.

#### Els judicis en altres països

##### Itàlia
La idea de jutjar repressors argentins fora de el país es va originar a Itàlia. El 1983, familiars de 100 italians desapareguts durant la dictadura argentina van presentar la primera denúncia a Roma.
El 1985 es va iniciar un primer judici que va concloure el 6 de desembre de l'any 2000 amb la condemna a cadena perpètua dels generals Guillermo Suárez Mason i Santiago Omar Riveros, i a 24 anys de presó a Juan Carlos Gerardi, José Luis Porchetto, Alejandro Puertas, Héctor Oscar Maldonado i Roberto Julio Rossin.
El juny de 2006, la justícia italiana va iniciar un altre judici conegut com Causa ESMA on estan acusats Jorge Eduardo Acosta, Alfredo Astiz, Antonio Bañen, i Emilio Massera.

##### França
A França, el 1990 el capità Alfredo Astiz va ser condemnat a cadena perpètua per la Cort d'Apel·lacions de París per la mort de les monges franceses Léonie Duquet i Alice Domon.

##### Espanya

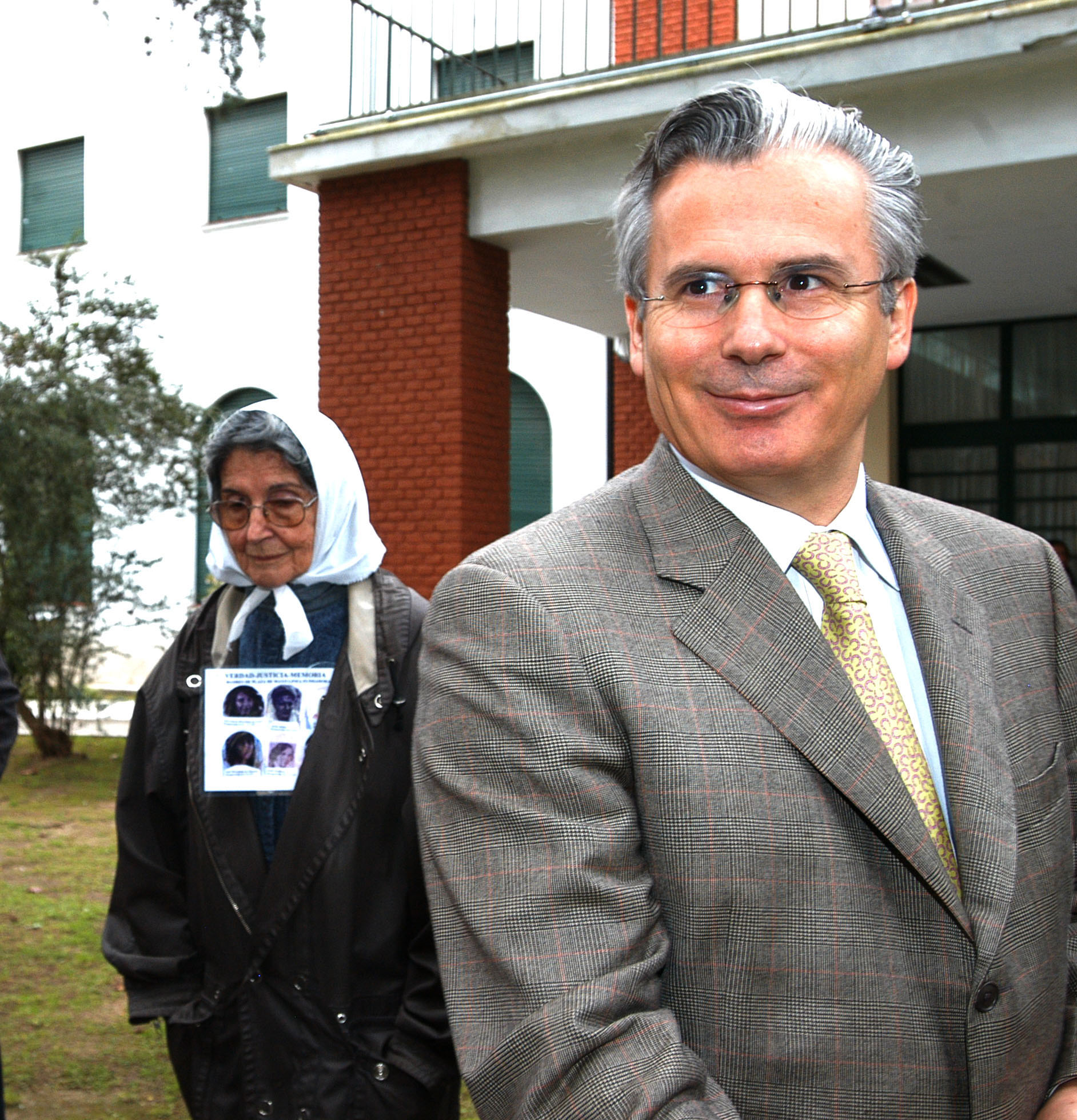
El jutge espanyol Baltasar Garzón durant una visita a l'ESMA

El 1996, el Jutjat 5 de l'Audiència Nacional espanyola va iniciar una investigació pels delictes de terrorisme i genocidi contra espanyols durant la dictadura militar a l'Argentina. En aquestes causes es troben imputats desenes de repressors argentins per als quals s'ha sol·licitat l'extradició. En aquest marc, en 2005 va ser condemnat el repressor Adolfo Scilingo a 640 anys de presó.
El 1997, el jutge espanyol Baltasar Garzón va sol·licitar la detenció i extradició de 45 militars argentins i un civil a qui va processar per genocidi, terrorisme d'Estat i sotmetre a tortures a presos polítics durant el règim de facto que va governar a l'Argentina entre 1976 i 1983. Entre ells es troba Jorge Anaya. La petició va ser rebutjat diverses vegades pel govern argentí al·legant el principi de territorialitat.
El 27 de juliol de 2003, el president Néstor Kirchner mitjançant el Decret 420/03 va modificar el criteri de rebuig de les extradicions sustentat fins a aquest moment ordenant «obligatorietat del tràmit judicial» sol·licitat per la Justícia espanyola, i obrint així el camí a l'extradició efectiva dels militars requerits.
L'agost de 2003, el llavors president d'Espanya José María Aznar va ordenar no continuar amb el procés d'extradició dels sol·licitats per crims durant el govern de facto a l'Argentina. Aquesta decisió va ser anul·lada per la Cort Suprema d'Espanya el 2005, ordenant continuar endavant amb les extradicions sol·licitades per Baltasar Garzón.
A Espanya també es troba detingut l'exmilitar Ricardo Miguel Cavallo, qui va exercir a l'ESMA. Durant diversos anys es va desenvolupar una forta lluita judicial per evitar que pogués ser jutjat a Espanya, sostenint la defensa que havia de ser jutjat a Argentina. Al desembre de 2005, la justícia espanyola va decidir que Cavallo serà jutjat en aquest país, però el Tribunal Suprem va revocar el seu retorn al juliol de 2007. El gener de 2006, la Fiscalia va demanar una pena mínima de 13.332 anys de presó per Cavallo per genocidi.

##### Alemanya
El 1983, un grup de familiars dels desapareguts alemanys i descendents d'alemanys a l'Argentina va presentar a l'Argentina un habeas corpus conjunt per la desaparició de 48 alemanys que mai va tenir resposta per part de les autoritats judicials de país.
El 31 de gener de 1983, alguns dels familiars dels desapareguts alemanys, com Idalina R. de Tatter i Maria Christina Vogat Tatter, van denunciar al Ministre alemany de Relacions Exteriors, Hans Dietrich Genscher, per denegació d'auxili sol·licitat en cas de necessitat urgent. Elles van fonamentar la denúncia presentant com a exemple els segrests i desaparició forçada de Jorge Federico Tatter (segrestat del seu domicili el 15 d'octubre de 1976) i de Claudio Manfredo Zieschank (segrestat del seu centre de pràctiques preprofessionals a Buenos Aires el 26 de març de 1976). Els familiars dels desapareguts van explicar el desinterès del govern federal alemany de Relacions Exteriors a prestar ajuda als segrestats per la dictadura militar Argentina. Aquesta denúncia va ser arxivada molt aviat per la Fiscalia de Bonn. Al maig de 1998, els familiars dels desapareguts alemanys van tornar a realitzar a Alemanya una denúncia penal pels segrests i desaparició forçada de Betina Ehrenhaus, Marcelo Weisz, Jorge Federico Tatter i Gerardo Coltzau, durant els anys de l'última dictadura militar Argentina. Més tard van denunciar els segrests i homicidis d'Elisabeth Kaesemann i Claus Zieschank, comptant per això amb el suport de la Coalició contra la Impunitat.
El 2006, algunes de les causes denunciades es trobaven en investigació, sense condemnats. La Fiscalia i el Tribunal de Nuremberg van sol·licitar la detenció i extradició de sis alts oficials argentins, entre ells l'expresident de facto Jorge Rafael Videla, així com l'exalmirall Emilio Eduardo Massera, els generals Juan Bautista Sasiain i Franco Luque, i el coronel Pedro Alberto Duran Sáenz.

### Les marxes pels drets humans

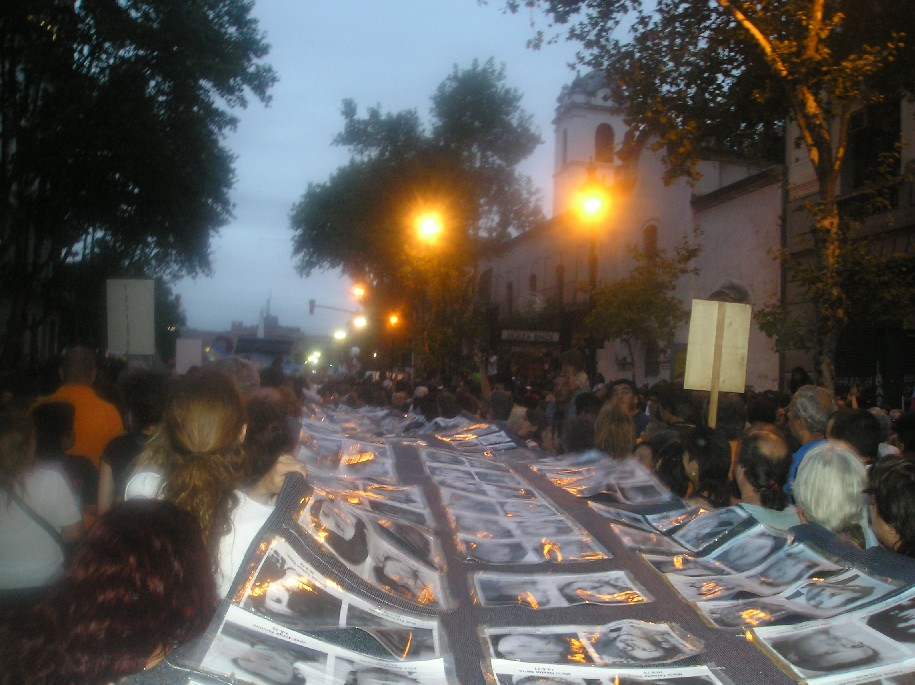
Marxa pels drets humans en el 30è aniversari del cop d'Estat, 2006

El 30 d'abril de 1977, les Mares de la Plaça de Mayo van realitzar la primera «ronda» al voltant de la Piràmide de Mayo a la Plaça de Mayo, enfront de la Casa de Govern. El costum de realitzar una ronda es va originar en l'ordre de les forces policials que havien de «circular». A partir d'aquest dia les rondes es realitzen cada dijous.
Des dels últims anys de govern militar, les marxes convocades per les organitzacions de drets humans van començar a convocar grans quantitats de persones, entre les quals es destaquen els joves. Aquestes marxes multitudinàries han exercit un paper molt important en el desenvolupament d'una consciència favorable cap als drets humans i la memòria.
Entre les grans marxes poden destacar-se la 1a Marxa de la Resistència (10 i 11 de desembre de 1981), la Marxa per la Vida (5 d'octubre de 1982), la 2a Marxa de la Resistència (9 i 10 de desembre de 1982), la del 20 de setembre de 1984 acompanyant a la CONADEP per lliurar l'informe Nunca Más al president Raúl Alfonsín, la del 26 d'abril de 1985 quan es va iniciar el Judici a les Juntes, la del 20è Aniversari del cop d'Estat (23 i 24 de març de 1996), i la del 30è aniversari del cop d'Estat (24 de març de 2006).

### L'Equip Argentí d'Antropologia Forense (EAAF)
Immediatament després de recuperada la democràcia i que entrés en funcionament la CONADEP, van començar a realitzar-se exhumacions perquè se sospitava que moltes de les tombes NN podrien estar ocultant desapareguts assassinats sense identificar. Aviat va ser evident que es necessitaven mètodes científics per reconstruir la memòria. La CONADEP i les Àvies de la Plaça de Mayo van prendre la iniciativa i van viatjar als Estats Units, on van rebre el decisiu suport de l'Associació americana per a l'avanç de la Ciència. Es va crear una base de dades genètiques a l'Hospital Durand de Buenos Aires, i un equip d'antropòlegs forenses organitzats per Clyde Snow amb gran audàcia. Sobre aquesta base, el 1986 es va crear l'Equip Argentí d'Antropologia Forense (EAAF), com una organització no governamental i sense ànim de lucre.
L'EAAF va desenvolupar un mètode d'investigació organitzat en tres etapes:
- Una etapa preliminar de recopilació de fonts escrites i orals del desaparegut o desapareguda;
- Una etapa d'anàlisi de la documentació i registres que té com a fi establir on poden trobar-se les restes;
- Una etapa arqueològica, similar a l'arqueologia clàssica en un context mèdic legal. En aquesta etapa s'utilitzen també les tècniques d'investigació genètica a través de l'ADN.

Fins al 2000, l'EAAF havia assolit identificar les restes de 60 persones, mentre que hi havia altres 300 casos que es continuaven investigant.

### Museus i Espais de la Memòria
Des de 1984, van existir diversos projectes per crear institucions, cases o museus en els quals es pogués organitzar la memòria del Terrorisme d'Estat a Argentina, però per més d'una dècada els mateixos van fracassar o no es van consolidar.

A Rosario es va crear el Museu de la Memòria, dependent de la Secretaria de Cultura, per ordenança el 26 de febrer de 1998. Va iniciar les seves activitats el 30 de març de l'any 2001. El museu dedica una atenció especial als procediments del II Cos d'Exèrcit, que va tenir la seva seu a la ciutat de Rosario, des d'on es va dissenyar el pla repressiu sobre sis províncies. És el primer de l'Argentina.

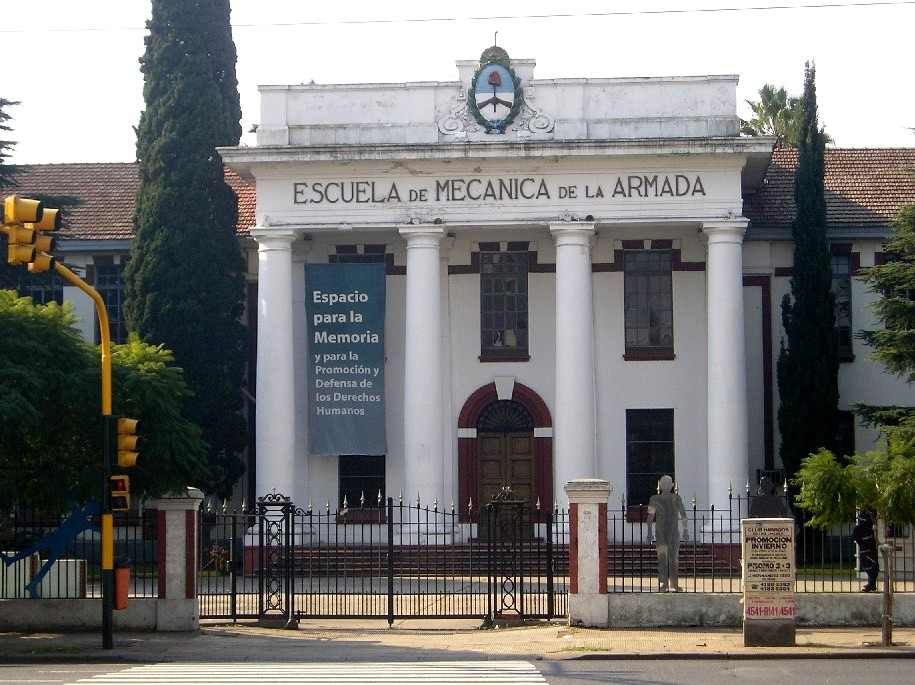
L'ESMA convertida durant la democràcia en un Espai de la Memòria
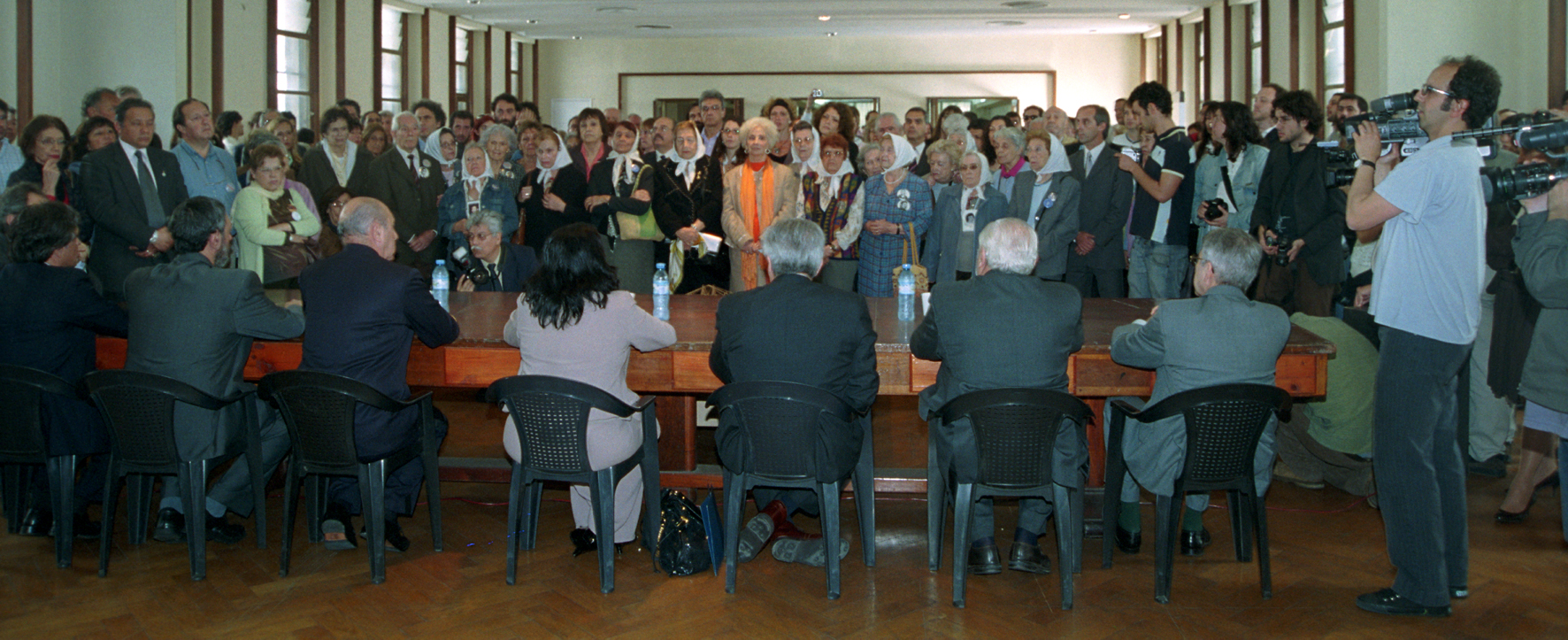
Acte de traspàs de l'ESMA
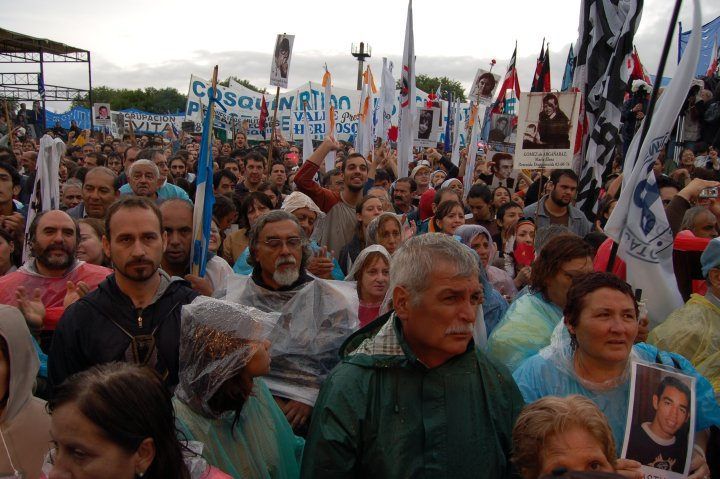
Recuperació del CCD «La Perla» per crear un Espai de la Memòria. 24 de març de 2007

L'any 2000 es va sancionar la Llei 392/2000 de la Ciutat de Buenos Aires que va establir que l'edifici de l'ESMA fos destinat a la seu d'un futur museu. El 24 de març de 2004 es va signar un conveni entre el govern de la Ciutat de Buenos Aires i l'Estat Nacional per treballar conjuntament en la construcció d'un Espai per a la Memòria i per a la Promoció i Defensa dels Drets Humans, que funcionaria en l'edifici de l'ESMA. Finalment aquest projecte es va concretar el 20 de novembre de 2007, quan el Govern nacional va inaugurar oficialment el museu. Així mateix, el 22 d'agost de 2007 es va inaugurar a la ciutat de Trelew (província de Chubut), el Centre Cultural per la Memòria en lloc conegut com «Aeroport Vell de Trelew», on el 15 d'agost de 1972 van deposar les armes 19 militants de diferents organitzacions armades (FAR, ERP i Montoneros), després de la fugida del penal de Rawson, i que van ser afusellats per l'Armada Argentina a la Base Almirante Zar el 22 de el mateix mes, en l'anomenada «Massacre de Trelew».
Altres centres clandestins de detenció també han estat expropiats o proposats per constituir-se en espais de memòria, com el lloc on estava el «Club Atlético», «El Olimpo», el CCD ubicat al carrer Virrei Cevallos 630 de Buenos Aires, l'exPrefectura de Policia a Rosario, la Mansió Seré a Morón (Gran Buenos Aires), etc.
També en la Ciutat de Bons Aires es va decidir construir el Parc de la Memòria enfront de l'Aeroparque. A Córdoba, el 24 de març de 2007 el govern nacional va lliurar el CCD «La Perla» per crear un Espai per a la memòria.

### Autocrítica de les Forces Armades i d'altres sectors
A partir de la recuperació de la democràcia el 10 de desembre de 1983, va començar a parlar de la necessitat que les Forces Armades rebutgessin els mètodes criminals d'acció. El fet tenia importància perquè les Forces Armades poguessin integrar com a part de l'Estat de dret.
El primer acte en aquest sentit va ser realitzat al desembre de 1985 pel llavors cap de l'Estat Major Conjunt, brigadier general Teodoro Waldner (Força Aèria), en el Col·legi Militar en ocasió de l'ingrés dels nous oficials, amb la presència del president Raúl Alfonsín, quan va declarar que «Hem de reconèixer que les característiques d'aquesta lluita van portar les accions de violència a un límit tan gran que ha permès dubtar de la legitimitat de molts actes de la repressió desfermada».
L'autocrítica de brigadier general Waldner va ser elogiada per diversos sectors de la vida nacional, però a el mateix temps altres alts comandaments de les Forces Armades reivindicaven la legitimitat dels procediments durant el terrorisme d'Estat. La successió de pressions, plantejaments i alçaments militars des de 1985, que van assolir frenar l'enjudiciament dels responsables de crims de lesa humanitat i després indultar als condemnats, va obrir novament sospites sobre el veritable pensament de les Forces Armades respecte als drets humans.

En aquest marc històric, l'abril del 1995, durant la presidència de Carlos Menem, el general Martín Balza, en aquest moment cap de l'Exèrcit, es va presentar en un important programa televisiu per llegir una declaració. Aquesta declaració de Balza és considerada com la primera autocrítica profunda de les Forces Armades. El general Balza va dir llavors entre altres coses:
| « | Sense buscar paraules innovadores, sinó apel·lant als vells reglaments militars, aprofito aquesta oportunitat per ordenar una vegada més a l'Exèrcit, en presència de tota la societat: ningú està obligat a complir una ordre immoral o que s'aparti de les lleis o reglaments militars. Qui ho fes incorre en una conducta viciosa, digna de la sanció que la seva gravetat requereixi. Sense eufemismes, dic clarament: delinqueix qui vulnera la Constitució Nacional. Delinqueix qui imparteix ordres immorals. Delinqueix qui per complir un fi que creu just empra mitjans injustos i immorals. La comprensió d'aquests aspectes essencials fa a la vida republicana d'un Estat ... Comprendre això, abandonar definitivament la visió apocalíptica, la supèrbia, acceptar el dissens i respectar la voluntat sobirana, és el primer pas que estem transitant des de fa anys, per deixar enrere el passat, per ajudar a construir l'Argentina del futur, una Argentina madurada en el dolor, que pugui arribar algun dia a l'abraçada fraterna. Si no assolim elaborar el dol i tancar les ferides no tindrem futur. No hem de negar més l'horror viscut, i així poder pensar en la nostra vida com a societat cap a davant, superant la pena i el sofriment. | » |

Per la seva banda l'Església catòlica va publicar una carta el 27 d'abril de 1996 signada pels bisbes on demanen perdó per la participació de fills de l'Església en la guerrilla i en la repressió de la dictadura militar:
| « | Implorem perdó a Déu nostre Senyor pels crims comesos llavors, especialment pels que van tenir com a protagonistes a fills de l'Església, siguin els enrolats en la guerrilla revolucionària, siguin els que posseïen el poder de l'Estat o integraven les forces de seguretat. També per tots els que, deformant l'ensenyament de Crist, van instigar a la violència guerrillera o a la repressió immoral. | » |

Amb posterioritat, el propi general Balza va realitzar diverses ampliacions de l'autocrítica de l'Exèrcit el 1998 i 1999. Com a conseqüència d'això va ser expulsat del Cercle Militar, l'associació civil més important amb què compten els militars a l'Argentina.
El 3 de març de 2004, amb motiu de la decisió del president Néstor Kirchner d'establir un museu de la memòria en l'ESMA, el cap de l'Armada Argentina, almirall Jorge Godoy, va realitzar una important autocrítica sobre el paper exercit per la força sota el seu comandament durant el terrorisme d'Estat, declarant entre altres coses:
| « | L'actual personal que ha patit i pateix un immerescut escarni per causes imputables als que malament van dirigir i van controlar, des de la conducció política i operativa, l'ocupació de la força de l'Estat; ... Déu vulgui que efectivament la cessió d'aquest immoble ajudi a la millor entesa social, a ple imperi de la justícia i els drets humans, al progrés de país i al benestar de tots els seus habitants. Que pel seu fruit s'obtingui l'anhelada reconciliació que ha d'emergir necessàriament entre l'Estat, les seves institucions i el seu poble. | » |

L'autocrítica militar va obrir pas al fet que es reclamés també l'autocrítica de les organitzacions guerrilleres ERP i Montoneros.

### Commemoració delDia Nacional de la Memòria per la Veritat i la Justícia
La Llei 25.653 del 22 d'agost de 2002, durant la presidència d'Eduardo Duhalde, va establir que el 24 de març seria considerat el Dia Nacional de la Memòria per la Veritat i la Justícia, per a commemoració de les víctimes de l'última dictadura militar.
El 2006, durant la presidència de Néstor Kirchner, la Llei 26.085 va declarar festiu nacional el dia 24 de març. La intenció de la llei és crear un dia de memòria i reconèixer-lo com dia tradicional de mobilització pels drets humans. La mesura va generar suports i crítiques entre els partits polítics i les organitzacions de drets humans.
El 20 de gener de 2017, el president Mauricio Macri va dictar el Decret de Necessitat i Urgència (DNU) 52/2017 disposant la mobilitat del Dia de la Memòria (24 de març). La decisió de Macri va generar crítiques en diversos sectors de la societat, especialment entre les organitzacions de drets humans, pel Dia de la Memòria, data en què tradicionalment les organitzacions de drets humans organitzen una massiva manifestació per recordar i demanar justícia per als crims comesos pel terrorisme d'Estat durant l'última dictadura militar. Diversos governadors i intendents van anunciar que, davant la decisió de president, s'establirien festiu per a aquests dies. Davant de les crítiques generalitzades, el ministre de Justícia Germán Garavano va admetre que «Probablement hagi estat un error haver tocat els festius que tenen major sensibilitat, és bo poder esmenar-ho». Finalment Mauricio Macri va dictar un nou DNU el 31 de gener de 2017, deixant sense efecte la mobilitat del dia festiu.

## Interpretacions històriques
Les interpretacions sobre la repressió terrorista desencadenada per l'Estat argentí han generat i continuen generant acalorats debats. En general pot dir-se que hi ha quatre grans grups d'interpretacions:
- repressió per mitjà del terrorisme d'Estat;
- teoria dels dos dimonis;
- guerra de contrainsurgència;
- guerra civil revolucionària.

### Repressió per mitjà del terrorisme d'Estat
Les organitzacions de drets humans i els partits progressistes, d'esquerra i de centreesquerra, sostenen que es va tractar senzillament d'un procés repressiu d'opositors executat mitjançant un pla sistemàtic i predissenyat de terrorisme d'Estat. Dins d'aquest enfocament alguns sostenen que el cop d'Estat de 1976 té una continuïtat de creixent violència repressiva amb els cops de 1930, 1955, 1962 i 1966 contra els governs democràtics.
Les organitzacions de drets humans i els partits progressistes, d'esquerra i de centreesquerra, així com diversos juristes i errors judicials, qualifiquen de «genocidi» els actes comesos pel terrorisme d'Estat.

El primer tribunal que va establir que a l'Argentina s'havia comès un genocidi, va ser la Sala Penal de l'Audiència Nacional d'Espanya, en la seva sentència del 4 de novembre de 1998 que va condemnar a Adolfo Francisco Scilingo. El tribunal espanyol va sostenir llavors que:
| « | En els fets imputats en el sumari, objecte d'investigació, està present, de manera ineludible, la idea d'extermini d'un grup de la població argentina, sense excloure els residents afins. Va ser una acció d'extermini, que no es va fer a l'atzar, de manera indiscriminada, sinó que responia a la voluntat de destruir un determinat sector de la població, un grup summament heterogeni, però diferenciat. El grup perseguit i fustigat estava integrat per aquells ciutadans que no responien al tipus prefixat pels promotors de la repressió com a propi de l'ordre nou a instaurar al país. El grup l'integraven ciutadans contraris al règim, però també ciutadans indiferents al règim. La repressió no va pretendre canviar l'actitud del grup en relació amb el nou sistema polític, sinó que va voler destruir el grup, mitjançant les detencions, les morts, les desaparicions, sostracció de nens de famílies de el grup, atemoriment dels membres del grup. Aquests fets imputats constitueixen delicte de genocidi. | » |

A l'Argentina, el primer tribunal que va qualificar l'existència d'un genocidi va ser el Tribunal Oral en el Criminal Federal n. 1 de La Plata, en la seva sentència condemnatòria contra Miguel Etchecolatz, la primera dictada després de les lleis d'impunitat dictades entre 1986 i 1991, que van clausurar els judicis de lesa humanitat en l'Argentina. La sentència diu:
| « | És en aquest punt on radica la major importància de tenir en compte els fets succeïts com genocidi. La vigència de la Convenció en la matèria està fora de tota discussió, com també ho està la de la resta de les Convencions sobre Drets Humans contingudes en l'art. 75 inc. 22 de la Constitució Nacional. Considerar-lo d'aquesta manera (genocidi) i sota aquest transcendent paraigua legal, les causes en tràmit permetrà al meu entendre ubicar els fets investigats en el context adequat, complint d'aquesta manera l'obligació continguda en la cèlebre sentència Velázquez Rodríguez pel que fa a investigar amb serietat i no com una simple formalitat. Tot això és part també de la reconstrucció de la memòria col·lectiva, i permetrà construir un futur basat en el coneixement de la veritat, pedra fonamental per evitar noves matances. Com es va assenyalar precedentment, tots aquests fets configuren delictes de lesa humanitat comesos en el marc de el genocidi que va tenir lloc a la República Argentina entre els anys 1976 i 1983. | » |

### Teoria dels dos dimonis
Altres sectors sostenen que les Forces Armades, per una banda, i les organitzacions guerrilleres, per l'altra, van exercir actes de violència terrorista, que no només van afectar el bàndol a què deien combatre, sinó a desenes de milers de ciutadans que no feien ús de la violència. Aquesta interpretació, suggerida originalment per l'expresident argentí Raúl Alfonsín, ha estat denominada pels seus crítics com «la teoria dels dos dimonis».
El pròleg original del llibre Mai més. Informe de la Comissió Nacional sobre la Desaparició de Persones, presidida per l'escriptor argentí Ernesto Sábato, comença dient: «Durant la dècada del 1970, l'Argentina va ser convulsionada per un terror que provenia tant des de l'extrema dreta com de l'extrema esquerra, fenomen que ha passat en molts altres països. Així va esdevenir a Itàlia, que durant llargs anys va haver de patir la despietada acció de les formacions feixistes, de les Brigades Roges i de grups similars. Però aquesta nació no va abandonar en cap moment els principis del dret per combatre-ho, i ho va fer amb absoluta eficàcia, mitjançant els tribunals ordinaris, oferint als acusats totes les garanties de la defensa en judici; i en ocasió del segrest d'Aldo Moro, quan un membre dels serveis de seguretat li va proposar al general Della Chiesa torturar un detingut que semblava saber molt, li va respondre amb paraules memorables: Itàlia pot permetre's perdre a Aldo Moro. No, en canvi, implantar la tortura.».
La investigadora Elizabeth Jelin afirma respecte d'aquest pròleg que «allà es parla de les dues violències, però no en termes d'equivalències, interpretació habitual (a la meva manera de veure equivocada) que va donar lloc a la teoria dels dos dimonis, sinó en termes d'escalada de violències: hi va haver una violència guerrillera que va despertar una repressió molt més brutal. I es tractava d'un moment en què el clima polític-cultural era de condemna a la violència».
En l'última sessió de l'any 2012, a la Cambra de Diputats de la Nació, es va votar el projecte de llei mitjançant el qual serien recompensades les famílies dels soldats morts en l'atac al Regiment d'Infanteria de Muntanya 29 a Formosa per part de Montoneros, coneguda com Operació Primícia. La iniciativa va ser aprovada amb 135 vots a favor i 18 en contra, però no sense generar el disgust entre els diputats de govern. «Això avala la teoria dels dos dimonis. És una bogeria», va dir al diari La Nación, un dels que van votar en contra.

### Guerra de contrainsurgència
Sectors que defensen els procediments de les Forces Armades entre 1976 i 1983, i tot després d'estar seus integrants condemnats pel delicte de genocidi, sostenen que es tractava d'una «guerra» que no obeïa a les regles de la guerra tradicional. Dins d'aquesta concepció les violacions de drets humans són considerades com excessos habituals en tota guerra, passibles de ser amnistiats. Dins d'aquesta interpretació aquests sectors sostenen que les Forces Armades combatien una agressió marxista-leninista en el context de la Guerra Freda, mentre que altres sectors sostenen que simplement es combatia al terrorisme.
El 22 de desembre de 2010, Jorge Rafael Videla, màxim responsable del terrorisme d'Estat, va ser condemnat a presó perpètua en una presó comuna. Un dia abans de la sentència, Videla va tornar a insistir que en l'Argentina hi va haver una «guerra interna». No obstant això, un dels testimonis claus en el judici, Carlos Raimundo Moore (exmilitante de l'ERP) va dir que per 1975 les organitzacions guerrilleres ja no existien en l'Argentina.
Segons el professor d'antropologia de la Universitat d'Utrecht, Antonius CGM Robben, els soldats estatunidencs a l'Iraq van copiar als militars argentins en l'ús de grups de tasques tant en àrees urbanes com rurals, el segrest, tortura i l'execució clandestina d'insurgents: «sobre la base d'una àmplia investigació a l'Argentina, he establert paral·lelismes entre la guerra de contrainsurgència, més coneguda com la «Guerra bruta» a l'Argentina contra la insurgència guerrillera argentina durant la dècada del 1970, i les tàctiques utilitzades per les unitats de contrainsurgència dels Estats Units a l'Iraq. L'eixambrament és l'última innovació en la contrainsurgència, però, segueix obedientment la regla bàsica que es contraresta millor una força guerrillera imitant les seves tàctiques. El caràcter elusiu dels insurgents que lluiten entre la gent a les ciutats de l'Iraq, igual com els guerrillers urbans sota disfressa civil a l'Argentina, va portar als militars dels Estats Units en utilitzar tàctiques evasives per igual. L'eixambrament maximitza les tàctiques de sorpresa i la mobilitat a través de la connectivitat. Les petites unitats de combat deambulen de manera independent en una àrea, en particular urbà, amb l'esperança d'una trobada casual amb els insurgents, si bé és conscient de les seves respectives coordenades a través d'equips de comunicació d'alta tecnologia. Quan una unitat entra en contacte amb foc combatent irregular, altres unitats de combat en les proximitats convergeixen en l'escena, s'enfronten a l'enemic, i es dispersen una vegada que la lluita ha acabat. Els militars argentins van desenvolupar les seves pròpies tàctiques de eixambrament en la dècada del 1970. Les unitats de combat deambulen pels carrers de les ciutats de l'Argentina, prenen posició en els ports i aeroports, i estudien minuciosament les llibretes d'adreces de captius a la recerca de nous objectius. La contrainsurgència argentina es va convertir ràpidament en una guerra bruta en la qual els combatents i els opositors polítics van ser segrestats, torturats, desapareguts, i eventualment assassinats».

### Guerra civil revolucionària
Els sectors vinculats amb les organitzacions guerrilleres solen sostenir també que es va tractar d'una guerra civil revolucionària. En molt casos qüestionen la comissió de crims de guerra per part de les Forces Armades i de delictes de lesa humanitat contra combatents i no combatents.
El 6 d'agost de 2001, en diàleg amb ràdio La Red de Buenos Aires, des d'Espanya l'exlíder del Moviment Peronista Montonero Guerriller (MPM), Mario Firmenich, va afirmar que sí hi va haver una guerra civil: «en un país que ha viscut una guerra civil, tots tenen les mans tacades de sang».
Per la seva banda, Nélida Augier, integrant de l'ERP i vídua de Benito Urteaga (segon cap de l'ERP), es refereix al període d'inestabilitat política argentina a la dècada del 1970 com una guerra: «Quan ens vam llançar a la lluita, ho vam fer amb un gran romanticisme, convençuts que venceríem. Això ens va donar forces, però va portar aparellat un gran simplisme en l'anàlisi. No només vam subestimar als militars, també ens va faltar capacitat per preveure els seus passos i mesurar fins on arribarien. Em sento orgullosa, tot i que vam perdre la guerra, perquè tractem fins a l'últim moment d'anteposar l'home i els seus ideals. Això no ens fa superiors sinó simple i profundament diferents dels nostres supòsits vencedors».
Al juliol de 2008, el líder cubà Fidel Castro va admetre per primera vegada que va donar suport a les guerrilles a Amèrica Llatina en durant la dècada del 1960, i va assegurar: «En l'únic lloc on no intentem promoure la revolució va ser a Mèxic. A la resta, sense excepció, ho vam intentar».
El 25 de març de 2013, Estela de Carlotto, presidenta d'Àvies de la Plaça de Mayo, va reivindicar públicament la lluita armada protagonitzada per militants i la va comparar amb la campanya d'alliberament argentina: «Nosaltres reivindiquem el valor d'una lluita, que sí la va haver armada. Tot i que no estem amb la violència, aquesta violència és la que va tenir San Martín i els herois quan van haver de defensar la Pàtria».
Com a resposta, la diputada nacional del PRO Laura Alonso va presentar el 27 de març un projecte a la Cambra baixa per repudiar les declaracions de la presidenta d'Àvies de la Plaça de Mayo: «El que ells van fer no va ser política. La política es fa en el marc de la Constitució i les lleis de qualsevol país democràtic. Es van equivocar, no van poder i no van voler prendre el camí de la llei i van triar el de la violència».

## Impacte cultural
L'impacte de l'època del terrorisme d'Estat a l'Argentina sobre la cultura ha estat considerable, tant dins com fora de país.
Per una part de la població en línies generals i la joventut en particular, es va sentir fortament afectada pels horrors revelats per les investigacions realitzades una vegada caigut el govern militar. Els drets humans, la pau i la democràcia, com a ideals socials, van adquirir una valoració màxima en la societat argentina. Els programes educatius (en escoles, col·legis i universitats) van incloure l'ensenyament de «les violacions de drets humans durant la dictadura militar», anomenada explícitament amb aquest terme.
En el camp artístic es pot dir que el terrorisme d'Estat ha impactat totes les àrees. Alguns artistes en els quals ha impactat especialment són Mercedes Sosa, León Gieco, Víctor Heredia, Charly García, Litto Nebbia, Juan Carlos Distéfano, Juan Gelman, León Ferrari, María Elena Walsh, etc.

### Cinema
Entre les pel·lícules realitzades sobre la temàtica del Terrorisme d'Estat a l'Argentina poden esmentar-se:
- Tiempo de revancha (1981) d'Adolfo Aristarain;
- La Historia Oficial (1984) de Luis Puenzo, que va obtenir l'Oscar a la millor pel·lícula estrangera;
- Cuarteles de invierno (1984), de Lautaro Murúa, del llibre de Osvaldo Soriano;
- En retirada (1984), de Juan Carlos Desanzo;
- El exilio de Gardel (Tangos) (1985) de Pino Solanas;
- Hay unos tipos abajo (1985) de Rafael Filipelli;
- La Noche de los Lápices (1986), d'Héctor Olivera, basat en el llibre de María Seoane i Héctor Ruiz Nuñez;
- La República perdida II (1986) documental de Miguel Pérez;
- El ausente (1987) de Rafael Filipelli;
- Mirta, de Liniers a Estambul (1987) de Jorge Coscia i Guillermo Saura;
- Juan, como si nada hubiera sucedido (1987), investigació documental de Carlos Echeverría, que va ser utilitzat com a prova en la causa que va incloure la desaparició de Juan Marcos Herman.
- La amiga (1989) de Jeanine Meerapfel, amb Liv Ullmann, Federico Luppi i Cipe Lincovsky;
- El lado oscuro (1990) de Gonzalo Suárez;
- 1977, casa tomada (1997) documental de María Pilotti,
- Por esos ojos (1997) documental de Gonzalo Arijón i Virginia Martínez;
- H. G. O. (1999) documental de Víctor Bailo i Daniel Stefanello;
- Garaje Olimpo (1999) de Marco Bechis;
- Yo, Sor Alice (2000), documental d'Alberto Marquardt;
- Botín de Guerra (2000) documental de David Blaustein;
- (H) Historias cotidianas (2000) documental d'Andrés Habegger;
- Ni vivo, ni muerto (2001) de Víctor Jorge Ruiz;
- Los pasos perdidos (2001) de Manane Rodríguez;
- Kamchatka (2002) de Marcelo Piñeyro;
- Assassination tango (2003) de Robert Duvall, amb Robert Duvall i Rubén Blades;
- Imagining Argentina (2003) de Christopher Hampton, amb Antonio Banderas, Emma Thompson i Rubén Blades;
- Los rubios (2003), documental d'Albertina Carri;
- Flores de septiembre (2003), documental de Pablo Osores, Roberto Testa i Nicolás Wainzelbaum;
- Nietos: identidad y memoria (2004) documental de Benjamín Ávila;
- Crónica de una fuga (2005) d'Adrián Caetano, amb Rodrigo De La Serna i Pablo Echarri;
- Hermanas (2005) de Julia Solomonoff;
- Historias de aparecidos (2005), documental de Pablo Torello.
- El secreto de sus ojos (2009), de Juan José Campanella
- Eva & Lola (2010), de Sabrina Farji.

### Música
Durant la dictadura militar, molts artistes van estar prohibits i inclosos en llistes negres. Després de la derrota a la Guerra de les Malvines i l'obertura del procés electoral, els artistes censurats van començar a retornar als escenaris. Molts d'aquests recitals es van convertir en esdeveniments culturals com els de Mercedes Sosa en el Teatre Opera el 1982, Joan Manuel Serrat en el Luna Park el 1983, i els de Silvio Rodríguez i Pablo Milanés en l'Estadi Obras Sanitarias el 1984.
Hi ha algunes obres musicals que han criticat directament o indirectament al Terrorisme d'Estat, com les cançons:
- «Los dinosaurios», de Charly García;[269]
- «Represión», de Los Violadores;[270]
- «Canción de Alicia en el país», de Charly García interpretada per Serú Girán[271]
- «Todavía cantamos», de Víctor Heredia;[272]
- «Sobreviviendo», de Víctor Heredia;[273]
- «Informe de la situación», de Víctor Heredia;[274]
- «Una canción posible», de Víctor Heredia;[275]
- «La avenida de los tilos» (1976), de María Wérnicke, cantada per Luciana;
- «Victoria Clara», interpretada per Bersuit Vergarabat;[276]
- La banda musical de la pel·lícula El exilio de Gardel;
- «Noche de los Lápices» del cantautor Rogelio Botanz composta sobre el testimoni de Pablo Díaz, únic supervivent del grup d'adolescents segrestats en aquest operatiu;
- «Matador», per els Los Fabulosos Cadillacs;[277]
- «Hombres de hierro», de León Gieco;[278]
- «Las madres del amor», de León Gieco;[279]
- «La memoria», de León Gieco;[280]
- «Indultados», de Kapanga;[281]
- «Yo soy Juan», de León Gieco;[282]
- «Pensé que se trataba de cieguitos», de Pipo Cipolatti, per Los Twist;[283]
- «Undercover of the Night» per els Rolling Stones;[284]
- «Mothers of the Disappeared», per U2;[285]
- «Crisantemo», de Luis Alberto Spinetta;[286]
- «Con la frente marchita» de Joaquín Sabina;[287]
- «Sin cadenas», interpretada per Los Pericos;
- «Vuelos», interpretada per Bersuit Vergarabat;[288]
- «Canción Inútil», interpretada per Attaque 77;[289]
- «Enes», interpretada per Árbol;[290]
- «Arde la ciudad», interpretada per Mancha de Rolando;
- «Los Delirios del Defacto», interpretada per Almafuerte;
- «Mientras no Tenga Miedo de Hablar», de Nito Mestre i María Rosa Yorio;
- «Indulto», de Alejandro Lerner.
- «Condenado», de La Sobrecarga
- «30 000 Plegarias», de Malón.
- «Jurame», de Los Tipitos

### Televisió
Entre els programes de televisió que han abordat el tema del Terrorisme d'Estat a Argentina es destaquen:
- «Montecristo»: una telenovel·la estrenada el 2006 per Telefe, dirigida per Miguel Ángel Colom, que té una trama de suspens relacionada amb les conseqüències actuals del terrorisme d'Estat, en la qual dues protagonistes descobreixen que són filles de desapareguts. El programa va tenir un gran èxit de públic i va difondre massivament la problemàtica del robatori de nadons durant la dictadura l'Argentina i la recerca de les Àvies de la Plaça de Mayo.
- Televisió per la identitat: una sèrie de tres capítols produïts per Telefe Contenidos a proposta de les Àvies de la Plaça de Mayo, amb direcció de Miguel Ángel Colom, transmesa en horari central el2007, assolint un notablement alt índex d'audiència.

### Escultura i monuments
S'han aixecat escultures a tot arreu de país per tal d'expressar els sentiments despertats pel Terrorisme d'Estat. Algunes d'elles són:
- Plaça Francia Trenque Lauquen (Província de Buenos Aires): quatre escultures en memòria dels desapareguts: «Fragments i esfera» de Ferruccio Polacco, «Essencial» de Carlos Cornejo, «Retrat d'un temps» de Juan Alfredo Percivalle i «Imatges» de Luis Jiménez.[291]
- Parc de la Memòria de Buenos Aires (Ciutat de Buenos Aires):
  - Monument a les Víctimes del Terrorisme d'Estat. Dissenyat com un sender-rampa amb la forma d'una ferida gegantesca a la gespa en direcció al riu de la Plata, a on hi haurà els noms de cada un dels desapareguts i assassinats.
  - 18 escultures commemoratives: 12 d'elles triades per concurs i sis pertanyents a artistes amb un compromís especial amb la lluita pels drets humans. Les escultures pertanyen a Claudia Fontes (Retrat de Pablo Míguez), Casa Orensanz (Pensar és un fet revolucionari), Clorindo Testa (Sense títol), Marjetica Potrc (La casa de la història), Nicolás Guagnini (30.000), Germán Botero (Huaca), Norberto Gómez (Torres de la memòria), Grup d'art de carrer (Cartells de la memòria), Nuno Ramos (Olimp), Juan Carlos Distéfano (Per gràcia rebuda), Per Kirkeby (Memòria espacial), Jenny Holzer (Sense títol), Rini Hurkmans (Pietà de l'Argentina), Leo Vinci (Presència), Roberto Aizenberg (Sense títol), Magdalena Abakanowicz (Figures caminant), Dennis Oppenheim (Monument a la fuita) i William Tucker (Victòria). A l'octubre de 2006 s'havien col·locat les escultures d'Aizenberg, Oppenheim i Tucker.
- Puerto Madero (Ciutat de Buenos Aires): «Escultura en memòria dels treballadors portuaris desapareguts: Eduardo De Pedro, José Manuel Moreno, Francisco Pana, Rubén Correa i Osvaldo Camarotti», realitzada per Omar Gasparini.
- Església de Sant Patrici, Belgrano (ciutat de Buenos Aires): «Camí dels Palotinos», monument obra de Roberto Frangella, en record dels religiosos assassinats en la Massacre de Sant Patrici.

També existeixen escultures populars, anònimes o col·lectives, que en general han estat col·locades en els centres clandestins de detenció. Entre elles es destaquen la columna envoltada de cossos que emergeix de les profunditats del CCD El Club Atlético, o les escultures col·locades en les reixes de l'ESMA.

### Pintura
Entre les obres artístiques relacionades amb el Terrorisme d'Estat es destaca Identitat, un complex de fotografies i miralls realitzat per tretze artistes argentins a comanda de les Àvies de Plaça de Mayo. Entre els artistes es troben Carlos Alonso, Nora Aslan, Mireya Baglietto, Rem Bianchedi, Diana Dowek, León Ferrari, Rosana Fuertes, Carlos Gorriarena, Adolfo Nigro, Luis Felipe Noé, Daniel Ontiveros, Joan Carles Romero i Marcia Schvartz.

### Literatura
Entre les obres literàries relacionades amb el terrorisme d'Estat es poden esmentar:
- Proteo (1979) de Morris West;[292]
- Nadie nada nunca (1980) de Juan José Saer;
- Respiración artificial (1980) de Ricardo Piglia;
- Flores robadas en los jardines de Quilmes (1980) de Jorge Asís;
- Cuarteles de Invierno (1983) de Osvaldo Soriano;
- Del poeta Juan Gelman cal esmentar els seus llibres Hechos y relaciones (1980), Citas y comentarios (1982), Hacia el Sur (1982), entre d'altres;
- Mi hija Dagmar (1984), libre de Ragmar Hagelin sobre la desaparició de la seva filla Dagmar Hagelin, una jove adolescent sueca segrestada per Alfredo Astiz per error durant la dictadura argentina de 1976-1983.
- Carta abierta de un escritor a la Junta Militar (1977) de Rodolfo Walsh;balanç d'un any de l op. A l'endemà, l'autor va ser assassinat i els seus arxius i manuscrits van ser destruïts.

### Teatre
El 1981 es va produir el Moviment de Teatre Obert, una reacció cultural contra la dictadura militar que va tenir una àmplia influència en la població. Teatre Obert va ser organitzat per un grup de gent de teatre integrat per Osvaldo Dragún, Roberto Cossa, Jorge Rivera López, Luis Brandoni i Pepe Soriano, recolzats per Adolfo Pérez Esquivel (acabat d'elegir Premi Nobel de la Pau) i Ernesto Sabato. El moviment es va iniciar al Teatre Picadero de la ciutat de Buenos Aires, que per aquesta raó va ser manat a cremar pel govern militar. Teatre Obert es va moure llavors al Teatre Tabaris.
El cicle es va repetir el 1982, el 1983 (amb el lema de «guanyar el carrer»), i el 1984 («el teatrazo»). Entre les obres d'aquells cicles poden esmentar Gris d'Absència (1981) de Roberto Cossa, Tercer Inclòs (1981) d'Eduardo Pavlovsky, i Oficial Primer (1982) de Carlos Somigliana.
Teatre Obert va influir en la resta de les activitats artístiques, organitzant-se activitats similars a altres camps com Dansa Oberta, Música Sempre, Llibre Obert, Poesia Oberta, Tango Obert o Folklore Obert, tant a la capital com en algunes províncies.